# Geschichte Berlins
Die dokumentierte Geschichte der Stadt Berlin begann im Hochmittelalter mit der Gründung von zwei Handelsorten. Urkundlich erstmals erwähnt wurde Berlin im Jahr 1244, das benachbarte Kölln bereits 1237. Archäologische Funde legen nahe, dass der Berliner Raum schon Jahrhunderte zuvor besiedelt war.
Im Jahr 1309 bildeten Kölln und Berlin eine Städteunion. 1432 schlossen sich beide Orte zu der Doppelstadt Kölln-Berlin zusammen. 1486 stieg Kölln-Berlin zur Residenzstadt der Markgrafen und Kurfürsten von Brandenburg aus dem Haus Hohenzollern auf. Kurfürst Joachim II. führte 1539 die Reformation in Berlin ein. Die im Jahr 1613 vollzogene Konversion von Kurfürst Johann Sigismund zum calvinistischen Glauben führte zu langanhaltenden konfessionellen Spannungen mit der lutherisch geprägten Bevölkerung Berlins.
Der Dreißigjährige Krieg (1618–1648) beendete Berlins kulturellen und wirtschaftlichen Aufschwung als Residenzstadt. Seuchen und Truppendurchzüge ließen die Einwohnerzahl halbieren. Erst unter dem Großen Kurfürsten konnte sich die Stadt von den Folgen des Krieges erholen. Der Große Kurfürst ließ um Berlin und Cölln eine Festung anlegen und ermöglichte die Einwanderung französischer Glaubensflüchtlinge. Eine repräsentative bauliche Aufwertung, besonders des Schlossbereichs, erfuhr Berlin zu Anfang des 18. Jahrhunderts infolge der Königskrönung Friedrichs I. Sein Nachfolger Friedrich Wilhelm I. förderte vor allem den Bau von Kirchen, Stadtpalais und Bürgerhäusern und legte Exerzierplätze an. Im Laufe des 18. Jahrhunderts überrundete Berlin alle deutschen Städte außer der Kaiserstadt Wien an Einwohnerzahl und Umfang.
Friedrich der Große trieb den Ausbau Berlins an der Straße Unter den Linden durch das Forum Fridericianum und den Neubau repräsentativer Immediatbauten voran und gründete staatliche Manufakturen wie die Königliche Porzellan-Manufaktur Berlin. Unter seinem Nachfolger Friedrich Wilhelm II. erfuhr die Stadt eine klassizistische Umgestaltung. Die religiöse und gesellschaftliche Toleranz während der Berliner Klassik ließ sie zu einer der bedeutendsten Städte der Aufklärung in Europa werden. Nach einer zweijährigen französischen Besatzungszeit (1806–1808) nahm Berlin im Laufe des 19. Jahrhunderts, vor allem ab 1860, einen enormen Aufschwung. 1871 avancierte die Stadt zur Reichshauptstadt des Deutschen Kaiserreiches. Danach entwickelte sich die Stadt zu einer der bevölkerungsreichsten Metropolen der Welt, zu einem industriellen und wissenschaftlichen Zentrum sowie zu einem bedeutenden Verkehrsknoten im Eisenbahnnetz.
Ab 1919 war Berlin Hauptstadt der demokratischen Weimarer Republik, ebenso nach der NS-Machtergreifung 1933. Nach dem Ende des Zweiten Weltkriegs war die Stadt schwer zerstört und unterlag ab 1945 dem Viermächte-Status. Ost-Berlin hatte ab 1949 die Funktion als Hauptstadt der Deutschen Demokratischen Republik, während West-Berlin weiterhin bis 1990 von den drei westlichen Besatzungsmächten USA, Vereinigtes Königreich und Frankreich verwaltet und ab 1950 mit deren Genehmigung vom Senat von Berlin (West) regiert wurde. Wobei sie mit der Bundesrepublik Deutschland assoziiert waren. Von 1961 bis 1989 war Westberlin von der Berliner Mauer umgeben. Mit dem Mauerfall 1989 und der deutschen Wiedervereinigung im Jahr 1990 wuchsen die beiden Stadthälften wieder zusammen und Berlin erhielt seine Rolle als gesamtdeutsche Hauptstadt zurück. Seit 1999 ist sie Sitz der Bundesregierung, des Bundespräsidenten, des Deutschen Bundestages, des Bundesrates sowie zahlreicher Bundesministerien, Bundesbehörden und Botschaften.

## Namensherkunft
Der Name Berlin ist ursprünglich slawisch. Er geht auf altpolabisch Birlin, Berlin zurück und bedeutet ‚Ort in einem sumpfigen Gelände‘. Zugrunde liegt altpolabisch birl-, berl- ‚Sumpf, Morast‘, ergänzt um das die Lage bezeichnende slawische Suffix -in. Die urkundliche Überlieferung mit dem Artikel („der Berlin“) spricht für einen ursprünglichen Flurnamen, der von den Siedlern aufgenommen wurde.
Der Name Kölln ist vermutlich eine Namensübertragung von Köln am Rhein, der auf lateinisch colonia ‚Pflanzstadt in einem eroberten Land, Kolonie‘ zurückgeht. Nicht ganz auszuschließen ist jedoch auch eine Herleitung von einem altpolabischen Namen *kol’no, der zu kol ‚Pfahl‘ gebildet wäre.
Der Stadtname ist weder auf den angeblichen Gründer der Stadt, Albrecht den Bären, gestorben bereits 1170, noch auf das Wappentier, den Bären, zurückzuführen. Der „Berliner Bär“ macht aus dem Wappen Berlins ein redendes Wappen, das den Stadtnamen in deutscher Sprache bildlich darstellt (Berlin = ‚Bärlein‘, ‚kleiner Bär‘). Das Wappentier leitet sich demnach vom Stadtnamen ab, nicht jedoch umgekehrt.

## Vorgeschichte (16.000 v. Chr. bis 1.200 n. Chr.)

### Ausklang der Weichseleiszeit

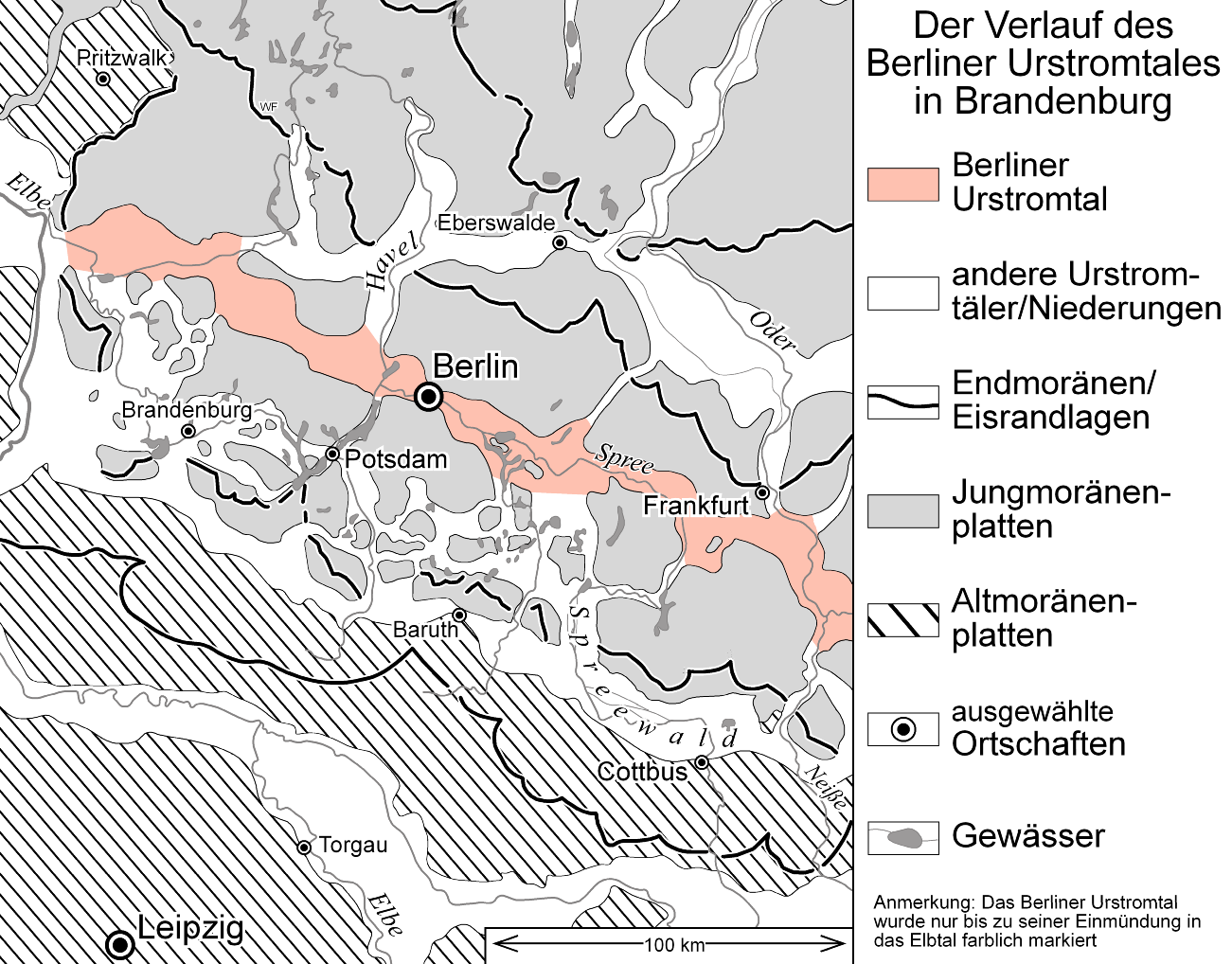
Der Verlauf des Berliner Urstromtals in Brandenburg und Berlin

Funde von Feuersteinen und bearbeiteten Knochen lassen auf eine Besiedlung des Berliner Raums seit etwa 60.000 v. Chr. schließen. Zu dieser Zeit waren weite Teile Nord- und Ostdeutschlands von den Vergletscherungen der letzten Eiszeit bedeckt, die ungefähr von 110.000 bis 8.000 v. Chr. dauerte. Im Baruther Urstromtal, rund 75 Kilometer südlich Berlins, erreichte das Inlandeis vor rund 20.000 Jahren seine maximale südliche Ausdehnung. Seit rund 19.000 Jahren ist der Berliner Raum, dessen Niederung zum Jungmoränenland der Weichsel-Kaltzeit zählt, wieder eisfrei. Vor rund 18.000 Jahren bildeten die abfließenden Schmelzwasser das Berliner Urstromtal als Teil der Frankfurter Staffel aus, das wie alle Urstromtäler im Untergrund aus mächtigen Schmelzwassersanden besteht. Die Spree nutzte das Urstromtal für ihren Lauf, im unteren Spreetal bildete sich stellenweise eine Tundra heraus. Westlich dominierten feuchte Niederungen und Moorgebiete das Erscheinungsbild des Tals.
Die Plateaus Barnim und Teltow bildeten sich parallel zum späteren Lauf der Spree. Mit dem Rückgang des Eises wurde Standwild wie Rehe, Hirsche, Elche und Wildschweine sesshaft und verdrängten die Rentiere. In der Folge begannen die Menschen, die von der Jagd lebten, feste Siedlungen zu errichten. Im 9. Jahrtausend v. Chr. siedelten an der Spree, Dahme und Bäke Jäger und Fischer, die Pfeilspitzen, Schaber und Feuersteinbeile hinterließen. Aus dem 7. Jahrtausend v. Chr. stammt eine Maske, die wahrscheinlich als Jagdzauber diente.

### Jungsteinzeit, Bronze- und Eisenzeit (4000 v. Chr. bis 500 n. Chr.)
Im 4. Jahrtausend v. Chr. bildeten sich Kulturen mit Ackerbau und Viehzucht, die handgefertigte Keramiken und Vorratsspeicher benutzten. Drei Bestattungen auf dem Gebiet von Schmöckwitz aus dieser Zeit bilden die ältesten Menschenfunde auf Berliner Boden. Ein Dorf der Trichterbecherkultur konnte 1932 bis 1934 auf dem Gebiet der Britzer Hufeisensiedlung ausgegraben werden.
Die meisten jungsteinzeitlichen Funde stammen von der Kugelamphoren-Kultur um 2000 v. Chr. Rund 200 bronzezeitliche Fundstellen bezeugen eine immer dichter werdende Besiedlung an der Havel und Spree. Schätzungsweise 1000 Menschen sollen sich zu dieser Zeit auf etwa 50 Siedlungen verteilt haben, die überwiegend der Lausitzer Kultur und der Nordischen Bronzezeit zugerechnet werden. Ein 1955 in Lichterfelde entdecktes bronzezeitliches Dorf bestand aus sieben oder acht rechteckigen Häusern, die sich um einen Dorfplatz herum gruppierten. Die Pfostenhäuser waren mit lehmverkleideten Wänden sowie schilf- oder strohgedeckten Dächern ausgestattet. Ein weiteres Dorf mit fast 100 Bauten konnte beim Bau des Klinikums in Berlin-Buch freigelegt werden.
Mit Beginn der Eisenzeit um 600 v. Chr. wurde die Lausitzer von der Jastorf-Kultur abgelöst. Ab ungefähr 500 v. Chr. drangen die nachfolgenden Germanen ins Berliner Gebiet vor und siedelten sich auf den waldreichen Höhen des Barnim und des Teltow an. Germanische Siedlungen wurden vor allem in Rudow, Lübars, Marzahn und Kaulsdorf ausgegraben. In der Zeit nach Christi Geburt tauchten die elbgermanischen Semnonen, ein Volksstamm der Sweben, auf. Ein Teil der semnonischen Bevölkerung wanderte 200 n. Chr. nach Südwesten ab. Ihnen folgten ostgermanische Burgunden.
Im 4. und 5. Jahrhundert n. Chr. verließen große Teile der germanischen Stämme das Gebiet um Havel und Spree und wanderten Richtung Oberrhein nach Schwaben. Im Berliner Raum nahm daher die Besiedlungsdichte ab, er blieb aber von germanischen Restgruppen besiedelt.

### Slawen und Gründung der Mark Brandenburg (500–1200)

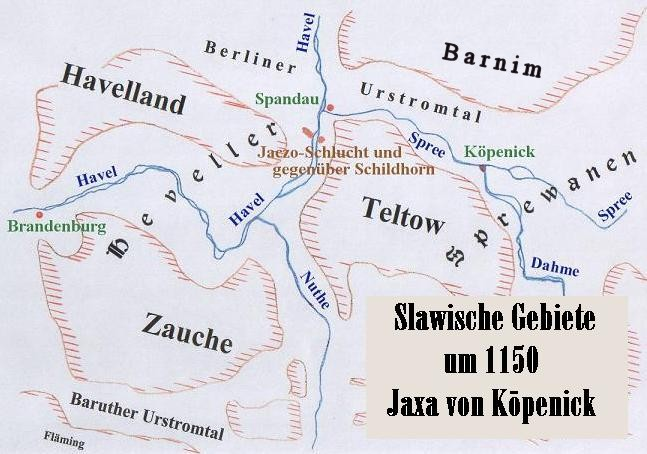
Berliner Region um 1150

Ab dem 6. Jahrhundert kamen Slawenstämme in die Lausitzer Gegend und Ende des 7. Jahrhunderts auch in das weitgehend entvölkerte Spree-Havel-Gebiet. Sie ließen sich in bisher unbesiedelten Landstrichen nieder. Im späteren Berliner Stadtkern gibt es keine slawischen Spuren. Sie finden sich erst auf den Hochflächen von Teltow und Barnim sowie an den Ufern von Spree und Nebengewässern.
Auf dem Gebiet von Berlin siedelten die Stämme der Heveller (Havelslawen) und der Sprewanen, die zum Stammesverband der Lutizen gehörten. Die Heveller bevölkerten das Havelland hinauf bis zum Rhinluch und zum Tegeler See und hatten ihren Hauptsitz auf der Brennaburg auf der heutigen Dominsel der Stadt Brandenburg. Zur Sicherung ihres Gebietes nach Osten errichteten die Heveller um 750 etwas südlich der Spreemündung (Burgwallinsel) in die Havel einen weiteren slawischen Burgwall, um den sich herum dank günstiger Verkehrslage eine Kaufmannssiedlung entwickelte. Weiter im Osten und durch einen breiten Waldgürtel getrennt befand sich das Siedlungsgebiet der Sprewanen, deren Zentrum die Köpenicker Schlossinsel am Zusammenfluss von Spree und Dahme bildete. Hier bestand im 9. Jahrhundert ebenfalls ein slawischer Burgwall. Spandau und Köpenick waren durch eine wichtige Handelsstraße verbunden, die südlich der Spree verlief, um 1170 aber auf das Nordufer verlegt wurde.
Die Sprewanen gründeten weitere Siedlungen auf den Gebieten von Mahlsdorf, Kaulsdorf, Pankow und Treptow. Der durch zahlreiche Münzfunde bezeugte Sprewanenfürst Jaxa von Köpenick, der auf der Köpenicker Burg vermutlich seinen Hauptsitz hatte, wurde 1157 vom Askanier Albrecht dem Bären (1134–1170) bei der Eroberung der Brennaburg entscheidend geschlagen und vertrieben. Albrecht, der bereits 1134 von Lothar III. mit der Nordmark belehnt wurde, gründete daraufhin die Mark Brandenburg und ernannte sich zu ihrem ersten Markgrafen. Der während des 12. Jahrhunderts aufgegebene Spandauer Burgwall wurde als Frühstadt von den Askaniern weiter nördlich auf das Gebiet der heutigen Zitadelle Spandau verlegt, und es entwickelte sich ein neuer Stadtkern gegenüber der Spreemündung.
Die Gründung der ersten Dörfer im Bereich des heutigen Berlin fiel in den anschließenden Landesausbau der askanischen Markgrafen im Teltow, der durch eine geschickte Siedlungspolitik und eine kluge Einbeziehung der international agierenden geistlichen Orden der Zisterzienser (Kloster Lehnin) und der Tempelritter (Komturhof Tempelhof) gekennzeichnet war.

## Handelsstadt im Mittelalter (1200–1448)

### Entstehung der Doppelstadt Berlin-Kölln

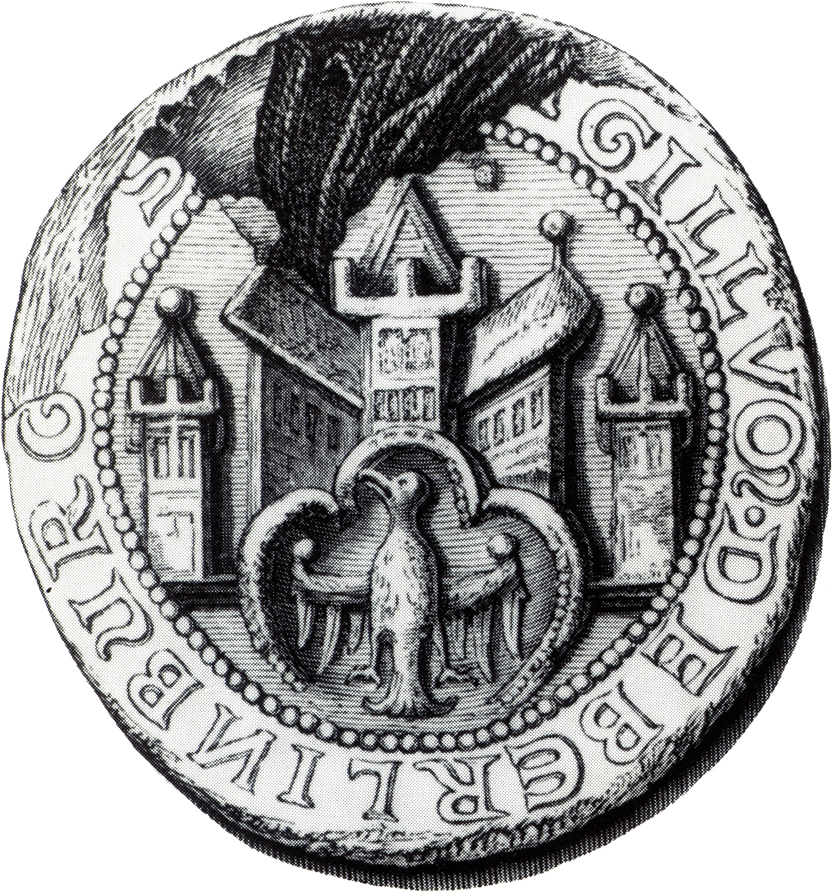
Ältestes Siegel von Berlin, 1253

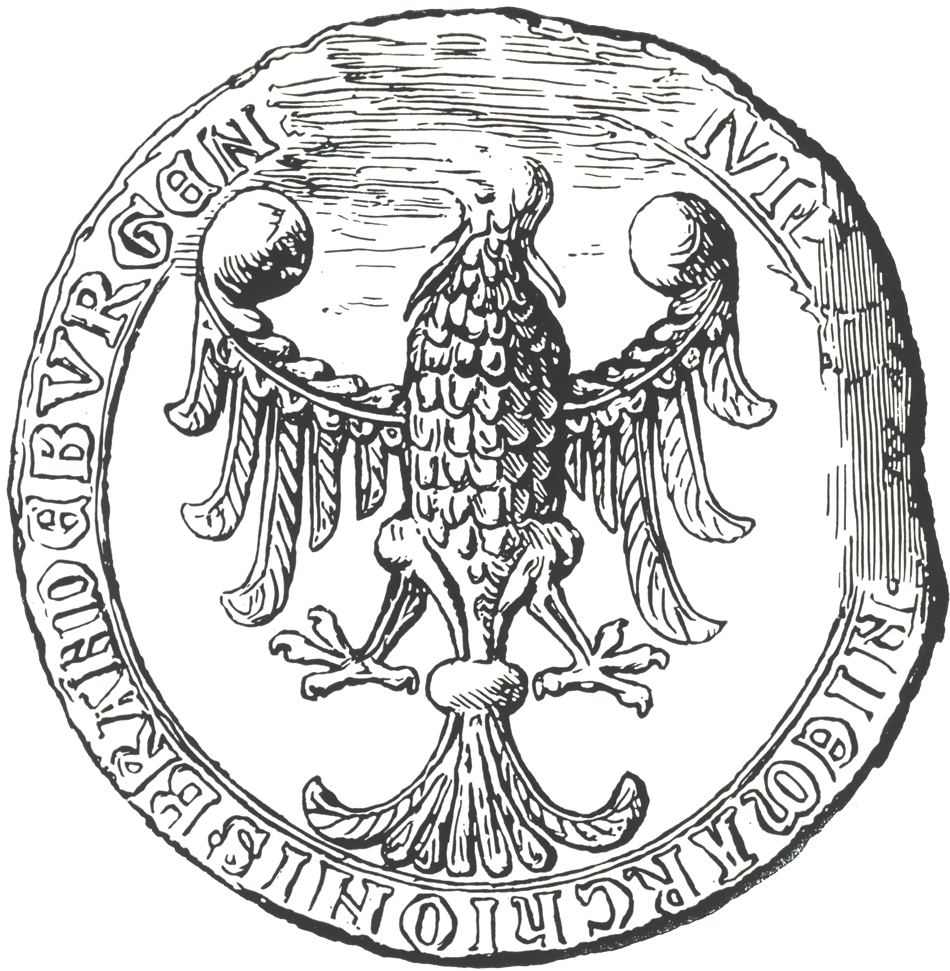
Ältestes Siegel von Kölln, 1334

Ende des 12. Jahrhunderts legten Fernkaufleute, die, wahrscheinlich aus dem niederrheinisch-westfälischen Raum kommend, durch das Gebiet reisten, an der Spreeniederung mit der Köllner Spreeinsel eine erste Siedlung an. An dieser Stelle zwischen den Hochflächen des Teltow und des Barnim verengte sich das sumpfige Urstromtal auf vier bis fünf Kilometer. Auf der rechten, nördlichen Uferseite entstand Berlin, auf der Spreeinsel direkt gegenüber Kölln.
Neuere Grabungen haben gezeigt, dass erste Siedlungsaktivitäten für Berlin/Kölln wohl schon im letzten Viertel des 12. Jahrhunderts begannen. Archäologische Untersuchungen 1997–1999 stießen in der Breiten Straße 28 (Alt-Kölln) auf einen um 1200 wiederverwendeten Balken, der mit Hilfe der Baumringanalyse auf „um/nach 1171“ datiert werden konnte. Im Jahr 2007 wurde bei Ausgrabungen auf dem Köllner Petrikirchplatz in einem Erdkeller ein Eichenbalken gefunden, dessen Analyse ergab, dass der Baum um das Jahr 1212 gefällt worden war. 1997 und 2008 wurden im Bereich des Schlossplatzes unter den Fundamenten des 1747 abgerissenen Dominikanerklosters Siedlungsreste gefunden. Das jüngste Datum hat ein Holzrest von 1198 (Waldkante); der gesamte Befund trägt Brandspuren. Dieser Siedlungsteil ist also offenbar nach 1198 nach einer Brandzerstörung aufgegeben worden, denn er wurde spätestens zu Beginn der zweiten Hälfte des 13. Jahrhunderts von der ersten Köllner Stadtmauer überbaut. Die seit der politischen Wende 1990 ermittelten Dendrodaten können aber nur unterschiedlich wissenschaftlich verwendet werden. Das älteste „belastbare“ Dendrodatum für Berlin/Kölln ist 1198 (Waldkante).

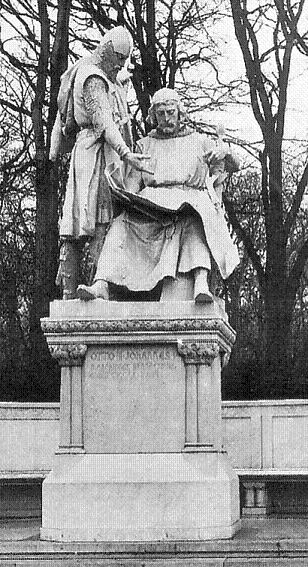
Johann I. und Otto III.über der angeblichen Stadturkunde Berlin-Köllns, Denkmalgruppe 5 der Siegesallee 1900

Nach wie vor ist ungeklärt, wer älter ist: Berlin oder Kölln, und wer der jeweilige Gründer war: eine Genossenschaft von Fernkaufleuten (die Berliner Nikolaikirche hat das Patrozinium der Fernkaufleute) oder der Markgraf (Kölln hat den brandenburgischen Adler im Wappen). Ungeklärt ist auch die Frage, ob Kölln als Vorgänger eine Niederlassung der Erzbischöfe von Magdeburg hatte (Rolf Barthels Magdeburg-Hypothese).
Berlin und Kölln entstanden als Gründungsstädte. Im Gegensatz zu den slawischen Gründungen Spandau und Köpenick (1197 bzw. 1209/1210 erstmals urkundlich erwähnt) am westlichen und östlichen Ausgang des Spreetales, die eher eine strategische Bedeutung hatten, waren Berlin und Kölln von Anfang an als Handelsplätze geplant, um die Handelsvorteile (Zoll, Niederlage) von Spandau und Köpenick abzuziehen.
Die Urkunden mit den frühesten Erwähnungen Köllns vom 28. Oktober 1237 und Berlins vom 26. Januar 1244 befinden sich im Domstiftsarchiv in Brandenburg an der Havel; die Urkunden stehen im Zusammenhang mit einem Steuerstreit zwischen Markgrafen und Bischöfen von Brandenburg, dessen Beilegung eine wesentliche Finanzierungsgrundlage bedeutete und vermutlich auch die Stadtrechtsverleihung mit sich brachte (s. Brandenburger Zehntstreit). Zu beachten ist dabei, dass der Brandenburger Vertrag vom 28. Oktober 1237, der u. a. einen Symeon plebanus de Colonia („Symeon, Pfarrer von Kölln“) bezeugt, nur in einer zu Merseburg am 28. Februar 1238 ausgestellten Urkunde überliefert ist. 1244 erscheint derselbe Symeon in einer anderen Urkunde dann als Propst von Berlin, d. h. zu dieser Zeit war Berlin bereits Mittelpunkt eines Archidiakonats. Als Stadt (civitas) wird Berlin erstmals 1251 urkundlich erwähnt, Kölln erst zehn Jahre später.
Die Entwicklung und die gezielte Privilegierung des Ausbaus der Doppelstadt durch die beiden Markgrafen ab den 1230er Jahren hing eng mit der Aufsiedlung der Hochflächen Teltow und Barnim zusammen, ausführlich geschildert in der Märkischen Fürstenchronik. Die askanischen Siedlungen auf dem nordwestlichen Teltow waren durch die sperrriegelartig gegründeten Templerdörfer um den Komturhof Tempelhof strategisch gegen die Wettinische Herrschaft auf dem Teltow mit Mittenwalde und Köpenick sowie dem sehr wahrscheinlich geplanten wettinischen Aufbau einer Herrschaft um Hönow (u. a. mit Hellersdorf) gesichert. Die Grenze zwischen der askanischen Mark und den wettinischen Besitzungen verlief zu dieser Zeit in Nord-Süd-Richtung mitten durch das heutige Berliner Stadtgebiet. Die Behauptung eines dazwischen liegenden Streifens der Erzbischöfe von Magdeburg wird überwiegend bestritten. Die Spannungen mit den Wettinern entschieden sich im Teltow-Krieg zwischen 1239 und 1245 zugunsten der Askanier, der ihnen endgültig den gesamten Teltow und Barnim (abgesehen von Rüdersdorf) und damit das gesamte heutige Stadtgebiet einbrachte.

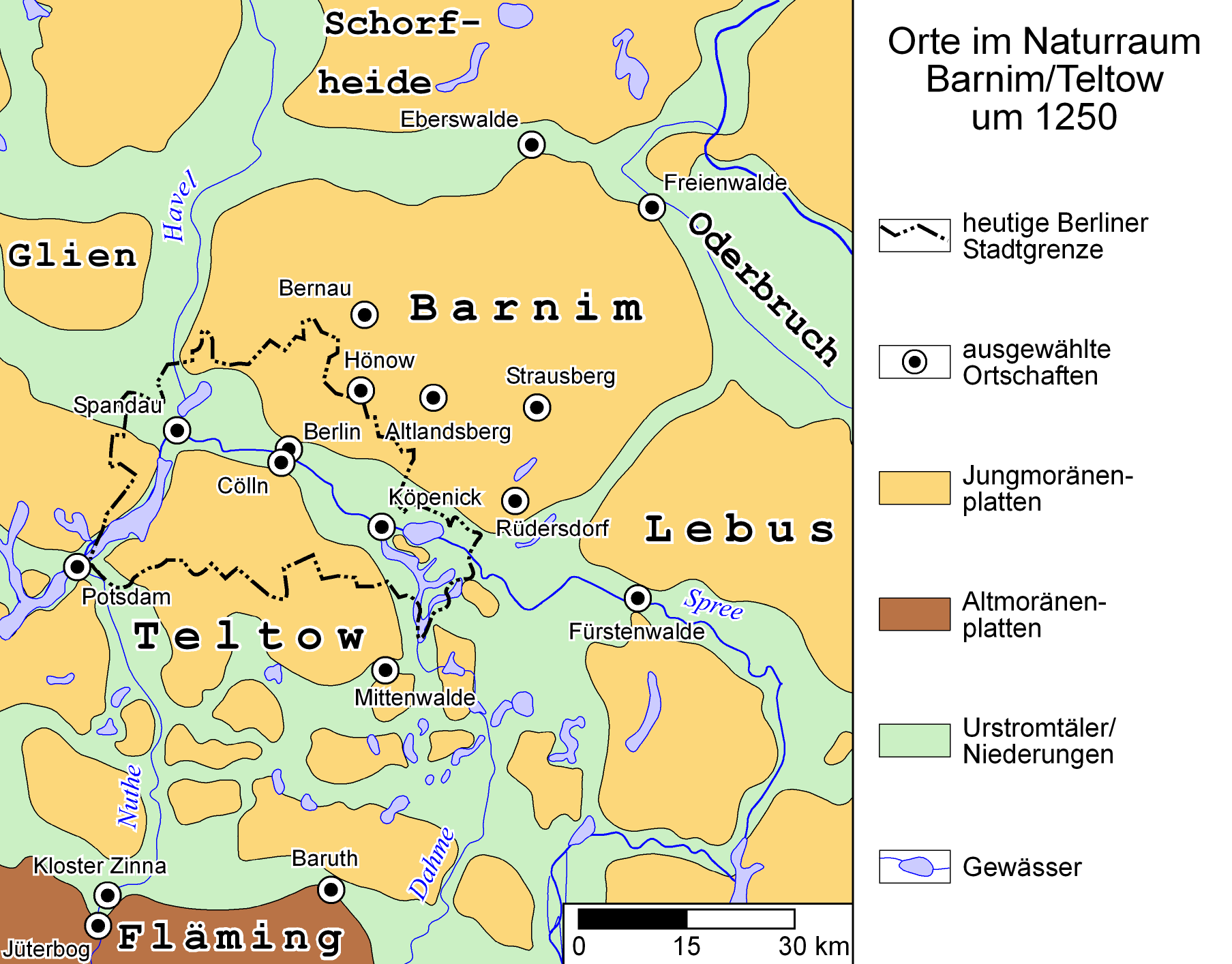
Orte auf dem Teltow und Barnim um 1250

- Quellen und siehe ausführlich: Entwicklung des Berliner Raums, Hintergrund des Teltow-Krieges

Einen großen Teil seines Aufstiegs von einem kleinen Brückenort zu einem bedeutenden Spreeübergang verdankt Berlin-Kölln den Askaniern, die den alten Fernhandelsweg von Magdeburg nach Posen, der auch über Spandau und Köpenick führte, durch die Stadt leiteten. Wirtschaftlich konnte sie sich insbesondere durch das von den gemeinsam regierenden Markgrafen Otto III. und Johann I. ausgestellte Niederlags- oder Stapelrecht gegenüber den Städten Spandau und Köpenick durchsetzen. Dieses verpflichtete durchreisende Kaufleute ihre Waren einige Tage in der Stadt anzubieten. Hinzu kamen Zollfreiheiten, die den Zwischenhandel und die Ausfuhr landwirtschaftlicher Erzeugnisse begünstigten. Die Handelsverbindungen reichten von Osteuropa bis Hamburg, Flandern und England sowie zur Ostseeküste und nach Süddeutschland (Via Imperii). Die Stadt erstreckte sich zu dieser Zeit auf einer Fläche von 70 Hektar und umfasste die Handelsniederlassung am Molkenmarkt und rund um die Nikolaikirche sowie die Gegend des Neuen Marktes und der Marienkirche. Die wichtigste Verbindung zwischen Berlin und Kölln war der Mühlendamm, der die Spree anstaute und auf dem sich mehrere Mühlen befanden.
Obwohl Berlin und Kölln viele gemeinsame Einrichtungen besaßen, wurden beide Städte von getrennten Verwaltungen geführt. In den aus zwölf bzw. sechs Mitgliedern bestehenden Räten saßen Großkaufleute und Fernhändler, die das Patriziat der Stadt bildeten. An der Spitze beider Verwaltungen stand der Schultheiß, der in Berlin und Kölln als Vertreter des Markgrafen amtierte. Als erster bekannter Schulze wird Marsilius de Berlin 1247 erwähnt, nachdem spätestens 1240 das Stadtrecht verliehen wurde; der neueste Forschungsstand (Fritze 2000) geht von einem Zusammenhang mit dem Zehntvertrag von 1237 aus, ebenso die Aufwertung der Nikolaikirche zur Propsteikirche und die Anlage des Marienviertels.
Die mittlere Schicht bildeten Kaufleute, Handwerksmeister und Ackerbürger, die sich in Zünften organisierten. Als ältestes Dokument des Zunftwesens gilt die Bestätigung einer Bäckergilde aus dem Jahr 1272. Von 1284 ist ein erster Innungsbrief für die Schuster überliefert, die Tuchmacher erhielten 1289 verschiedene Rechte und die Fleischerinnung wurde 1311 gegründet. Diese vier angesehensten Handwerke formierten später die Viergewerke.
An religiösen Einrichtungen existierten zu der Zeit eine Propstei, mit der Marienkirche, der Nikolaikirche und der Petrikirche (Kölln) drei Pfarrkirchen, das Graue Kloster des Franziskaner Ordens und das Dominikanerkloster in Kölln sowie die zugehörigen Klosterkirchen. Um das Heilig-Geist-Spital entstand ein eigenes Stadtviertel, das Georgenhospital befand sich im Osten von Berlin vor dem Oderberger Tor bzw. Georgentor. Das 1406 gegründete Gertraudenhospital lag südöstlich von Kölln. In der Klosterstraße befand sich das Hohe Haus, in dem zeitweise die Kurfürsten residierten.
Im Jahr 1307 schlossen sich Berlin und Kölln zu einer Union zusammen, um eine gemeinsame Bündnis- und Verteidigungspolitik zu verfolgen. Für den gemeinsamen Rat wurde ein drittes Rathaus auf der Langen Brücke errichtet.

### Mark Brandenburg und Berlin-Kölln unter den Wittelsbachern
Nach dem Aussterben der märkischen Askanier 1320 übertrug der aus dem Haus Wittelsbach stammende römisch-deutsche König Ludwig IV., ein Onkel des letzten Askaniers Heinrichs II., 1323 die Mark Brandenburg seinem ältesten Sohn Ludwig dem Brandenburger. Von Anfang an war die wittelsbachische Regierung über Brandenburg von starken Spannungen geprägt. 1325 erschlugen und verbrannten die Berliner und Köllner Bürger Propst Nikolaus von Bernau, der als Parteigänger des Papstes Johannes XXII. aus Frankreich gegen den Kaiser auftrat, daraufhin verhängte der Papst über Berlin das Interdikt. Auch in der Folge kam es zu weiteren Spannungen mit der Wittelsbacher Herrschaft. 1349 huldigten im Streit um die Mark 36 brandenburgische Städte dem „Falschen Woldemar“ in der Spandauer Zitadelle, bevor der Wittelsbacher wieder die Oberhand gewann.
Ende 1351 ging Brandenburg durch Vertrag an Ludwigs Halbbruder Ludwig den Römer. Dieser gewann 1356 durch die Goldene Bulle die Kurwürde für die Mark Brandenburg. Im 14. Jahrhundert (ab 1360) waren Berlin und Kölln Mitglied in der Hanse. Ludwig der Römer schloss aus Hass gegen seine bayrischen Brüder, mit denen er wegen der Kur und der bayerischen Erbfolge nach dem Tode seines Neffen Meinhard in Streit geraten war, 1363 eine Erbverbrüderung mit Kaiser Karl IV. Diese sollte nach seinem und seines jüngeren Bruders Ottos kinderlosem Tode die Mark Brandenburg Karls Sohn Wenzel zusichern. Ludwig ließ daraufhin die Stände dem Kaiser huldigen. Als Ludwig dann starb, ohne Kinder hinterlassen zu haben, wurde zunächst sein Bruder Otto sein Nachfolger. Ludwig wurde wie seine erste Frau Kunigunde im Grauen Kloster in Berlin beigesetzt.

### Berlin-Kölln unter den Luxemburgern und frühen Hohenzollern
1373 fiel durch einen weiteren Vertrag Berlin dann nach einigen Auseinandersetzungen zwischen Otto und Karl mit der Mark Brandenburg an die Luxemburger. Im Jahre 1378 gab es einen Großbrand in Kölln und im 1380 auch einen in Berlin. Dabei wurden unter anderem das Rathaus und fast alle Kirchen zerstört, wie auch der überwiegende Teil der Stadturkunden und Dokumente der Städte.
Der Hohenzoller Burggraf Friedrich I. wurde im Jahr 1415 Kurfürst der Mark Brandenburg und blieb dies bis 1440. Mitglieder der Familie Hohenzollern regierten bis 1918 in Berlin, erst als Markgrafen und Kurfürsten von Brandenburg, dann als Könige in und von Preußen und schließlich als Deutsche Kaiser. Die Einwohner Berlins haben diese Veränderung nicht immer begrüßt. 1448 revoltierten sie im „Berliner Unwillen“ gegen den Schlossneubau des Kurfürsten Friedrich II. Eisenzahn. Dieser Protest war jedoch nicht von Erfolg gekrönt und die Bevölkerung büßte viele ihrer politischen und ökonomischen Freiheiten ein.
Gegen Ende des 14. Jahrhunderts, das in Europa und somit auch in Berlin durch die Pest geprägt war, war die Bevölkerung in der Doppelstadt Cölln-Berlin stark dezimiert, sodass sich das Nahrungsangebot für die verbliebenen Einwohner, deren Kost zuvor vor allem aus pflanzlicher Nahrung bestand, durch eine gestiegene Versorgung mit Fleisch vergrößerte.

## Kurfürstliche Residenzstadt (1448–1701)
Berlin-Kölln wurde nach 1448 zunehmend als Residenzstadt der brandenburgischen Markgrafen und Kurfürsten betrachtet. 1451 bezog Friedrich II. seine neue Residenz in Kölln. Als Berlin-Kölln Wohnsitz der Hohenzollern wurde, musste es seinen Status als Hansestadt aufgeben (1442). Die ökonomischen Aktivitäten verlagerten sich vom Handel auf die Produktion von Luxuswaren für den Hofadel. Die Bevölkerungszahl stieg im 16. Jahrhundert auf über 10.000 an. Die Stadt wollte sich auch am Kalkabbau in Rüdersdorf beteiligen, weshalb sie das benachbarte Woltersdorf 1487 kaufte. Dort war zwar kein Kalkstein zu finden, aber Berlin behielt das Dorf bis 1859.
Im Jahr 1510 wurden 100 Juden beschuldigt, Hostien gestohlen und entweiht zu haben. Gegen sie lief der Berliner Hostienschänderprozess: 38 von ihnen wurden verbrannt, zwei wurden – nachdem sie zum Christentum konvertiert waren – geköpft, alle anderen Berliner Juden wurden ausgewiesen. Nachdem ihre Unschuld nach 30 Jahren nachgewiesen werden konnte, durften Juden – nach Zahlung einer Gebühr – wieder nach Berlin siedeln, wurden jedoch 1573 erneut, diesmal für 100 Jahre, vertrieben.
Westlich von Berlin wurde 1527 der Tiergarten als Jagdrevier für die Kurfürsten angelegt und 1573 als Verbindung zum Schloss ein Reitweg gebaut, aus dem später die Straße Unter den Linden wurde. Dadurch begann die Ausrichtung der Stadtentwicklung Richtung Westen.
Joachim II., Kurfürst von Brandenburg und Herzog von Preußen, führte 1539 die Reformation in Brandenburg ein und beschlagnahmte im Rahmen der Säkularisation Besitzungen der Kirche. Das so erworbene Geld benutzte er für seine Großprojekte wie den Bau der Zitadelle Spandau und des Kurfürstendamms als Verbindungsstraße zwischen seinem Jagdschloss im Grunewald und seiner Residenz im Berliner Stadtschloss. 1539 ging die erste Druckerei in Berlin in Betrieb. 1567 entwickelte sich aus einem geplanten Schauspiel der dreitägige „Knüppelkrieg“ zwischen Berlin und Spandau, bei dem sich die Spandauer nicht mit der Niederlage im Schauspiel abfinden wollten und letztendlich die Berliner verprügelten. Die Uhrmacherinnung wurde 1552 gegründet. Kurfürst Johann Sigismund trat 1613 vom lutherischen zum reformierten Bekenntnis über.
In der ersten Hälfte des 17. Jahrhunderts hatte der Dreißigjährige Krieg für Berlin schlimme Folgen: Ein Drittel der Häuser wurde beschädigt, die Bevölkerung halbierte sich. Friedrich Wilhelm, bekannt als der Große Kurfürst, übernahm 1640 die Regierungsgeschäfte von seinem Vater. Er startete eine Politik der Immigration und der religiösen Toleranz. Die Verbindung von Oder und Spree durch den Friedrich-Wilhelm-Kanal ab 1668 brachte für Berlin wirtschaftliche Vorteile wegen geringerer Frachtkosten. (Siehe auch: Wirtschaftsgeschichte Brandenburg-Preußens)
In der Folge des Dreißigjährigen Krieges begann 1658 unter der Leitung von Johann Gregor Memhardt der Bau einer Festungsanlage um die Stadt, die etwa 1683 fertiggestellt war. Die 1662 neu gegründete Stadt Friedrichswerder sowie die Vorstadt Neu-Kölln lagen innerhalb dieser Fortifikation. Der alte Reitweg zum Tiergarten wurde ab 1647 zur Allee ausgebaut und mit Linden bepflanzt. Nördlich davon wurde ab 1674 die zweite Stadterweiterung Dorotheenstadt angelegt. Die dritte Neustadt war die Friedrichstadt, die ab 1691 entstand. Vor den Toren der Festung befanden sich im Norden die Spandauer Vorstadt, im Osten die Stralauer Vorstadt und dazwischen die Georgenvorstadt, im Süden lag die Köpenicker Vorstadt und südwestlich die Leipziger Vorstadt.
Im Jahr 1671 wurde 50 aus Österreich vertriebenen jüdischen Familien ein Zuhause gegeben. Mit dem Edikt von Potsdam 1685 lud Friedrich Wilhelm die französischen Hugenotten nach Brandenburg ein. Über 15.000 Franzosen kamen, von denen sich 6.000 in Berlin niederließen. Um 1700 waren 20 Prozent der Berliner Einwohner Franzosen, und ihr kultureller Einfluss war groß. Viele Einwanderer kamen außerdem aus Böhmen, Polen und Salzburg. Friedrich Wilhelm baute außerdem eine Berufsarmee auf.
Zur Annäherung der beiden protestantischen Konfessionen in Brandenburg fand 1662–1663 das Berliner Religionsgespräch statt. Der erste Kirchenneubau für die Anhänger der reformierten Kirche war die 1695 erbaute Parochialkirche. Die Berliner Hugenottengemeinde ließ die Französische Friedrichstadtkirche errichten (1705 eingeweiht).

## Königliche Residenzstadt (1701–1806)

### Unter König FriedrichI. (1701–1713)
Die angestrebte Standeserhöhung zum preußischen König erreichte Kurfürst Friedrich III. 1701, Berlin wurde zur Hauptstadt des preußischen Staates. Am 17. Januar 1709 wurde das Edikt zur Bildung der Königlichen Residenz Berlin durch Zusammenlegung der Städte Berlin, Kölln, Friedrichswerder, Dorotheenstadt und Friedrichstadt erlassen. Nach einigen dazu nötigen Verwaltungsänderungen erfolgte die Vereinigung zum 1. Januar 1710. Die Einwohner der Berliner und Köllner Vorstädte erhielten 1701 die Bürgerrechte und waren damit den Stadtbewohnern gleichgestellt.
Das ab 1696 für die Kurfürstin Sophie Charlotte westlich von Berlin gebaute Schloss Lützenburg wurde nach deren Tod 1705 in Schloss Charlottenburg umbenannt, die benachbarte Siedlung bekam den Namen Charlottenburg und erhielt das Stadtrecht.
Mit dem Baubeginn des Zeughauses 1695 begann der repräsentative Ausbau der späteren Straße Unter den Linden. Andreas Schlüter gestaltete das Berliner Schloss um. Nicht die alte Berliner Hauptstraße, die Königsstraße, sondern Unter den Linden wurde zur „via triumphalis“ Preußens, die Stadtentwicklung verlagerte von nun an den Schwerpunkt hin zu den Neustädten im Westen.
Um die Residenzstadt zum Mittelpunkt der Künste und der Wissenschaften zu machen, gründete Kurfürst Friedrich III. 1696 die Academie der Mahler-, Bildhauer- und Architectur-Kunst, sowie 1700 die Kurfürstlich-Brandenburgische Societät der Wissenschaften, ihr erster Präsident wurde Gottfried Wilhelm Leibniz. Beide Einrichtungen bezogen das obere Stockwerk des königlichen Stalles (Alter Marstall zwischen Unter den Linden und Dorotheenstraße, heute Grundstück der Staatsbibliothek). Dort wurde 1711 die Berliner Sternwarte eingeweiht. Als oberste Gesundheitsbehörde wurde 1685 das Collegium medicum eingerichtet. Außerhalb der Stadtmauer entstand 1710 ein „Lazareth“ für Pestkranke, das 1727 zum Bürgerhospital unter dem Namen Charité umgewandelt wurde. Bereits 1661 war die Churfürstliche Bibliothek angelegt worden. Die erste Zeitung Berlins erschien 1617 und hatte unter wechselndem Namen bis Mitte des 18. Jahrhunderts ein Monopol, ab 1751 wurde diese inoffiziell Vossische Zeitung genannt. Das Große Friedrichshospital wurde 1702 in der Stralauer Vorstadt gegründet.

### Unter Friedrich WilhelmI. (1713–1740)
Friedrichs Sohn, Friedrich Wilhelm I., König in Preußen, ab 1713 an der Macht, war ein sparsamer Mann, der das Stehende Heer vergrößerte und Preußen zu einer bedeutenden Militärmacht aufbaute. Unter seiner Regierung und der seiner Nachfolger zählten rund 20 Prozent der Berliner zur „Militärbevölkerung“. Das waren dienende, beurlaubte oder invalide Soldaten samt ihren Familien, so im Jahr 1733 18.000 von 85.700 und 1784 knapp 34.000 von 145.000 Einwohnern. Außerdem ließ Friedrich Wilhelm die Akzisemauer, teils aus Stein, teils als Palisade mit 14 Toren um die Stadt errichten, an denen die Verbrauchssteuern auf eingeführte Waren sowie Schutzzölle erhoben wurden. Weiterhin hatte die Mauer Kontrollfunktionen und sollte die Flucht von Soldaten verhindern. Neue Exerzierplätze und militärische Gebäude entstanden in Berlin und Umgebung. In der Breiten Straße fanden oft Bestrafungen durch Spießrutenlaufen statt.
Nordwestlich von Berlin ließ Friedrich Wilhelm I. von 1717 bis 1719 die Königliche Pulverfabrik errichten und siedelte französische Einwanderer an, Moabit entstand. Der Unternehmer und hohe Beamte Johann Andreas Kraut beteiligte sich an der Gründung des Königlichen Lagerhauses, Berlins größter Manufaktur. Ein bedeutendes Großunternehmen war das Bank- und Handelshaus Splitgerber & Daum. Eine der ersten Versicherungen in Deutschland wurde 1718 mit der Feuersozietät gegründet. 1721 genehmigten die Bürgermeister Thieling und Senning im Berliner Kämmereidorf Woltersdorf eine neue Ansiedlung, die bald als „Kietz“ bezeichnet wurde. Das seit 1468 bestehende Kammergericht bezog 1735 den Neubau des Kollegienhauses in der Lindenstraße, dem ersten großen Verwaltungsgebäude während der Regierungszeit Friedrich Wilhelm I. Die erste Börsensitzung der bereits 1685 gegründeten Börse fand 1739 im Neues Lusthaus im Lustgarten statt.
Unter dem Oberbaudirektor Philipp Gerlach wurden in den 1730er Jahren die Torplätze Quarree, Octogon und Rondell angelegt. Der Gendarmenmarkt entstand 1688 nach Plänen von Johann Arnold Nering. Die Neustädte waren durch ein geordnetes Straßenraster geprägt mit geraden Straßen, die weite Perspektiven boten. Die Bürger der königlichen Stadterweiterungen waren verpflichtet in ihren Häusern Soldaten mit deren Familien einzuquartieren. Französische Einwanderer siedelten ab etwa 1716 am südlichen Rand des Tiergartens, dem späteren Tiergartenviertel. Vor dem Vorgängerbau des heutigen Brandenburger Tors befand sich ab 1730 ein Exerzierplatz aus dem später der Königsplatz, der heutige Platz der Republik (Berlin), hervorging.

### Unter Friedrich dem Großen (1740–1786)
Im Jahr 1740 kam Friedrich II., bekannt als Friedrich der Große, an die Macht. Friedrich II. wurde auch der Philosoph auf dem Thron genannt, da er unter anderem mit Voltaire korrespondierte. Unter ihm wurde die Stadt zum Zentrum der Aufklärung. Der bekannteste Berliner Philosoph der Zeit war Moses Mendelssohn. Mittelpunkte der Berliner Aufklärung waren der literarische Freundeskreis um den Verleger und Literaten Friedrich Nicolai in dessen Haus in der Brüderstraße und der Montagsklub. Die Berliner Mittwochsgesellschaft gab die Zeitschrift Berlinische Monatsschrift heraus. Mehrere Vereinigungen der Freimaurer entstanden, und Vereine, wie die Gesellschaft der Freunde oder die Gesellschaft Naturforschender Freunde wurden gegründet.
Der Bau des Forum Fridericianum begann 1741 mit der Grundsteinlegung für das Opernhaus unter Knobelsdorff. Nach Plänen von Georg Christian Unger entstand die Königliche Bibliothek. Die Königliche Porzellan-Manufaktur wurde 1763 gegründet. Zuckersiedereien entstanden. Johann Georg Wegely gründete 1723 eine Wollzeugmanufaktur auf der Speicherinsel, heute ein Teil der Fischerinsel. Der Bankier und Händler Veitel Heine Ephraim ließ das als Ephraim-Palais bekannt gewordene Haus errichten. (Siehe auch: Merkantilismus) Zur Versorgung der Kriegsopfer wurde das Invalidenhaus 1748 eröffnet. Während der Regierungszeit Friedrich II. entstanden neue Kasernen, in denen Militärangehörige mit ihren Familien einquartiert wurden.
Für den Warenhandel bedeutsame Gebäude wurden an der Spree errichtet, wie der Alte und Neue Packhof oder der Aktienspeicher und das Mehlhaus. Güter und Baustoffe wurden vor allem mit den Kaffenkähnen transportiert.
Die inzwischen militärisch veraltete Festungsanlage wurde ab 1734 abgerissen. Der damit beauftragte Stadtkommandant Graf von Hacke ließ 1750 beim Abbruch des Spandauer Tors einen Platz anlegen, der bald zum Hackeschen Markt wurde. Die Spandauer Vorstadt erhielt 1712 eine eigene Kirche in der Sophienstraße. Während des Siebenjährigen Krieges wurde die preußische Hauptstadt zweimal kurzzeitig von Feinden Preußens besetzt: 1757 von den Österreichern und 1760 von den Russen.

### Unter Friedrich WilhelmII. (1786–1797)
Der Regierungsantritt König Friedrich Wilhelms II. im Jahr 1786 bedeutete für Berlin eine kulturelle Umbruchphase. Nachdem König Friedrich II. hauptsächlich von Potsdam aus regiert und residiert hatte, wurden Hof und Regierung unter Friedrich Wilhelm II. nun wieder nach Berlin verlegt. Die Stadt wurde wieder zur unbestrittenen Hauptstadt Preußens, was Künstler, Gewerbetreibende und Unternehmer anzog.

#### Modernisierung des Mauerrings und der Stadttore
Trotz der neuen kulturellen und wirtschaftlichen Impulse des Hofes unterschied sich Berlin mit seinem Mauerring noch wesentlich von einer modernen Großstadt, in der sich der Siedlungskern nicht mehr vom Umland und den Vorstädten abgrenzen lässt. Im Jahr 1793 umschloss eine 17 Kilometer lange und vier Meter hohe Akzisemauer das nur 13 Quadratkilometer große Berlin. In vier Stunden ließ sich die gesamte Großstadt entlang der Mauer umwandern. Lediglich die von Handwerkern bewohnte Rosenthaler Vorstadt, einige bürgerliche Sommerhäuser und Ausflugslokale befanden sich außerhalb der Stadtmauer. Friedrich Wilhelm II. ließ die Holzpalisaden des Mauerrings durch feuersicheres Ziegelmauerwerk ersetzen. Bis 1802, also innerhalb von 15 Jahren, war der Bau abgeschlossen.
Auch die ab 1735 nicht mehr instandgesetzten Berliner Stadttore mussten erneuert werden. Schon unter Friedrich II. hatten 1786 die ersten Vorarbeiten begonnen, doch der Großteil konnte erst unter Friedrich Wilhelm II. fertiggestellt werden. Die Stadttore waren weiterhin notwendig, um einerseits den Reiseverkehr und den auf Waren zu entrichtenden Zoll zu kontrollieren und andererseits Soldaten die Desertion bzw. Flucht zu erschweren. Berlin konnte durch insgesamt 14 Stadttore betreten werden; dem Brandenburger Tor im Westen, dem Hamburger Tor im Nordwesten, dem Oranienburger Tor im Norden, dem Rosenthaler Tor im Norden, dem Schönhauser Tor im Nordosten, dem Frankfurter Tor im Osten, dem Schlesischen Tor im Osten, dem Königstor, dem Halleschen Tor im Südosten, dem Stralauer Tor im Süden, dem Kottbusser Tor im Südwesten und dem Potsdamer Tor im Südwesten.
Im April 1788 gab Friedrich Wilhelm II. mit dem Neubau des Brandenburger Tors das heutige Wahrzeichen der Stadt in Auftrag. Der Vorgängerbau – ein bescheidenes, einspuriges Barocktor – entsprach nicht mehr dem königlichen Repräsentationsbedürfnis. Dies lag auch an der bedeutenden Lage. Das Brandenburger Tor stand in Sichtweite des Berliner Stadtschlosses und grenzte an den Tiergarten an, einem wichtigen Ausflugsziel der königlichen Familie. Der Bau des Brandenburger Tors geschah aber vor allem als Erinnerungsdenkmal an den siegreichen Preußischen Einmarsch in Holland und der daraus hervorgehenden Allianz zwischen Preußen, Großbritannien und der Republik der Sieben Vereinigten Provinzen. Der König forderte, dass das Brandenburger Tor sich an den Propyläen des Perikles bzw. an dem Torbau der Akropolis in Athen orientieren sollte. Damit unterstrich er seinen Anspruch wie Athen im Attischen Seebund Führungsmacht der neuen Allianz zu sein und auf dieser Grundlage ein „goldenes Zeitalter“ des Friedens etabliert zu haben.
- Brandenburger Tor im Westen
- Hamburger Tor im Nordwesten
- Oranienburger Tor im Norden
- Rosenthaler Tor im Norden
- Potsdamer Tor im Südwesten
- Königstor

#### Kultur und Politik
Am Ende des 18. Jahrhunderts gehörte Berlin zu den Zentren der europäischen Aufklärung. Professoren, Lehrer, Künstler und Beamte entwickelten ein vom Hof zunehmend unabhängigeres Denken. In der Folge wurden Salons, Lese- und Theatergesellschaften zu Treffpunkten für kulturelle und politische Debatten. Das Interesse an Literatur, die gemeinsam gelesen und besprochen wurde, ließ Angehörige aller Stände in den Berliner Salons zusammenkommen. Auch Frauen und Juden gewannen „Freiräume“, die sie außerhalb der Salons nicht besaßen. Vor allem die Salons der Schriftstellerinnen Henriette Herz oder Rahel Varnhagen ragen hierbei heraus.
In dem aufgeklärten Milieu Berlins fand die 1789 ausgebrochene Französische Revolution große Aufmerksamkeit. Vor allem die großen Berliner Zeitungen – die Vossische Zeitung und die Spenersche Zeitung – lieferten detaillierte und zuverlässige Informationen über die Pariser Ereignisse, selbst über die Hinrichtung Ludwigs XVI. Die Französische Revolution wurde in der Berliner Presse trotz des Zensurediktes von 1788 als „Sieg der Vernunft über aristokratische Anmaßung und königliche Misswirtschaft gefeiert“. Gleichwohl befand sich Berlin in keinem revolutionären Vorstadium. Die Leserschaft der Stadt – hauptsächlich Angehörige des Bildungsbürgertums und der Bürokratie – waren finanziell von Staat und Hof abhängig. Mit dem Terror unter dem Jakobinerregime begann die positive Resonanz der Französischen Revolution in Berlin endgültig an Einfluss zu verlieren. Friedrich Wilhelm II. reagierte auf die Veröffentlichungen dennoch mit Ablehnung. Einem Minister schrieb er noch vor Ausbruch der Französischen Revolution über die in Berlin bestehende Praxis der „Preßfrechheit“.
Hatte sich Berlin unter Friedrich II. zur größten Stadt auf dem Gebiet des heutigen Deutschland entwickelt, wurde die Stadt unter Friedrich Wilhelm II. zu einem der führenden Zentren der Klassik. Auf Augenhöhe mit Wien und Weimar wetteiferte die preußische Hauptstadt nun um Künstler, Architekten und Gelehrte. Friedrich II. hatte zwar französische Dichter und italienische Komponisten nach Berlin berufen, aber deutsche Kulturgrößen wie Herder, Goethe oder Mozart ignoriert. Auch war das Theater- und Opernwesen in den letzten Regierungsjahren Friedrichs II. weder architektonisch noch inhaltlich dem Zeitgeschmack angepasst worden. Der Zuschauerraum des Königlichen Opernhauses Unter den Linden musste daher 1787 von dem Oberbaudirektor Carl Gotthard Langhans, dem Architekten des Brandenburgers Tors, umgebaut werden. Auch das Schlosstheater in Charlottenburg wurde unter Friedrich Wilhelm II. erbaut. Das ehemals Französische Komödienhaus am Gendarmenmarkt wurde in das Deutsche Nationaltheater umbenannt, in dem die Stücke erstmals in deutscher Sprache aufgeführt wurden. Eine weitere kulturelle Revolution bestand darin, dass anders als unter Friedrich II. moderne Stücke wie Schillers Don Karlos, Shakespeares Kaufmann von Venedig und Goethes Iphigenie auf Tauris im Nationaltheater gespielt werden durften.
Die Professionalisierung des Berliner Kunstgewerbes dieser Zeit geht entscheidend auf die Reform der Königlichen Akademie der bildenden Künste und mechanischen Wissenschaften durch Friedrich Anton von Heynitz zurück. Als Kurator formte er die Akademie in ein leistungsfähiges Ausbildungsinstitut für Maler, Architekten und Kunsthandwerker um. Durch organisierte Kunstausstellungen der Akademie bildete sich in Berlin zudem erstmals eine künstlerisch interessierte Öffentlichkeit heraus, der der König zum Teil auch seine Kunstsammlung zugänglich machte. Mit Friedrich Wilhelm II. wurde der Baustil des Rokoko, an dem Friedrich der Große Zeit seines Lebens festgehalten hatte, durch den sich außerhalb Preußens längst etablierten Klassizismus abgelöst. Bedeutende Künstler, wie der Grafiker und Illustrator Daniel Chodowiecki oder die Bildhauer Johann Gottfried Schadow und Christian Daniel Rauch oder die Architekten Carl Gotthard Langhans, Friedrich Wilhelm von Erdmannsdorf, Carl von Gontard und David Gilly wirkten in Berlin.
Es entstanden zahlreiche prächtige Hofpaläste. Das Schloss Bellevue wurde 1786 fertiggestellt.

#### Infrastruktur und Soziale Lage
Die Infrastruktur Berlins steckte unter Friedrich Wilhelm II. noch in den Kinderschuhen. Erst 1789 wurde damit begonnen, die Prachtstraße Unter den Linden zu pflastern. Hier konzentrierte sich der städtische Hauptverkehr, da die angrenzenden Gassen und Straßen wegen der Mist-, Sperrmüll- und Schutthaufen kaum passierbar waren. Private Abortgruben und die Viehhaltung innerhalb des Mauerrings trugen zum Gestank bei. Sandige Straßenböden wurden häufig von der Menschenmenge aufgewirbelt, sodass in zeitgenössischen Berichten immer wieder von „Staubwolken“ die Rede war. Der Schriftsteller Marie-Henri Beyle klagte darüber, wie bloß jemand, „auf die Idee gekommen sei, mitten in all dem Sand eine Stadt zu gründen“. Friedrich von Cölln notierte sogar, dass Berlin „in den Sandwüsten Arabiens“ liegen könnte. Wegen der fehlenden Kanalisation schütteten die Berliner Abfälle und Fäkalien in die Gosse und entleerten ihre Nachttöpfe in die Rinnsteine. Die städtische Reinigung kam den Mengen an Fäkalien, Abfällen und Unrat kaum hinterher. Nur die wenigsten Stadtviertel wurden von Öllaternen beleuchtet. Aus Sparsamkeitsgründen reichte die Ölmenge nur dafür aus, die Lichter bis Mitternacht brennen zu lassen.
Nennenswerte Fortschritte gelangen vor allem im Ausbau und der Ausbesserung der Chausseen. Diese bestanden zuvor nur aus einer „Packlage unbehauender Steine“, über die loser Kies aufgetragen wurde. Am 18. April 1792 ordnete Friedrich Wilhelm II. an, einen gepflasterte Hauptverkehrsweg zwischen den Residenzstädten Berlin und Potsdam anzulegen, die spätere Berlin-Potsdamer Chaussee. Der Bauunterhalt der Anlage gestaltete sich jedoch schwierig, da die Benutzungsgebühren weit geringer ausfielen, als von der Regierung erwartet.
In den 1790er Jahren kam es im Textilgewerbe europaweit zu einer Krise, von der Berlin besonders schwer betroffen war, da der Textilsektor mit 25.000 Personen den größten Berufszweig der Stadt bildete. Die billigere Produktion durch Kinder und Frauen einerseits und die Verlagerung der Webarbeit auf das Land andererseits drückten die Löhne in der Stadt. In der Folge organisierten die Gilde- und Zunftgenossen der Weber 1793 einen Streik, in dessen Folge gewaltsame Zusammenstöße mit dem Militär nicht ausblieben. Nur ein Bruchteil der etwa 13.000 Beschäftigungslosen fand eine Unterkunft in den Waisenhäusern und Hospitälern.

## Reformen, Restaurationszeit, Reichsgründung (1806–1871)

### Franzosenzeit (1806–1808)

#### Französische Einnahme Berlins
Im Jahr 1806 bekam Berlin die Folgen der ab 1795 verfolgten preußischen Neutralitätspolitik zu spüren. Die königliche Regierung hatte sich militärisch und bündnispolitisch nahezu unvorbereitet in den Vierten Koalitionskrieg begeben. Nach der vernichtenden Niederlage gegen den französischen Kaiser Napoleon I. in der Doppelschlacht bei Jena und Auerstedt am 14. Oktober 1806, war eine erfolgreiche Verteidigung Berlins ausgeschlossen. Die unbefestigte Zollmauer war ungeeignet, um einen Angriff abzuwehren. Auch waren nicht mehr genügend Truppen in Berlin stationiert. Nachdem kurzzeitig Gerüchte eines preußischen Sieges in Berlin eingetroffen waren und gefeiert wurden, wurde in der Nacht vom 16. zum 17. Oktober 1806 das volle Ausmaß der preußischen Niederlage bekannt. Dem stellvertretenden Gouverneur von Berlin, Graf Friedrich Wilhelm von der Schulenburg-Kehnert, war bewusst, dass die französische Einnahme nur eine Frage der Zeit war. Aus diesem Grund versuchte er die soziale Ordnung damit aufrechtzuerhalten, indem er dem Patriotismus der Berliner entgegenwirkte. So lehnte er das Gesuch ab, eine freiwillige Berliner Bürgermiliz aufzubauen, die im märkischen Umland die französische Armee bekämpfen wollte. In einem berühmt gewordenen Aufruf ließ er am 17. Oktober 1806 an Mauern verkünden:

„Der König hat eine Bataille verloren. Jetzt ist Ruhe die erste Bürgerpflicht. Ich fordere die Einwohner Berlins dazu auf. Der König und seine Brüder leben.“

Trotz der verordneten Ruhe herrschte in Berlin eine unübersichtliche Betriebsamkeit. Um an Neuigkeiten zu gelangen, versammelten sich viele Berliner auf den Straßen. Die Stimmung war durchaus gemischt. Zum Teil bekundeten die Bewohner ihre Loyalität für die königliche Familie, andere spotteten über die Flucht der Prinzen, Regierung und Beamten, während andere offen ihre Wut über die politisch Verantwortlichen äußerten. Sogar Sympathiebekundungen für Napoleon sollen zu hören gewesen sein. Das Durcheinander in der Stadt führte dazu, dass im Zeughaus lagernde Munition und Waffen nicht weggeschafft wurden. Mit zeitlicher Verzögerung folgten wohlhabende Bürgerfamilien dem Beispiel der Obrigkeit und reisten nach Ostpreußen ab. Sie hofften, dass ihre verlassenen Berliner Wohnungen weniger attraktiv für die Einquartierung französischer Soldaten sein würden.
Zwischen dem 18. Oktober 1806 und dem 23. Dezember 1809 hatte Berlin de facto seine Funktion als Sitz der preußischen Krone, Staatsbehörden und des Hofes eingebüßt. Memel und Königsberg rückten in dieser Zeit an die Stelle Berlins, das in Reichweite der französischen Armeen lag. Bälle, Ausstellungen, Feste, Theater- und Opernaufführungen gingen in Berlin ohne Förderung der Regierung zurück. Nachdem am 23. Oktober 1806 die ersten zwei französischen Divisionen durch das Kottbusser und Hallesche Tor eingedrungen waren, inszenierte Napoleon sich am 27. Oktober 1806 während seines Einzug durch das Brandenburger Tor als siegreicher Feldherr: Die zwischen dem Großen Stern und dem Brandenburger Tor auf beiden Seiten Spalier stehenden französischen Kürassiere, empfingen Napoleon mit „vive l’empereur“-Rufen (deutsch: „Es lebe der Kaiser“), denen sich zumindest einige Berliner anschlossen. Der französische Militärkommandant ordnete an, dass zu Ehren Napoleons alle Glocken Berlins zu läuten waren und an den Fenstern Frauen weiße Tücher zu schwenken hätten. Vor dem Brandenburger Tor überreichte der Berliner Magistrat Napoleon die Schlüssel der Stadt.
Über die Stimmung der Berliner Einwohner zu Beginn der französischen Besetzung liegen nur widersprüchliche Zeugenberichte vor. Memoiren diesbezüglich, die eine frankreichfeindliche Haltung einnahmen, entstanden in der Regel erst über 40 Jahre nach dem Einzug der französischen Truppen, d. h. zu einem Zeitpunkt, an dem eine positive Wertung der napoleonischen Zeit mit der Gefahr verbunden war, der Kollaboration beschuldigt zu werden. Vor allem Reformbefürworter aus Aristokratie und Bürgertum begrüßten die französische Herrschaft zunächst. Der national gesinnte Berliner Schriftsteller Adolf Streckfuß beklagte diese Haltung:

„War es wohl zu verwundern, (…) wenn ein Volk, dem man bisher kein Recht gegönnt hatte, welches nur als eine Steuer zahlende Masse betrachtet, stets mit frechem Uebermuth behandelt worden war, keinen Patriotismus besaß?“

Die wirtschaftlichen Belastungen der Besatzung bewirkten in der Stadt einen allmählichen Stimmungsumschwung zu Ungunsten der Franzosen. Nationalistische Revanchismusvorstellungen beschränkten sich jedoch noch hauptsächlich auf Teile des Berliner Bildungsbürgertums.

#### Französische Besatzung
In Berlin verfolgte Napoleon zwei Ziele: Erstens musste er durch Kontributionen, Einquartierungen, Armeelieferungen und Kunstraub die Finanzierung seiner Expansionspolitik sicherstellen. Auch um das französische Gewerbe und den Handel anzukurbeln, war er darauf angewiesen, das besiegte Preußen wirtschaftlich auszupressen. Zweitens musste ein möglicher Aufstand der Berliner verhindert werden, der sonst zu viele französische Truppen gebunden hätte, vor allem da sich der Krieg in Ostpreußen noch fortsetzte. Da staatliche Behörden, die Abgaben und Zahlungen hätten eintreiben können, jedoch größtenteils aus Berlin geflohen waren, musste Napoleon den Aufbau einer neuen, ihm loyalen Administration gewährleisten. Zu diesem Zweck ließ Napoleon am 27. Oktober 1806 den Berliner Stadtmagistrat und den Zivilgouverneur in sein Quartier, das Berliner Stadtschloss, zitieren. Der Magistrat sollte 2000 wohlhabende Bürger nennen, die dann aus ihrer Mitte 60 Personen wählten, die die provisorische Generalverwaltung leiten sollten. Die Generalverwaltung hatte wiederum ein sieben Köpfe umfassendes „Comite administrativ“ zu bestimmen. Es sollte den Stadtmagistrat ersetzen. Zusätzlich befahl Napoleon am 3. November 1806 die Bildung einer unter französischen Kommando stehenden 1200 Mann starken Bürgergarde, die die öffentliche Ordnung aufrechterhalten sollte.
Zwischen 1806 und Dezember 1808 waren in Berlin nie weniger als 12.000 Soldaten stationiert, darunter auch Truppen der mit Napoleon verbündeten Rheinbundstaaten. Die noch aus der Zeit Friedrichs des Großen stammenden Kasernen Berlins reichten nicht aus, um die zeitweise 30.000 Mann unterzubringen, weshalb sie größtenteils in private Wohnungen einquartiert werden mussten. Um ihre Versorgung möglichst lange zu sichern, versuchte die französische Militärführung durch strenge Strafen Exzesse zu verhindern. Dennoch kam es vereinzelt zu Plünderungen, Erpressungen und gewalttätigen Eskalationen zwischen Hausbewohnern und Soldaten. Im Umgang mit den Wohnungsbesitzern ermahnte der französische General Pierre Augustin Hullin seine Soldaten „die gewöhnliche Mahlzeit (…) zu teilen und unter keinerlei Vorwand mehr zu verlangen“. Fleisch, Wein und Brot sollten aus militärischen Vorratslagern bezogen werden, um die Zivilisten zu entlasten. Bürger, die den Soldaten kein Quartier geben konnten, mussten Quartiergeld zahlen. In den zwei Jahren verschlang die zweijährige Verpflegung der Soldaten 8,6 Millionen Taler. Handel und Produktion gingen in der Folge deutlich zurück. Napoleons Handelskrieg gegen Großbritannien traf die für Berlin so bedeutende „Luxus- und Textilindustrie“ schwer. Auch die Missernte von 1807 trug zu keiner Verbesserung der wirtschaftlichen Lage bei.

#### Kunstraub
Wie schon bei seinen vorhergegangenen Feldzügen betrieb Napoleon keine willkürliche Plünderung von Schlössern und Sammlungen. Er ließ Kunstwerke aus besetzten Ländern systematisch nach Paris transportieren. Dabei ging ihm der Generaldirektor des Musee Napoleon, Dominique-Vivant Denon, zur Hand. Denon wählte die bedeutendsten Kunstwerke aus, indem er sämtliche königliche Sammlungen in Potsdam, Charlottenburg und Berlin besichtigte sowie deren Inventarlisten begutachtete. Die akribisch durchgeführte Aufzeichnung ermöglichte nach der Niederlage Napoleons deren Rückführung nach Berlin. Denon wählte 116 Gemälde, 204 Statuen, Büsten und Reliefs, tausende Münzen, 25 Gegenstände aus Elfenbein und 23 aus Bernstein aus. Zwei Schiffe wurden benötigt, um die in Kisten verpackte Fracht in die französische Hauptstadt zu schaffen. Bereits am 11. November 1806 benachrichtigte Denon den Künstler Johann Gottfried Schadow in seinem Atelier, dass Napoleon persönlich angeordnet habe, sein Werk, die Quadriga des Brandenburger Tors, abzubauen. Sie sollte auf einem zu diesem Zeitpunkt noch nicht näher bestimmten Pariser Triumphbogen wieder aufgestellt werden. Die Klage Schadows und anderer Künstler, die diese in einem Brief an Napoleon äußerten, die Kupferarbeit könne bei dem Transport beschädigt werden, sollte den Kaiser nie erreichen. Vom 2. bis 8. Dezember 1806 wurde die Quadriga schließlich von dem Potsdamer Kupferschmied Emmanuel Ernst Jury abmontiert und am 21. Dezember 1806 auf ein Schiff verladen. An die Quadriga erinnerte bis 1814 nur noch eine eiserne Befestigungsstange, die zum städtebaulich sichtbaren Symbol der preußischen Niederlage von 1806 avancierte. Napoleon wurde von den Berlinern deshalb fortan als „Pferdedieb“ verspottet.
Erst nach der Ratifikation eines Abkommens mit Frankreich zur Umsetzung des Tilsiter Friedens zogen die Franzosen im Dezember 1808 aus Berlin ab.

### Reformzeit (1807–1815)

#### Bildung einer städtischen Selbstverwaltung (1807–1809)
Die Reaktion auf den offensichtlichen Zusammenbruch des altpreußischen Staates waren die Preußischen Reformen, die mit dem Oktoberedikt von 1807 beginnend, einen Umformungsprozess von der Feudal- zur Bürgergesellschaft einleiteten. Reformer wie der Freiherr vom und zum Stein, der Philosoph Johann Gottlieb Fichte oder der Theologe Friedrich Schleiermacher setzten sich nun für die Berliner Belange ein. Eines ihrer Anliegen war die Schaffung einer städtischen Selbstverwaltung. Staatliche und städtische Verwaltung sollten voneinander getrennt werden. Hierfür waren, wie bereits in der Franzosenzeit angedeutet, wichtige Voraussetzungen geschaffen worden: Die von Napoleon 1806 erzwungene Bildung des „Comité administratif“, eines städtischen Verwaltungsausschusses, war durch eine Wahl in der Petrikirche hervorgegangen. Damit gewann die Bürgerschaft Berlins erstmals in der Zeit der preußischen Monarchie eine gesetzliche Teilhabe in städtischen Angelegenheiten. Freilich waren nur die wohlhabendsten Bürger Berlins an der Wahl beteiligt. Wahrscheinlich handelte es sich bei diesem Akt um eine Akklamation, d. h. eine Abstimmung durch Zurufe. Unter Stein wurde am 19. November 1808 die neue Städteordnung beschlossen und am 26. Januar 1809 in Berlin eingeführt. In den Aufgabenbereich der Stadt sollten künftig unter anderem Angelegenheiten hinsichtlich der Schulen, der Kirchen, der Armenfürsorge, dem Brandschutz, der Gefängnisse und der Beleuchtung fallen. Die Kontrolle über die Gerichte und die Polizei blieb beim Staat.
Zunächst wurde der Berliner Magistrat damit beauftragt, die Wahl einer Stadtverordnetenversammlung vorzubereiten. Das aktive Wahlrecht hatten hierbei nur Hausbesitzer und Verdiener mit einem Jahreseinkommen von mindestens 200 Talern, nur etwa sieben Prozent der Einwohner. Berlin wurde entsprechend der zu wählenden 102 Stadtverordneten vom Magistrat in 102 Wahlbezirke aufgeteilt. Je 34 Bezirke sollten zusätzlich einen Stellvertreter wählen. Die Wahlen fanden vom 18. bis 22. April 1809 in 22 Kirchen statt. Der Magistrat informierte die Wähler in den Zeitungen anhand der Straßennamen darüber, zu welchem Wahlbezirk und welcher „Wahlkirche“ sie jeweils zugeordnet waren.
Die Berliner Stadtverordneten wurden durch das Verfahren der sogenannten Ballotage ermittelt. Die wahlberechtigten Bürger bekamen eine weiße und eine schwarze Kugel. Während die in eine Wahlurne eingeworfene weiße Kugel als Ja-Stimme galt, wurde eine eingeworfene schwarze Kugel als Nein-Stimme gezählt. Mit einer weiteren Wahlurne bekamen die Abstimmenden ihre eingeworfene Kugel wieder zurück, sodass über den nächsten zur Wahl stehenden Kandidaten abgestimmt werden konnte. In jedem Wahlbezirk konnte nur der Kandidat mit den meisten Ja-Stimmen zu einem Stadtverordneten Berlins gewählt werden. Die Namen der Gewählten ließ der Magistrat in den Zeitungen bekannt gegeben. Der Großteil der Stadtverordneten war beruflich selbstständig und Grundbesitzer. Nur sechs Vertreter zahlten Miete. In der Sitzung des 1. Mai 1809 wählten die Stadtverordneten den aus dem höheren Beamtentum stammenden Adligen Carl Friedrich Leopold von Gerlach zum ersten Oberbürgermeister Berlins. Gerlach erhielt 98 von 99 gültigen Stimmen und wurde am 8. Mai von König Friedrich Wilhelm III. im Amt bestätigt. Am 16. und 17. Mai erfolgte die Wahl eines neuen Magistrats, der den alten von 1806 auflöste. Freilich gehörten die meisten Mitglieder des neuen Magistrats bereits dem vorherigen an. Am 6. Juli 1809 wurde die Ablösung der alten Stadtbehörden (Magistrat und der napoleonische „Comite administrativ“) symbolisch begangen: Im Berliner Rathaus wurden sie unter Anwesenheit des neuen Magistrats und der Stadtverordneten ihrer Ämter „entbunden“. Anschließend begab sich die Versammlung in die Nikolaikirche, wo der neue Magistrat feierlich vereidigt wurde. Die formelle Einsetzung des Magistrats wurde daraufhin wieder im Berliner Rathaus vollzogen.

#### Gründung der Reformuniversität und Geistige Erneuerung
Die Gründung der Berliner Universität war eine indirekte Spätfolge des von Napoleon diktierten Tilsiter Friedens von 1807. Da Preußen seine Territorien westlich der Elbe abtreten musste, fiel mit Halle an der Saale seine wichtigste Universität an das neu geschaffene Königreich Westphalen. Als Ersatz für diesen Verlust kam es im Oktober 1810 zur Eröffnung einer Universität in Berlin. Die Einrichtung zog in das ehemalige Palais des Prinzen Heinrich ein. Das Gebäude hatte ab 1802 bzw. dem Tod von Prinz Heinrich, einem jüngeren Bruder Friedrichs des Großen, seine bisherige Funktion verloren. Der spätere Erfolg der Berliner Universität ging vor allem auf die neuartige „Hochschulkonzeption“ Wilhelm von Humboldts zurück. Als Leiter der Abteilung für Kultus und öffentlichen Unterricht sah Humboldt eine Einheit von Forschung und Lehre vor. Hinzu kam bis zu den Karlsbader Beschlüssen von 1819 eine relativ große Lern- und Lehrfreiheit. Dies zog im ersten Drittel des 19. Jahrhunderts bedeutende Wissenschaftler an. Zu ihnen zählten der Philosoph Johann Gottlieb Fichte, der Theologe Friedrich Schleiermacher, Friedrich Carl von Savigny und wenig später auch Georg Friedrich Hegel. Erster Rektor wurde Fichte. Wegen fehlender Räumlichkeiten mussten in den ersten Jahren häufig noch die Sitzungen in den Wohnungen der Gelehrten stattfinden.
Die bestehenden zahlreichen Schulen und kleinen wissenschaftlichen Einrichtungen (wie die Akademie der Künste, Bauakademie, Lehrinstitut für Bergwerk und Hüttenwesen, Schulen zur Ausbildung von Militär oder Ärzten) mussten zwecks besserer Wirksamkeit reformiert werden. Unter der Leitung von Wilhelm von Humboldt wurde das Bildungswesen neu geordnet.
Zwischen 1810 und 1811 erschien Berlins erste Tageszeitung, die von Heinrich von Kleist herausgegebenen Berliner Abendblätter. Das in der Straße An der Stechbahn gelegene Volpische Kaffeehaus (Kaffeehäuser entstanden in Berlin ab 1721), später Café Josty, wurde zu einem beliebten öffentlichen Treffpunkt des Bürgertums genauso wie auch das Weinlokal Lutter & Wegner am Gendarmenmarkt.

#### Weitere Reformen und Zeit der „Befreiungskriege“
Der preußische Staatskanzler Karl August von Hardenberg führte die Reformpolitik des Freiherrn vom Stein fort. Wirtschaftlich vollzog sich unter ihm zumindest de jure der Wechsel vom staatlichen gelenkten Merkantilismus zu einem freihändlerischen Marktwesen. Zusammen mit einem Edikt zur Einführung der Gewerbesteuer führte Hardenberg 1810 die Gewerbefreiheit in Preußen ein. Fortan bestand kein Zunftzwang mehr, d. h. die städtischen Zünfte kontrollierten nicht mehr die Ausbildung und Produktionsbedingungen in den jeweiligen Handwerkszweigen. Berliner Handwerker konnten fortan ihr Gewerbe selbst auswählen und Lehrlinge ausbilden. Dies stellte eine wichtige Voraussetzung für die spätere Industrialisierung Berlins dar. Nur bei 34 Berufsgruppen waren aus Sicherheitsgründen Qualifikationen für die Ausübung erforderlich, etwa für Schornsteinfeger und Chirurgen. In der Praxis behaupteten die Zünfte jedoch häufig noch jahrzehntelang eine wichtige Stellung im Wirtschaftsleben der Stadt. Vor allem der Magistrat und die Stadtverordnetenversammlung standen der Gewerbefreiheit feindselig gegenüber. So gehörten noch im Jahr 1826 alle Handwerksmeister der Bürstenbinder und Lohgerber einer Zunft an. Die Zünfte boten immerhin „soziale Absicherungsmechanismen, die nun entfielen“ (Armin Owzar). Viele Handwerksberufe verarmten infolge der immer weiter zunehmenden Konkurrenz durch Zuwanderung vom Land und der überlegenen industriellen Massenproduktion.
Im Jahr 1812 erklärte ein Edikt die Gleichstellung der Juden. Diese waren als vollwertige Staatsbürger nicht länger dazu verpflichtet, Sonderabgaben für ihren „Schutz“ zu entrichten. Auch von gewerblichen Tätigkeiten sollten Juden nicht mehr ausgeschlossen werden. Sie erhielten das Recht auch städtische und akademische Ämter zu bekleiden. An dem weit verbreiteten Antisemitismus änderte dies jedoch wenig. Noch 1810 hatte der nationalistische Schriftsteller Ernst Moritz Arndt in Berlin dazu aufgerufen, Juden „unter keinem Vorwande und mit keiner Ausnahme“ einreisen zu lassen. Zwischen 1815 und 1848 wurde das Edikt von 1812 sogar wieder eingeschränkt. Im Vormärz blieb der Weg in den Staatsdienst für jüdische Mitbürger verschlossen.
Am 28. Mai 1813 wurden in der Jungfernheide letztmals in Preußen Todesurteile durch Verbrennen auf dem Scheiterhaufen vollstreckt.
Weitere Reformen umfassten die Erneuerung des Heereswesens. Der König kehrte Ende 1809 mit seinem gesamten Hofstaat nach Berlin zurück. Als die napoleonischen Truppen im Zuge ihres Russlandfeldzuges 1812 wieder in Berlin einrückten, herrschte zeitweilig Stillstand. Diese erneute Besatzung war nach der vernichtenden Niederlage Napoleons 1813 beendet, bis dahin hatten sich sogar viele Berliner als Freiwillige in die Russische Armee gemeldet. Als Napoleon geschlagen war, sorgte General Blücher auch für die sofortige Rückgabe der Quadriga an Berlin (siehe auch → hier). Sie erhielt erneut ihren Platz auf dem Brandenburger Tor, dabei wurde dem Stab der Siegesgöttin nach einem Entwurf von Karl Friedrich Schinkel nun ein Eisernes Kreuz und ein preußischer Adler hinzugefügt. Viele Berliner verbanden den Sieg über Frankreich mit der Hoffnung, dass ein neuer Weg in eine demokratische Zukunft beschritten werden könne. Friedrich Ludwig Jahn begann 1811 mit den Turnveranstaltungen in der Hasenheide. Die Niederlage der Franzosen 1814 bedeutete auch ein Ende weiterer Reformen.
An der Potsdamer Straße entstand ab 1809 der Botanische Garten, der Ende des 19. Jahrhunderts nach Dahlem verlegt wurde.

### Vormärz (1815–1848)

#### Bevölkerungswachstum und Beginn der industriellen Revolution
Mit dem Ende der Napoleonischen Kriege begann für Preußen und seine Hauptstadt eine jahrzehntelange Friedensperiode. Ohne eine kriegerische Beeinträchtigung von außen wurde die soziale und politische Entwicklung innerhalb Berlins beschleunigt. Ein wesentlicher Faktor hierfür war das rapide Wachstum der Bevölkerung. Während 1816 nur etwa 200.000 Menschen in der Stadt lebten, waren es im Jahr 1840 bereits 330.000 und im Jahr 1846 sogar 408.000 Einwohner. Berlin war um 1850 nach London, Paris und Wien zur viertgrößten Stadt Europas herangewachsen. Die Verdopplung der Berliner Einwohnerzahl im Vormärz kann zum einen durch eine jährliche Geburtenrate von 30 Prozent (d. h. 300 Lebendgeburten auf 1000 Einwohner) und zum anderen durch eine hohe Zuwanderung erklärt werden. Mit der Bauernbefreiung von 1807 (siehe dazu das Oktoberedikt) konnte die Landbevölkerung erstmals nach Berlin einwandern. Als Großstadt mit karitativen Organisationen, vielfältigen Arbeitsmöglichkeiten und Freizeitangeboten übte Berlin eine große Anziehungskraft auf ihr Umfeld aus. Nur jeder zweite Einwohner der Stadt wurde auch in Berlin geboren. Die Bevölkerungszunahme war nur mit bedeutenden englischen Industriestädten vergleichbar und fiel noch höher aus als in Wien oder Paris. Die Neu-Berliner stammten noch überwiegend aus den agrarisch geprägten preußischen Provinzen Brandenburg und Schlesien. Da sie nicht an den wirtschaftlichen Wettbewerb der Stadt gewöhnt waren, glitten die meisten Zuwanderer in Armut ab. Sie gingen der Tätigkeit als Tagelöhner, Kutscher oder Hausknecht nach.
Das ab den späten 1830er Jahren wachsende preußische Eisenbahnnetz legte die Grundlagen für den Beginn der industriellen Revolution, der neben dem Bevölkerungswachstum zweiten wichtigen Entwicklung im Vormärz-Berlin. Existierten in Preußen im Jahr 1840 nur 185 Kilometer Eisenbahnstrecke, waren es im Jahr 1843 bereits 815 und im Jahr 1847 schon 1424 Kilometer. Der Norden Berlins entwickelte sich dank diesem entstehenden Verkehrsnetz zu einem wichtigen Maschinenbaustandort. Die Industriestadt Berlin war das erste, das ein Reisender zu Gesicht bekam, wenn er sich der Stadt näherte. Einen guten Eindruck von den Verhältnissen vermittelt ein Bericht der Spenerschen Zeitung aus dem Jahr 1840:

„Wenn wir einen hochgelegenen Punkt in der Nähe Berlins betreten, so gewährt der Anblick der obeliskenartigen Schornsteine mit ihren hoch emporgewirbelten Rauchsäulen einen eigentümlichen Anblick. Diese merkwürdigen Kolosse sind ein Erzeugnis der neusten Zeit, und, wie sie jetzt im Norden, Süden, Osten, Westen, die Residenz umgeben, erscheinen sie gleichsam als der Sitz der Zyklopen, welche den Eingang in die Stadt verteidigen wollen.“

Dennoch kann zu dieser Zeit noch nicht von einer echten Industriearbeiterschaft Berlins gesprochen werden. Laut Angaben, die aus zeitgenössischen Erwerbsstatistiken errechnet wurden, lag die Zahl der Berliner Handwerksgesellen noch 1848 zwei Mal so hoch wie die der Industriearbeiter. Dabei muss, wie der Historiker Rüdiger Hachtmann betont, berücksichtigt werden, dass es sich bei den in den Dokumenten unter dem Begriff Industriearbeiter gefassten Personen häufig eigentlich um schlechter gestellte Handwerksmeister handelte. Die Berliner Gesellschaft bestand aus drei großen Sozialgruppen: Das Bürgertum (unter anderem Fabrikherren, Großkaufleute, hohe Beamte, Lehrer, Journalisten etc.) stellte fast 5 %, die Mittelschicht (unter anderem Großhandwerksmeister, Privatbeamte, Fuhrleute etc.) fast 11 % und die Unterschicht (unter anderem Kleinhandwerksmeister, Gesellen, Fabrikarbeiter und Dienstpersonal) fast 85 % der berufstätigen Einwohner Berlins.

#### Entwicklung des Berliner Eisenbahnwesens
Anfang der 1830er Jahre regte sich insbesondere in der preußischen Regierung und Bürokratie noch Widerstand gegen den Bau eines Berliner Eisenbahnnetzes. Dies lag daran, dass der Fokus der preußischen Regierung noch primär auf dem Ausbau von Chausseen beruhte. Der neuen Technologie dagegen wurde misstraut, zumal bei der Verlegung von Gleisen staatliche Ländereien betroffen waren. Noch 1834 lehnte das preußische Innenministerium den Bau einer Bahnstrecke zwischen Berlin und Leipzig ab. Eine Wende trat erst durch die Bemühungen des Berliner Rechtsanwaltes J. C. Robert ein, der König Friedrich Wilhelm III. einen Plan vorlegte, der die Eisenbahnstrecke von Berlin nach Potsdam reduzierte. Der König leitete daraufhin eine Untersuchung des Planes durch das Staatsministerium an, das dem Unterfangen einen wirtschaftlichen Nutzen bescheinigte. In einer Kabinettsorder vom 16. Januar 1836 bestätigte der preußische König die Genehmigung für den Schienenbau. Schließlich gelang es, einer Reihe von Privataktionären 1837 die Berlin-Potsdamer Eisenbahngesellschaft zu gründen, die mit einem Startkapital von 700.000 Talern die Finanzierung stemmen sollte. Innerhalb von 14 Monaten wurde eine eingleisige Strecke vom Platz vor dem Potsdamer Tor über Zehlendorf nach Potsdam errichtet. Bis auf Schienenschrauben und Wagenkästen, die in Berlin hergestellt wurden, kamen bei dem Vorhaben alle technischen Anfertigungen wie Lokomotiven und Gleise aus England. Am 22. September 1838 wurde die Strecke als erste preußische Eisenbahnlinie in Betrieb genommen.
Noch in den 1840er Jahren war die Eisenbahn in Berlin zu einem wichtigen Verkehrsmittel geworden: In den Jahren 1847 und 1848 erreichten oder verließen die Stadt 1,5 Millionen Reisende über das Schienennetz. Die 1841 vollendete Strecke nach Anhalt verband Berlin fortan mit dem Königreich Sachsen. Die Strecke nach Potsdam wurde bis 1844 nach Magdeburg erweitert. Bis 1846 erhielt Berlin über Frankfurt (Oder) eine Verbindung nach Breslau. Im selben Jahr folgte der Anschluss nach Hamburg. Schon ab dem Jahr 1844 verbanden die Eisenbahnstrecken Berlin mit allen vier Himmelsrichtungen. Dies führte zu einer Beschleunigung des Nachrichtenwesens, des Handels, der Industrie und der Personenmobilität. Die am Stadtrand gelegenen Bahnhöfe wurden durch Pferdeomnibusse untereinander und mit der Stadt verbunden. Um 1840 waren etwa 1000 Droschken und andere Fuhrwerke im Einsatz. Sie wurden in der Regel noch von privaten Unternehmen geführt, die aber langfristig nicht genügend Kapital aufbringen konnten und in den nächsten Jahrzehnten verschwinden sollten.
Die erste von Borsig gebaute Lokomotive fuhr 1841 vom neuen Anhalter Bahnhof. Der Stettiner Bahnhof nahm 1842 den Betrieb auf. Im selben Jahr wurde auch der Frankfurter Bahnhof eröffnet, der als einziger innerhalb der Zollmauer lag. Der fünfte Kopfbahnhof wurde 1846 als Hamburger Bahnhof eingeweiht. Die Straßen, die vom Stadtzentrum zu den Bahnhöfen verliefen, entwickelten sich zu Hauptverkehrsadern. Die Leipziger Straße wandelte sich in den folgenden Jahrzehnten von einer Wohnstraße zur Geschäftsstraße, an der sich die großen Warenhäuser befanden.

#### Begleiterscheinungen der industriellen Revolution
Die mit dem Bevölkerungswachstum und der Industriellen Revolution verbundenen sozialen Probleme und die Wohnungsnot führten zu einem gewaltigen Bauboom. Zunächst wurden die Freiflächen innerhalb des Mauerrings bebaut. Allerdings siedelten sich die meisten Industrieunternehmen aus Platzgründen an der Stadtperipherie an, wohin ihnen die Arbeitersiedlungen folgten. Vor allem im Bereich der Oranienburger und Rosenthaler Vorstadt wuchs Berlin deutlich über ihre Mauern hinaus. In den Berliner Vorstädten entwickelten sich die ersten sogenannten ‚Mietskasernen‘. In diesen Wohnungen kam es vor, dass sich mehrere Familien einen Raum teilen mussten, der nur durch Kreidestriche oder eine Schnur symbolisch getrennt wurde. Aus einem zeitgenössischen Polizeibericht geht hervor, dass allein vor dem Hamburger Tor 2500 Menschen in nur 400 Zimmern untergebracht waren. Zur gängigen Praxis gehörte auch die Aufnahme sogenannter „Schlafburschen“, die gegen Bezahlung für einige Stunden in die Wohnung aufgenommen wurden. Durch diese Art der Weitervermietung ließen sich die eigenen Mietkosten senken.
Unter Leitung von Peter Beuth wurde ein umfassendes Programm der Gewerbeförderung durchgeführt und 1821 zur Verbesserung der Gewerbeausbildung das Gewerbeinstitut eingerichtet. Vor dem Oranienburger Tor begann 1804 die Königlich Preußische Eisengießerei ihre Arbeit. Weitere Unternehmen folgten, wie 1837 die Maschinenbauanstalt von August Borsig. Das Industriegebiet in der Oranienburger Vorstadt erhielt bald den Namen Feuerland. Neue Maschinenbaufabriken, wie die Werke von Louis Schwartzkopff, Julius Pintsch oder Heinrich Ferdinand Eckert entstanden, im Apparatebau führend wurde die Firma von Carl Justus Heckmann.
Der preußische Staat benötigte für die Verwaltung und Kontrolle der von der Hauptstadt weit entfernten Rheinprovinzen schnellere Kommunikationsmittel. Ausgehend von der Berliner Sternwarte in der Dorotheenstraße wurde bis Ende 1832 eine optische Telegrafenlinie über Potsdam bis Magdeburg fertiggestellt, deren Verlängerung später bis Koblenz erfolgte.
Ab 1825 wurde die zentrale Gasversorgung aufgebaut, vor allem auch für die Straßenbeleuchtung. Das erste private Gaswerk der englischen Imperial Continental Gas Association vor dem Halleschen Tor ging 1826 in Betrieb. Zwei städtische Gaswerke, aus denen später die GASAG entstand, wurden Mitte der 1840er Jahre am Stralauer Platz und in der Gitschiner Straße (Böcklerpark) gebaut.
Die Berliner Münze bezog 1800 ihr neues Gebäude am Werderschen Markt. Nicht weit entfernt in der Jägerstraße befand sich die 1765 gegründete Königliche Hauptbank (ab 1847 Preußische Bank, aus der 1876 die Reichsbank hervorging). Ab 1815 hatte das Bankhaus Mendelssohn seinen Sitz in der Jägerstraße. In der Nachbarschaft war das Gebäude der staatlichen Seehandlungsgesellschaft, die in der Finanzierung des Eisenbahnbaus aktiv war.
Die Choleraepidemie erreichte Berlin 1831, während der etwa 2000 Einwohner erkrankten. Kinderarbeit in der Industrie mit hohen täglichen Arbeitszeiten war üblich. Die durchschnittliche Lebenserwartung in Berlin-Mitte des Jahrhunderts lag für höhere Berufe bei 54 Jahren, für Industriearbeiter bei 42 Jahren.
Bereits in den 1820er Jahren bildete sich die Friedrich-Wilhelm-Stadt als eigener Stadtteil. Bis 1841 wurden die Stadtgrenzen über die Zollmauer hinaus erweitert, die Oranienburger und Rosenthaler Vorstadt kamen hinzu, ebenso die äußere Luisenstadt, das äußere Stralauer Viertel und das äußere Königsviertel sowie die Friedrichsvorstadt. Peter Joseph Lenné übernahm ab 1840 die städtebaulichen Planungen. Aufbauend u. a. auf Ideen von Schinkel legte er 1840 die „Projectirten Schmuck- und Grenzzüge von Berlin mit nächster Umgebung“ vor, worin der Ausbau des Landwehrkanals (1850 eingeweiht) vorgeschlagen wurde.

#### Kultur und Wissenschaft
Als Leiter der Oberbaudeputation gestaltete Karl Friedrich Schinkel die architektonische Mitte Berlins neu. In chronologischer Reihenfolge ließ er die Neue Wache, das Schauspielhaus, das Alte Museum, die Friedrichswerdersche Kirche und die Bauakademie errichten. Die bauliche Orientierung an der griechischen Antike trug Berlin den Beinamen Spree-Athen ein- der Begriff wurde jedoch für Berlin schon lange vor Schinkel geprägt. Der Dichter Erdmann Wircker brachte mit der Begrifflichkeit 1706 ein Herrscherlob auf König Friedrich I. von Preußen zum Ausdruck. Das Berliner Stadtbild erregte im 19. Jahrhundert bei den Zeitgenossen mitunter Kritik. So wurde eine weitgehend fehlende mittelalterliche Bausubstanz bemängelt. Berlin wirke zu „nüchtern und geschichtslos“. Das erste staatliche Gebäude in Berlin, das nach den Befreiungskriegen entstand, war die von Schinkel zwischen 1816 und 1818 erbaute Neue Wache am Boulevard Unter den Linden. Nahe dem Stadtschloss gelegen, diente es der königlichen Wachmannschaft als Hauptsitz. Am 29. Juli 1817, noch während der Bauarbeiten an der Neuen Wache, brannte am Gendarmenmarkt das Theater ab. König Friedrich Wilhelm III. beauftragte Schinkel 1818 mit dem Wiederaufbau der Anlage. Drei Jahre später konnte das Schauspielhaus mit der Aufführung von Goethes Iphigenie auf Tauris feierlich wiedereröffnet werden. Obwohl es schon im 18. Jahrhundert Pläne für einen Berliner Museumsbau gab, konnte diese Ambition erst im Jahr 1830 und unter Schinkels Aufsicht realisiert werden: Das Alte Museum am Rand des Lustgartens fügte sich in ein Bauensemble ein, das nach dem Verständnis der Zeit die Einheit von Kunst (Alte Museum), Religion (Berliner Dom), Militär (Zeughaus) und Staat (Stadtschloss) bezeugen sollte. Am Werderscher Markt wich ein ehemaliges zur Kirche umgebautes Reithaus der zwischen 1824 und 1830 errichteten Friedrichswerderschen Kirche. Die neogotische Sakralanlage war das erste Backsteinbauwerk in Berlins Zentrum nach dem Mittelalter.
König Friedrich Wilhelm IV. verlegte das Hofjagdgebiet der Hohenzollern, das sich ab dem 16. Jahrhundert im Großen Tiergarten befunden hatte, in den Wildpark bei Potsdam. Das frei gewordene Gelände mit der dortigen Fasanerie sowie die 850 Tiere der königlichen Menagerie, die sich auf der Pfaueninsel befand, schenkte er der Berliner Bevölkerung. Auf dieser Grundlage entstand im Jahr 1844 mit dem Zoologischen Garten der älteste Tierpark Deutschlands.
Im Vormärz wirkten auch viele bedeutende Wissenschaftler in der Stadt, wie der Naturforscher Alexander von Humboldt, der Historiker Leopold von Ranke, der Geodät Johann Jacob Baeyer, der Biologe Johannes Peter Müller, der Geograph Carl Ritter, der Mathematiker Karl Weierstraß, der Astronom Wilhelm Foerster oder der Arzt Albrecht von Graefe. Heinrich Gustav Magnus baute ab 1840 eines der ersten physikalischen Institute Deutschlands in Berlin auf. Der Komponist Carl Friedrich Zelter, ein Bewohner von Berlin, schrieb 1817 in einem Brief: „Die ganze Welt in Ehren! Aber Berlin ist ein heiterer, freier leichter und geselliger Ort, wo man leben kann, wie man will.“ Heinrich Heine äußerte 1826 in seinen Reisebildern: „Berlin ist gar keine Stadt, sondern Berlin gibt bloß den Ort dazu her, wo sich eine Menge Menschen, und zwar darunter viele Menschen von Geist, versammeln, denen der Ort ganz gleichgültig ist.“

#### Verhältnis zwischen Hofgesellschaft und Stadt
Im Vormärz grenzte sich der königliche Hof noch deutlich von der Industrie- und Bürgerstadt Berlin ab. Zum einen lag dies an der fehlenden gesellschaftlichen Durchlässigkeit zwischen den Ständen. Noch immer bildete das Berliner Schloss das Zentrum einer „militärisch-aristokratischen Exklusivität“. Nur den jeweils höchsten Spitzen des Berliner Wirtschafts- und Bildungsbürgertums wurde Zutritt zum Hofleben gewährt. Der Großteil der Akademiker, Künstler und Schriftsteller blieb jedoch davon gänzlich ausgeschlossen. Da noch kein voll entwickeltes Kommunikations- und Verkehrsnetz sowie kein parlamentarisches Mitspracherecht bestand, übte der Hof bis 1848 nur wenig Einfluss auf die öffentliche Meinung aus. Hinzu kam, dass insbesondere König Friedrich Wilhelm IV. und sein Hofstaat in Berlin keine ständige Präsenz zeigten. Im Frühling hielt sich der Hof mit Vorliebe im Potsdamer Stadtschloss auf, der Frühsommer wurde häufig in Sanssouci verbracht, im August und September zog sich der König nach Rügen und ins schlesische Erdmannsdorf zurück, reiste im Herbst für Truppenmanöver nach Potsdam und verbrachte die Weihnachtszeit in Schloss Charlottenburg. Das Erscheinungsbild Berlins als Residenzstadt trat aufgrund des enormen Wachstums des Stadtgebietes zunehmend in den Hintergrund. Der Zeitgenosse Friedrich Saß kommentierte dies 1846 mit den Zeilen:

„Berlin ist zu groß geworden, als daß der Hof, die Bürokratie es noch vollkommen beherrschen könnten.“

Die Spannungen zwischen Regierung und Hauptstadt verschärften sich nach 1815 auch politisch: An die Stelle der preußischen Reformer traten nun konservative Berater des Königs, die auf eine vorrevolutionäre Staats- und Gesellschaftsordnung hinarbeiteten. Obwohl der Protest in Berlin gegen die Restaurationspolitik eher gering ausfiel, sanktionierte die Regierung die national und liberal gesinnte Turn- und Studentenbewegung. 1819 wurde die Schließung des Turnplatzes an der Hasenheide und ein generelles Turnverbot veranlasst. Insbesondere Berliner Studenten und Professoren waren im Zuge der sogenannten „Demagogenverfolgung“ von willkürlichen Verhaftungen, Hausdurchsuchungen, Spionage und öffentlicher Denunziation betroffen. Zahlreiche Theaterstücke und Publikationen wurden zensiert oder ganz verboten, Professoren wie Wilhelm Martin Leberecht de Wette verloren ihren Lehrstuhl und Theologen wie Friedrich Schleiermacher wurden strafversetzt. Aus der Verfolgungshysterie resultierte schließlich eine schleichende Entfremdung zwischen Dynastie und Hauptstadt.
Ausdruck der politischen und sozialen Unzufriedenheit im Vormärz waren Unruhen wie die Schneiderrevolution 1830, die Feuerwerksrevolution 1835 und die Kartoffelrevolution 1847. Als Folge der Missernte von 1846 und sogenannten Kartoffelfäule kam es in Berlin zu einer krisenhaften Verknappung von Lebensmitteln. Im Januar 1847 stiegen die Kartoffelpreise um das Drei- bis Vierfache an. Selbst die Außerkraftsetzung aller Einfuhrzölle für Mehl und Getreide konnte die Preisexplosionen nicht mehr stoppen. Am 21. April 1847 brachen auf dem Gendarmenmarkt Tumulte aus, die mit der Plünderung von Kartoffelständen begannen. Schnell weitete sich die Unruhe auf große Teile der Stadt aus. Bäcker- und Fleischerläden wurden angegriffen. Der Umstand, dass nicht nur Lebensmittel gestohlen wurden, sondern auch Fensterscheiben und Türen eingeschlagen, Geräte und Mobiliar beschädigt oder mitgenommen und Ladenschilder als Brennholz verwendet wurde, zeigt, dass es sich bei dem Protest sowohl um eine „Strafaktion“ als auch Hungerrevolte handelte. Erst mithilfe von Militärkräften gelang es am 23. April 1847 die Situation wieder unter Kontrolle zu bringen.
Nur in kleinsten Kreisen befasste man sich mit möglichen Entwicklungen, es entstanden zahlreiche „Debattierklubs“.

### Revolution von 1848/1849
Die politischen Spannungen waren bei allen Fortschritten nicht ausgeräumt. Der Tod von König Friedrich Wilhelm III. und der Regierungsantritt von Friedrich Wilhelm IV. änderten an den bestehenden Zuständen kaum etwas. Die erstarkenden Handwerksbetriebe schlossen sich im Jahr 1844 zum Berliner Handwerker-Verein zusammen und nahmen damit auch auf die politische Bildung des Mittelstandes Einfluss. Außerdem wurde der Bund der Gerechten gegründet. Die sozialen Probleme in Berlin wurden durch die Kunde über den Schlesischen Weberaufstand besonders deutlich beleuchtet. Eine Missernte und die zunehmende Verfolgung Andersdenkender führten zu ersten Unruhen in der Stadt.
Am 18. März 1848 kam es zu einer großen Kundgebung, an der sich rund 10.000 Berliner beteiligten. Die königstreuen Truppen waren dagegen aufmarschiert und es begannen nächtliche Barrikadenkämpfe. Bis zur Beendigung dieser Märzrevolution am 21. März waren 192 Personen umgekommen. Auch danach kam es weiterhin zu Unruhen: So wurde am 14. Juni 1848 das Zeughaus gestürmt und geplündert.
Im Ergebnis des Aufstands machte der König mit seiner Proklamation An meine lieben Berliner jedoch zahlreiche Zugeständnisse; vor allem wurde die Presse- und Versammlungsfreiheit eingeführt, und ihrem Gefolge entstanden erste politische Vereinigungen als Vorläufer späterer Parteien. Ende 1848 wurde ein neuer Magistrat gewählt. Die Wirtschaft war in den vorangegangenen Jahrzehnten rückläufig, sodass es nun eine große Anzahl Erwerbsloser gab. Man führte Notstandsarbeiten ein, die zum schnellen Ausbau des Berliner Wasserstraßensystems führten. Diese kleinen Verbesserungen waren jedoch nicht von langer Dauer, im Spätherbst 1848 setzte der König ein neues Kabinett ein, am 10. November rückten wieder preußische Truppen in Berlin ein, am 12. November wurde der Belagerungszustand ausgerufen. Viele Errungenschaften der Revolution waren damit zunichte geworden.
Die Einführung der elektrischen Telegrafie ermöglichte 1849 die Gründung der Nachrichtenagentur Wolffs Telegraphisches Bureau. Das Kaufhaus Gerson eröffnete 1849 als erstes Warenhaus Berlins am Werderschen Markt.

### Reaktionsära, Neue Ära und Zeit der Einigungskriege (1850–1871)
Nach einer kurzen Pause wurde im März 1850 eine neue Stadtverfassung und Gemeindeordnung beschlossen, wonach die Presse- und Versammlungsfreiheit wieder aufgehoben, ein neues Dreiklassenwahlrecht eingeführt und die Befugnisse der Stadtverordneten stark eingeschränkt wurden. Die Rechte des Polizeipräsidenten Carl Ludwig Friedrich von Hinckeldey wurden dagegen gestärkt. In seiner Amtszeit bis 1856 sorgte er allerdings auch für den Aufbau der städtischen Infrastruktur (vor allem Stadtreinigung, Wasserwerke, Wasserleitungen, Errichtung von Bade- und Waschanlagen).
Preußen wurde 1850 eine konstitutionelle Monarchie. Die zwei Kammern des Preußischen Landtags, Herrenhaus und Abgeordnetenhaus, hatten ihren Sitz in Berlin.
Die Bauordnung von 1853 begünstigte in den folgenden Jahrzehnten die Entstehung der Mietskasernen. Eine bedeutende Stadterweiterung erfolgte 1861. Wedding mit Gesundbrunnen, Moabit, die Tempelhofer und Schöneberger Vorstädte sowie die äußere Dorotheenstadt kamen hinzu. Mit dem 1852 fertiggestellten Luisenstädtischen Kanal sollte der neue Stadtteil Friedrich-Wilhelm-Stadt einen attraktiven Freiraum erhalten. Weitere Pläne von Lenné für den Berliner Norden folgten 1853.
Bedeutsam bei der Finanzierung der Industrie wurde die 1856 gegründete Berliner Handels-Gesellschaft, die zwischen Französischer Straße und Behrenstraße ihren Sitz hatte. Die 1851 gegründete Disconto-Gesellschaft, lange Zeit eine der größten deutschen Bankgesellschaften, bezog ein Gebäude Unter den Linden. In den folgenden Jahrzehnten entwickelte sich die Gegend zum führenden Zentrum der Finanzwirtschaft in Deutschland. 1860 wurde die zur Zollverwaltung erbaute Akzisemauer um die Stadt aufgehoben und im folgenden Jahrzehnt abgerissen. Die ersten Plakatsäulen von Ernst Litfaß wurden 1855 aufgestellt.
Im Jahr 1861 wurde Wilhelm I. neuer König. Zu Beginn seiner Regentschaft gab es Hoffnung auf eine Liberalisierung. 1861 wurde das Stadtgebiet durch die Eingemeindung von Wedding und Moabit sowie Tempelhofer und Schöneberger Vorstadt erweitert.
Das weiterhin rapide Bevölkerungswachstum der Stadt führte in dieser Zeit zu großen Problemen. Das Verkehrswesen musste erneuert werden, der Bau der Berliner Ringbahn führte zur besseren Verbindung der Berliner Kopfbahnhöfe. In der Verantwortung der Königlichen Eisenbahndirektion Berlin lag der weitere Ausbau der Vorortbahnen und damit wesentlich die Gestaltung des zukünftigen Wachstums der Großstadtregion. 1862 trat der Hobrecht-Plan in Kraft, der die Bebauung von Berlin und seines Umlandes in geordnete Bahnen lenken sollte. Der Bau von Wasserversorgung und Kanalisation unter maßgeblicher Beteiligung von Rudolf Virchow schuf wesentliche Voraussetzungen für die moderne Stadt. Das erste kommunale Krankenhaus entstand im Volkspark Friedrichshain. Der Neubau des Roten Rathauses wurde 1869 fertiggestellt.
Mit der Eröffnung der ersten Strecke der Pferdebahn begann 1865 die Geschichte der Straßenbahn in Berlin. Die ABOAG, der größte Betreiber von Pferdeomnibussen in Berlin, wurde 1868 gegründet (bereits ab 1825 gab es Pferdeomnibusse).
Die ersten Postbezirke für Berlin wurden 1862 festgelegt. Das Haupttelegraphenamt zwischen Französischer und Jägerstraße entstand ab 1863. Das Rohrpostsystems ging 1865 in Betrieb. Von 1910 bis 1916 wurde das neue Haupttelegraphenamt in der Oranienburger Straße gebaut, in unmittelbarer Nähe befindet sich das 1881 fertiggestellte Postfuhramt. Für das Hofpostamt wurde bis 1882 ein Neubau errichtet.
Ab 1862 waren Steinplatten aus Lausitzer Granit – die sogenannten „Schweinebäuche“ oder „Charlottenburger Platten“ – als Belag der Bürgersteige vorgeschrieben und ab 1873 deren Rahmung mit Mosaikpflaster.
Vor allem im Nordosten der Stadt entstanden mehrere große Brauereien, wie das Unternehmen von Julius Bötzow, die Schultheiss-Brauerei von Richard Roesicke, die Aktienbrauerei Friedrichshöhe von Georg Patzenhofer und Friedrich Goldschmidt, das Böhmische Brauhaus von Armand Knoblauch und weitere.
Das Baumaterial für die Expansion zur Metropole bezog Berlin überwiegend aus der Mark Brandenburg. Über die Wasserwege wurden Rüdersdorfer Kalkstein, Ziegel aus Glindow und Zehdenick oder Kachelöfen aus Velten angeliefert.
Die politische Bedeutung Berlins als Hauptstadt Preußens wuchs 1867 an, als der Norddeutsche Bund gegründet wurde, dessen Bundeskanzler der preußische Ministerpräsident Otto von Bismarck wurde, sodass Berlin nun erstmals auch für nichtpreußische Gebiete Hauptstadtfunktionen innehatte.

## Hauptstadt des Deutschen Kaiserreiches (1871–1918)

### Gründerjahre (1871–1873)
1871 stieg Berlin zu der Hauptstadt des Deutschen Kaiserreiches auf. Die Entscheidung für Berlin als Zentralort des deutschen Nationalstaates spiegelte den wachsenden Einfluss der deutschen Hegemonialmacht Preußen wider. Die preußische Monarchie setzte mittels der Deutschen Einigungskriege die sogenannte Kleindeutsche Lösung unter Ausschluss Österreichs durch. Der Berliner Amtssitz der Krone wurde so auch zum Standort der anderen nationalen Verfassungsorgane, vor allem des Bundesrates und des Reichstages. Eine demographisch, sozial und kulturell mit den längst etablierten Hauptstädten London und Paris vergleichbare Führungsrolle erlangte Berlin jedoch nicht. Als potenzielle Hauptstadt kam es erst im frühen 19. Jahrhundert ins Gespräch. Damals entwickelte sich Berlin mit ihrer Universität, ihrem wirtschaftlichen Aufschwung und ihrer Rolle als bedeutende Drehscheibe des Verkehrs zu einem Zentrum. Als nationale Hauptstadt blieb die Stadt bei den preußischen Eliten sowie in Süd- und Westdeutschland lange noch umstritten. Reichskanzler Bismarck sah in der Großstadt Berlin ein politisches Unruhepotenzial. Er erklärte noch in einer Reichstagsrede vom 4. März 1881 immer mit dem Gedanken gespielt zu haben, Reichstag und andere nationalstaatliche Einrichtungen aus Berlin zu verlegen. Aus Sicht der Liberalen schien Frankfurt am Main, der Ort der Nationalversammlung während der Revolution von 1848/1849, der geeignetere Sitz für Regierung und Parlament zu sein. Aus nicht-preußischen Bundesstaaten wurde über Leipzig und Erfurt als Alternativen gesprochen. In West- und Süddeutschland störte Kritiker Berlins Lage östlich der Elbe und ihre verglichen mit der eigenen römischen und mittelalterlichen Vergangenheit geringe Bedeutung. Dies fand in der abwertenden Bezeichnung „Parvenupolis“ seinen Ausdruck.
Die zeremonielle Gründung des Deutschen Kaiserreiches fand nicht in der Hauptstadt Berlin, sondern – bedingt durch den noch anhaltenden Deutsch-Französischen Krieg – im Schloss Versailles bei Paris statt. Der Akt der Reichsgründung wurde von den Berlinern daher kaum wahrgenommen und meist mit Zurückhaltung gefeiert, denn die konservative Staatsgründung der Fürsten und des Militärs fand in der überwiegend linksliberal und demokratisch gesinnten Stadt wenig Sympathien. Aus diesem Grund klagte die Bismarckanhängerin Hildegard von Spitzemberg am 20. Januar 1871 in ihrem Tagebuch: „Während sonst überall die Wiedererstehung des deutschen Kaisertums mit Sang und Klang gefeiert wurde, war hier sowohl Beflaggung als Beleuchtung keineswegs dem wichtigen Ereignis entsprechend. Die Berliner sind ein ekelhaft blasiertes, nüchternes Volk; um sie zu begeistern, muß man ganze Heere und Kaiser fangen, und außer dem Falle von Paris und dem Friedensschluß wird nichts mehr die Flaggen hervorzaubern.“ Das Ende des Deutsch-Französischen Kriegs wurde in Berlin am 16. Juni 1871 mit einer pompösen Siegesparade gefeiert.
Berlin war inzwischen zu einer Industriestadt angewachsen und stieg 1877 zu einer Millionenstadt auf. Während der 1870er nahm die Einwohnerzahl im Jahr durchschnittlich um 40.000 Menschen zu. Sie kamen insbesondere aus ländlichen Gebieten in den östlichen Provinzen Preußens. Die große Mehrzahl hoffte in einer der Fabriken Berlins Beschäftigung zu finden. Mit dem dynamischen Bevölkerungswachstum konnte die Infrastruktur jedoch nicht mithalten. Die sich in der Gründerzeit verschärfende Wohnungsspekulation führte dazu, dass die Mieten drastisch stiegen und gleichzeitig in nicht ausreichender Zahl neue Wohnungen gebaut wurden. Die Entwicklung trug im Juli 1872 zu den Blumenstraßenkrawallen bei. In den Jahren ab 1875 erhielt Berlin als zweite Stadt auf dem europäischen Kontinent hinter Danzig eine vollständige Kanalisation aus Wasserversorgung, verbunden mit Abwässerbeseitigung- und Aufbereitung durch Rieselfelder nach Plänen von James Hobrecht. Auf den ökonomischen Boom der Gründerzeit folgte der Gründerkrach, eine Wirtschaftskrise in der zweiten Hälfte der 1870er Jahre.

### Kommunale Entwicklung, Arbeiterbewegung und bauliche Entwicklung
Die Stadtentwicklung blieb nach wie vor ein strittiges Thema. Am 1. Januar 1876 erhielt die Stadt Berlin per Vertrag vom Staat die Brücken und Straßen. 1882 beschränkte das sogenannte Kreuzbergerkenntnis die Baupolizei auf das Abwenden von Gefahren, untersagte ihr jedoch die Einflussnahme in ästhetischen Aspekten.
Die weiter rasant wachsende Industrie Berlins brachte auch eine starke Arbeiterbewegung hervor. Spätestens nach dem Ende des Sozialistengesetzes 1890 zählte sie zu den bestorganisierten der Welt. Dazu gehörten die SPD, aber auch zahlreiche Gewerkschaften. Eine Vielzahl von Streiks, Demonstrationen und Protesten gingen von ihr aus, wie etwa die Moabiter Unruhen oder die Wahlrechtskämpfe.
Nach der Reichsgründung von 1871 ergab sich in der neuen Reichshauptstadt Berlin nach wenigen Jahren, in denen Vorhandene Bauten, darunter preußische Regierungsgebäude benutzt werden konnten, ein zusätzlicher Gebäudebedarf, für den das Deutsche Reich eine eigene Bauabteilung einrichtete. Der Reichstag bezog zunächst einen provisorischen Sitz in der Leipziger Straße. Der Bau des neuen Reichstagsgebäudes begann 1884 am Königsplatz. Nach der Fertigstellung 1894 wurde am alten Standort zwischen Leipziger Straße und heutiger Niederkirchnerstraße ein Gebäudekomplex, bestehend aus dem Herrenhausgebäude und dem preußischen Landtagsgebäude (1892–1904), errichtet.
Max von Forckenbeck wurde 1878 zum Oberbürgermeister gewählt und übte das Amt bis 1892 aus. In die Dienstzeit von Hermann Blankenstein als Berliner Stadtbaurat fällt der Bau des Zentralvieh- und Schlachthofes von 1876 bis 1883 sowie der Zentralmarkthalle (1883–1886). Das Wasserwerk Friedrichshagen ging 1893 in Betrieb. Gustav Meyer wurde 1870 zum Gartendirektor von Berlin ernannt (bis 1877) und plante mehrere Parks in Berlin, wie den Volkspark Friedrichshain, den Volkspark Humboldthain, den Treptower Park oder den Kleinen Tiergarten.
Ludwig Hoffmann wurde 1896 Stadtbaurat in Berlin (bis 1924), er entwarf u. a. das damalige Stadthaus und die Volksbäder in der Oderberger und Baerwaldstraße sowie viele Schulbauten und Feuerwachen. Zur besseren Versorgung der Großstadtbevölkerung mit Grünanlagen wurden u. a. der Körnerpark und der Brixplatz angelegt. Während dieser Zeit baute die Stadt beispielsweise die Heilanstalten in Buch, das Rudolf-Virchow-Krankenhaus und den Osthafen. Die wachsenden Müllmengen wurden zu größeren Teilen über den Wasserweg zur ersten städtischen Deponie nach Spreenhagen verbracht.
Bereits in den 1860er Jahren begann die öffentliche Hand mit dem Ankauf von Grundstücken im historischen Stadtkern. Durch die Neubebauung mit Gebäuden für kommunale Einrichtungen wurde die Berliner Altstadt zu einem modernen Stadtzentrum umgeformt. Der Bau des Berliner Rathauses erfolgte zwischen 1860 und 1869. Die Gerichtslaube, eines der ältesten Bauwerke der Stadt, wurde 1871 abgerissen. Durch das schnelle Stadtwachstum war das Rote Rathaus bald zu klein, und es wurde ein „zweites Rathaus“ benötigt. Von 1902 bis 1911 entstand darum das damalige Stadthaus. In der Dirksenstraße wurde 1886 bis 1890 das Polizeipräsidium gebaut. Das bei seiner Fertigstellung zweitgrößte Gebäude Berlins war das Land- und Amtsgericht in der Neuen Friedrichstraße (heute Littenstraße), gebaut zwischen 1896 und 1905. Ebenfalls in der Neuen Friedrichstraße bezogen die städtischen Gaswerke ein neues Geschäftshaus. Am Rande des zu dieser Zeit entstandenen Zeitungsviertels in der südlichen Friedrichstadt wurde 1879 an der Oranienstraße im heutigen Kreuzberg die Reichsdruckerei mit dem Ziel gegründet, hoheitlichen Wertdruck – beispielsweise Banknoten und Briefmarken – zentral für das Deutsche Kaiserreich herzustellen.
Die Berliner Packetfahrt Gesellschaft verkehrte von 1884 bis 1900. Um das Schönhauser Tor für Straßenverkehr besser mit der Friedrichstadt zu verbinden, erfolgte 1891 der Durchbruch der Kaiser-Wilhelm-Straße durch die Berliner Altstadt (Idee bereits 1873 in Orths Bebauungsplan). Die Berliner Stadtbahn wurde 1875 bis 1882 gebaut und folgt teilweise dem Verlauf des alten Festungsgrabens. Zur Bewältigung des stark angewachsenen Verkehrs begann 1896 die Konstruktion der U-Bahn und der Vorortstrecken der Eisenbahn.
An der Leipziger Straße entstand zwischen 1896 und 1906 nach Plänen des Architekten Alfred Messel ein Wertheim-Warenhaus, 1907 wurde am Wittenbergplatz das Kaufhaus des Westens (KaDeWe) eröffnet, beide zählten zu den größten Warenhäusern Europas. Das Gebiet um den Kurfürstendamm entwickelte sich zur zweiten Berliner City. Weitere City-Bereiche waren das Regierungsviertel Wilhelmstraße, das Bankenviertel, das Zeitungsviertel und das Konfektionsviertel. Im Exportviertel Ritterstraße konzentrierten sich Unternehmen der Luxuswarenherstellung. Die bedeutendsten Geschäftsstraßen waren Friedrichstraße, Leipziger Straße und Unter den Linden. Das Zentrum des Fremdenverkehrs war die Kreuzung Friedrichstraße/Unter den Linden mit dem Café Bauer und der Konditorei Kranzler. Die renommiertesten Hotels waren das Kaiserhof, das Bristol, das Adlon und das Esplanade. Beliebter Treffpunkt von Berliner Künstlern des deutschen Impressionismus, wie Max Liebermann oder Paul Lincke, war das Café des Westens. 1906 wurde die Jahrhundertausstellung deutscher Kunst gezeigt, eine sehr umfangreiche Ausstellung, insbesondere der Kunst des gerade vergangenen 19. Jahrhunderts.
Mit dem Bau des ersten Blockkraftwerks in der Schadowstraße begann in den 1880er Jahren die Elektrifizierung der Berliner Innenstadt. Die Städtischen Electricitäts-Werke (später: Bewag) wurden 1884 gegründet, und das erste öffentliche Kraftwerk ging 1885 in der Markgrafenstraße in Betrieb. Emil Rathenau gründete 1883 die Deutsche Edison-Gesellschaft für angewandte Elektricität, die sich unter dem Namen AEG innerhalb weniger Jahrzehnte zum größten deutschen Industrieunternehmen entwickelte. Bereits 1847 hatte Werner von Siemens die Telegraphen Bau-Anstalt von Siemens & Halske gegründet und 1866 den ersten elektrischen Generator entwickelt. Zusammen mit der 1879 entstandenen Technischen Hochschule, dem im selben Jahr gegründeten Elektrotechnischen Verein Berlin und den Berliner Banken als Finanziers entwickelte sich bald die Elektropolis Berlin. Für die AEG entwarf Peter Behrens moderne Industriebauten, wie die AEG-Turbinenfabrik von 1909 in Moabit oder die Werke im Wedding. Zwischen Charlottenburg und Spandau entstand mit der Siemensstadt ein ganzer Stadtteil, der von der Elektroindustrie geprägt wurde. Bedeutende Bauten der Industriearchitektur, wie die Dynamohalle oder in den 1920er Jahren von Hans Hertlein das Schaltwerk wurden dort errichtet. Das Gegenstück dazu bildete das Fabrikquartier Oberschöneweide im Südosten, u. a. mit dem Kabelwerk Oberspree. Die flächendeckende Elektrifizierung erfolgte wesentlich in den 1920er und 1930er Jahren. Das 1927 fertiggestellte Kraftwerk Klingenberg versorgte zusammen mit dem 1931 in Betrieb genommenen Kraftwerk West die wachsende Metropole mit elektrischer Energie. Siemens stellte 1881 in Lichterfelde die erste elektrisch betriebene Straßenbahn vor. Die erste U-Bahn-Strecke vom Stralauer Tor zum Potsdamer Platz wurde 1902 eröffnet.
Ein weiterer neuer Industriezweig war die chemische Industrie. Ernst Schering gründete 1864 im Wedding eine chemische Fabrik, und aus den Zusammenschluss der Unternehmen von Paul Mendelssohn Bartholdy, Carl Alexander von Martius und Max August Jordan entstand 1873 die Actien-Gesellschaft für Anilin-Fabrikation (Agfa).
Die Physikalisch-Technische Reichsanstalt nahm ihre Arbeit 1887 auf. Ihr erster Präsident war der Physiker Hermann von Helmholtz. Die 1911 gegründete Kaiser-Wilhelm-Gesellschaft als Trägerin der in der Grundlagenforschung führenden Kaiser-Wilhelm-Institute nahm ihren Sitz in Berlin. Mehrere Kaiser-Wilhelm-Institute entstanden in Dahlem. Das Kaiserliche Patentamt begann 1877 seine Arbeit in Berlin. Nobelpreise wurden an den in Berlin lebenden Historiker Theodor Mommsen, den Mediziner und Mikrobiologen Robert Koch, den Chemiker Emil Fischer oder den Physiker Max Planck vergeben. Als erste der königlich preußischen Versuchsanstalten entstand 1871 die Mechanisch-Technische Versuchsanstalt. Die Urania-Gesellschaft, eine neuartige Bildungseinrichtung, wurde 1888 gegründet.
Ein Beispiel für die typische Berliner Mischung von Wohnen und Arbeiten in der Innenstadt sind die Hackeschen Höfe.
Außerhalb der 1860 abgerissenen Akzisemauer begann in den vom Hobrecht-Plan vorgesehenen Bereichen (heute: Kreuzberg, Prenzlauer Berg, Friedrichshain und Wedding) im sogenannten „Wilhelminischen Ring“ der Bau von Mietskasernen, um billigen Wohnraum für Arbeiter zu schaffen. Diese überbelegten Wohngebiete waren durch dichte Bebauung, lichtarme Höfe, Kellerwohnungen und mangelnde sanitäre Ausstattung geprägt, Industriebetriebe verursachten Luftverschmutzung und Lärm. Im Südwesten der Stadt entstanden ab 1850 großzügige und weit ausgedehnte Villenkolonien für das wohlhabende Bürgertum, beispielsweise in Lichterfelde, weitere Villenviertel folgten im Westen gegen Ende des 19. Jahrhunderts, zum Beispiel Grunewald oder Westend. Diese Gebiete wurden hauptsächlich durch die Terraingesellschaften (Immobilienunternehmen) geplant und gebaut. Eine führende Rolle bei dieser privat finanzierten Stadtplanung hatte der Unternehmer Johann Anton Wilhelm von Carstenn. Entlang der damals neuen Kaiserstraße, die Lichterfelde mit Charlottenburg verband, entstanden zunächst als Gartenvororte Friedenau und Wilmersdorf (siehe Carstenn-Figur), die sich später zu dichter bebauten bürgerlichen Wohnvierteln entwickelten. Die Gesellschaft von Salomon und Georg Haberland baute das Viertel um den Viktoria-Luise-Platz, das Bayerische Viertel und das Rheinische Viertel um den Rüdesheimer Platz. Mit dem Reichsgenossenschaftsgesetz von 1889 wurde die Gründung von Wohnungsbaugenossenschaften möglich. In den folgenden Jahren wurden eine Reihe gemeinnütziger Wohnanlagen, zum Beispiel nach Entwürfen von Paul Mebes oder Alfred Messel errichtet. Ab der Jahrhundertwende entstanden vor der Stadt einige Gartenstädte, wie die Baugenossenschaft „Freie Scholle“ in Tegel, die Waldsiedlung Hakenfelde, die Gartenstadt Staaken oder die Gartenstadt Falkenberg.
Ab 1888 traf sich der Friedrichshagener Dichterkreis. Zu einem der Zentren der Lebensreform wurde Berlin mit der Neuen Gemeinschaft. Die reformerischen Ideen fanden ihren Ausdruck in der Anlage neuer Grünräume wie dem Schillerpark. Im Stil der neuen Gartenstädte wurde der Vorort Frohnau geschaffen. Zu den Reformbestrebungen dieser Zeit gehörten die Wandervogel-Bewegung, die 1896 in Steglitz gegründet wurde, mehrere Einküchenhäuser entstanden und die Berliner Arbeitergärten wurden angelegt.
Im Jahr 1896 tagte der internationale Berliner Frauenkongress.
Zwischen 1904 und 1908 beschäftigte sich die 51-teilige Buchreihe Großstadt-Dokumente ausführlich mit Berlin. Eines der Hauptthemen des aufwendigsten Stadtforschungsprojektes im deutschsprachigen Raum dieser Zeit war der Vergleich des häufig als „moderne Retortenstadt“ betrachteten Berlins mit dem als traditions- und kulturreicher geltenden Wien.
In seiner 1910 veröffentlichten Schrift Berlin – ein Stadtschicksal schrieb Karl Scheffler, Berlin sei „dazu verdammt: immerfort zu werden und niemals zu sein.“
Otto Lilienthal führte seine Versuchsflüge durch, und in Johannisthal eröffnete 1909 der erste Motorflugplatz Deutschlands. Nach sechsjähriger Bauzeit wurde 1906 der Teltowkanal für den Schiffsverkehr freigegeben. Die Berliner Gewerbeausstellung fand 1896 in Treptow statt. Der Lunapark in Halensee zählte zu den größten Vergnügungsparks Europas. Auf dem Tempelhofer Feld fanden die Spiele von neu gegründeten Fußballvereinen statt, die sich Anfang der 1890er Jahre in ersten Verbänden organisierten, wie dem Bund Deutscher Fußballspieler oder dem Deutschen Fußball- und Cricket Bund. Ab 1911 fanden im Sportpalast die Sechstagerennen statt.
Im Ersten Weltkrieg unterband Großbritannien durch eine Fernblockade der Nordsee den Seehandel Deutschlands nahezu vollständig. Dieses hatte bis zum Kriegsbeginn große Mengen von Lebensmitteln importiert. Die Seeblockade verursachte eine Knappheit an Lebensmitteln und vielen teils kriegswichtigen Rohstoffen. Im Steckrübenwinter 1916/1917 hungerten hunderttausende Menschen, und Streiks brachen aus. Die ersten vier Monate des Jahres 1917 waren außergewöhnlich kalt (Beleg). Als 1918 der Krieg endete, dankte Wilhelm II. ab. Der Sozialdemokrat Philipp Scheidemann und der Kommunist Karl Liebknecht riefen beide am 9. November 1918 die Republik aus. In den folgenden Monaten gab es in Berlin zahlreiche Straßenkämpfe zwischen diversen Fraktionen.

## Die Weimarer Republik (1919–1933)
In den ersten Jahren der Weimarer Republik war Berlin Schauplatz gewaltsamer innenpolitischer Auseinandersetzungen. Zur Jahreswende 1918/1919 wurde die Kommunistische Partei Deutschlands (KPD) in Berlin gegründet. Im Januar 1919 versuchte sie im Spartakusaufstand, die Macht an sich zu reißen. Die Revolte scheiterte, und am 15. Januar 1919 töteten rechtsgerichtete Truppen Rosa Luxemburg und Karl Liebknecht. Im März 1919 kam es in Berlin zu einem politischen Generalstreik, der das gesamte Wirtschaftsleben und den Verkehr lahmlegte. Rund eine Million Beteiligte forderten eine Verankerung der Räte in der zu dieser Zeit verhandelten Weimarer Reichsverfassung sowie weitere Reformen. Am 13. Januar 1920, während die Nationalversammlung im Reichstagsgebäude über das Betriebsrätegesetz verhandelte, fand vor dem Haus eine Demonstration gegen den Gesetzesvorschlag statt. Dazu hatten die linken Oppositionsparteien USPD und KPD aufgerufen, die dann aber die Demonstration der rund 100.000 Menschen dem Selbstlauf überließen. Als die Menge das Gebäude zu stürmen drohte, eröffnete die Polizei das Feuer und tötete mindestens zwanzig Menschen, über 100 wurden verletzt. Damit handelte es sich um die blutigste Demonstration der deutschen Geschichte. Im März 1920 versuchte Wolfgang Kapp an der Spitze von Freikorpsformationen im Kapp-Putsch die sozialdemokratische Regierung zu stürzen und eine Militärherrschaft zu errichten. Die Berliner Reichswehrtruppen sympathisierten mit den Putschisten, verhielten sich jedoch weitgehend neutral. Während die Regierung Berlin verlassen hatte, brach der Putsch infolge eines reichsweiten Generalstreiks nach fünf Tagen zusammen.

### Gründung Groß-Berlins 1920
Der städtebauliche Wettbewerb Groß-Berlin von 1910 prägte die weitere Entwicklung der Stadt im 20. Jahrhundert maßgeblich. Zur Koordinierung infrastruktureller Maßnahmen im rasant wachsenden Berliner Raum bildete sich 1911 der Zweckverband Groß-Berlin, aus dem 1920 der Zusammenschluss zu Groß-Berlin hervorging; bleibende Leistung des Verbandes ist der Abschluss des Dauerwaldvertrags.
Am 1. Oktober 1920 wurde Groß-Berlin durch das Gesetz über die Bildung einer neuen Stadtgemeinde gegründet. Dabei wurde Berlin mit sieben weiteren Städten, nämlich Charlottenburg, Köpenick, Lichtenberg, Neukölln, Schöneberg, Spandau und Wilmersdorf, 59 Landgemeinden und 27 Gutsbezirken zu einer Gemeinde unter dem Namen Berlin verschmolzen. Groß-Berlin hatte damals 3.804.048 Einwohner und war damit zu dieser Zeit hinter London und New York die drittgrößte Stadt der Welt und die größte Industriestadt Europas. Gründungsbürgermeister war Adolf Wermuth, erster durch gesamt Groß-Berlin gewählter Oberbürgermeister war Gustav Böß, der das Amt bis 1929 ausübte.

### Die Zwanziger Jahre und die Weltwirtschaftskrise
Im Jahr 1922 wurde Außenminister Walther Rathenau in Berlin ermordet. Die Stadt war schockiert: eine halbe Million Menschen kamen zu seiner Beerdigung.
Die ersten Jahre der jungen Republik waren von wirtschaftlichen Problemen geprägt. Die Arbeitslosigkeit war hoch. Die Geldentwertung verschärfte sich und erreichte im Herbst 1923 ihren Höhepunkt (Deutsche Inflation 1914 bis 1923). Das Geldvermögen von großen Teilen des Mittelstandes und der Rentner wurde vernichtet. Deutschland hatte durch den Friedensvertrag von Versailles hohe Reparationen zu zahlen. Ab 1924 besserte sich die Situation durch neue Vereinbarungen mit den Alliierten, amerikanische Hilfe (Dawes-Plan) und eine bessere Finanzpolitik. Die Hochzeit Berlins, die „Goldenen Zwanziger Jahre“ begannen. Personen wie der Architekt Walter Gropius, der Physiker Albert Einstein, der Maler George Grosz, Schriftsteller wie Arnold Zweig, Bertolt Brecht und Kurt Tucholsky, die Schauspielerin Marlene Dietrich und Regisseure wie Friedrich Wilhelm Murnau, Fritz Lang und Max Reinhardt machten Berlin zum kulturellen Zentrum Europas. Das Nachtleben dieser Zeit hat seinen bekanntesten Niederschlag in dem Film Cabaret gefunden, nach der Vorlage des Buches Goodbye To Berlin von Christopher Isherwood.
Die Gegend zwischen Lützowplatz und Potsdamer Platz war Wohnort für viele Künstler, und Kunsthändler wie Alfred Flechtheim hatten hier ihre Galerien. Zum bevorzugten Treffpunkt für Künstler wurde das Romanische Café am Kurfürstendamm. Ein kulturelles Zentrum im Berliner Westen war das Viertel um den Prager Platz, wo viele Künstler, Schauspieler und Schriftsteller lebten. Höhepunkt des Nachtlebens war das Moka Efti, welches im März 1926 eröffnete.
Im Jahr 1924 eröffnete der Flughafen Tempelhof. Im gleichen Jahr fand auch die erste Funkausstellung auf dem Messegelände statt, die erste Grüne Woche folgte 1926. Berlin war der zweitgrößte Binnenhafen des Landes (siehe Westhafen). Die ab 1924 nach und nach elektrifizierten Berliner Stadt-, Ring- und Vorortbahnen wurden 1930 unter dem Namen S-Bahn zusammengefasst. Diese Infrastruktur wurde zur Versorgung der über vier Millionen Berliner benötigt. Mit der Ausstrahlung der ersten Unterhaltungssendung begann 1923 im Vox-Haus die Geschichte des deutschen Rundfunks. 1926 wurde zum Auftakt der dritten Funkausstellung der Funkturm eingeweiht. Das von Hans Poelzig entworfene Haus des Rundfunks, wurde 1931 eingeweiht. Die autobahnähnliche Renn- und Versuchsstrecke AVUS wurde 1921 eröffnet. Zwischen 1930 und 1933 führte der Verein für Raumschiffahrt, zu dem auch der spätere Ingenieur Wernher von Braun gehörte, auf dem Raketenflugplatz Berlin in Tegel erste Versuche mit Flüssigkeitsraketen durch.
Grüne Stadträume schuf Erwin Barth mit der Neugestaltung des Klausenerplatzes oder den neuen Anlagen von Lietzenseepark, Volkspark Jungfernheide und Volkspark Rehberge. Um die dicht bebaute Innenstadt entstand ein grüner Parkring. Das neue Strandbad Wannsee wurde 1930 eingeweiht und das Poststadion gebaut. Zur Linderung der Wohnungsnot begann unter dem Stadtbaurat Martin Wagner nach Einführung der Hauszinssteuer der Bau von Großsiedlungen durch gemeinnützige Wohnungsunternehmen, wie beispielsweise die Hufeisensiedlung und Onkel Toms Hütte oder Wohnanlagen wie der Sonnenhof. Durch dieses Wohnungsbauprogramm entstanden 140.000 neue Wohnungen in Berlin. Der Alexanderplatz wurde ab Ende der 1920er Jahre umgestaltet, das Berolina- und das Alexanderhaus nach Plänen von Peter Behrens entstanden. Den U-Bahnhof unter dem Platz entwarf Alfred Grenander. Bekannte Architekten für die neuartigen Gewerkschaftshäuser waren Max Taut und Erich Mendelsohn.
Die kurze Zeit des Aufschwungs endete im Jahr 1929 mit der Weltwirtschaftskrise. Im November dieses Jahres gewann die NSDAP ihre ersten Sitze in der Stadtverordnetenversammlung (5,8 % der Stimmen, 13 Mandate). Die NSDAP schnitt bei Wahlen in Berlin bis 1933 allerdings signifikant schlechter ab als im Reichsdurchschnitt. Wählerhochburgen der Partei waren die Bezirke mit eher bürgerlicher Wohnbevölkerung, in den ausgesprochenen Arbeiterbezirken erzielte sie dagegen bis zuletzt weit unterdurchschnittliche Ergebnisse. Bei der Reichstagswahl im Juli 1932 erhielt die NSDAP in Steglitz 42,1 % und in Zehlendorf 36,3 %, im Wedding aber nur 19,3 % und in Friedrichshain 21,6 % der Stimmen. Am 20. Juli 1932 wurde die preußische Regierung unter Otto Braun in Berlin durch einen Staatsstreich der rechtskonservativen Reichsregierung, den sogenannten „Preußenschlag“, abgesetzt. Am 30. Januar 1933 wurde Hitler, der ab 1931 im Hotel Kaiserhof logierte, zum Reichskanzler ernannt. Schon in der Nacht zum 31. Januar gab es mehrere Tote und Verletzte, als SA-Leute in die als KPD-Hochburg geltende Wallstraße (heute: Zillestraße) in Charlottenburg eindrangen und um sich schossen (das Ereignis steht im Mittelpunkt des Romans Unsere Straße von Jan Petersen).

## Zeit des Nationalsozialismus (1933–1945)
In den Jahren der Weimarer Republik war das bei der politischen Rechten verhasste „rote Berlin“ eine Wähler- und Mitgliederhochburg von KPD (bei der Reichstagswahl im November 1932 mit 860.837 Stimmen stärkste Partei im Stadtgebiet) und SPD gewesen. Bis 1933 waren alle Versuche des 1926 ernannten NSDAP-Gauleiters Joseph Goebbels, die strukturelle Dominanz der Linksparteien zu brechen, erfolglos geblieben. Das gelang erst während der durch die Reichstagsbrandverordnung ausgelöste Terrorwelle, die im Juni 1933 mit der „Köpenicker Blutwoche“ einen lokalen Höhepunkt erreichte. Der ab 1931 amtierende Oberbürgermeister Heinrich Sahm trieb 1933 zusammen mit Julius Lippert, dem zum Staatskommissar ernannten NSDAP-Fraktionschef in der Stadtverordnetenversammlung, die „Säuberung“ der städtischen Körperschaften und Behörden voran und trat noch 1933 in die NSDAP ein. Geschätzt wird, dass in Berlin bis Ende 1933 rund 30.000 Menschen aus politischen Gründen inhaftiert, viele in den über 100 SA-Lokalen und „wilden“ Konzentrationslagern misshandelt, nicht wenige auch getötet wurden. Trotz der massiven Repressivmaßnahmen soll die illegale Berliner Parteiorganisation der KPD aber noch Ende 1934 rund 5000 aktive Mitglieder gehabt haben. Die Stadt blieb bis 1945 ein Zentrum des – in seiner politischen Reichweite freilich sehr limitierten – organisierten Widerstands gegen die NS-Diktatur.

### Olympiajahr 1936 und Vorkriegszeit
Im Jahr 1936 fanden die bereits vor der Machtergreifung an Berlin vergebenen Olympischen Sommerspiele statt. Sie wurden von der NS-Propaganda für ihre Zwecke instrumentalisiert. Um in der internationalen Öffentlichkeit die Selbstinszenierung als ein vorbildlich funktionierender Staat nicht zu gefährden, wurden der sonst offen sichtbare Antisemitismus und die Diskriminierung der jüdischen Bevölkerung reduziert. So entfernte man zum Beispiel die Schilder mit der Aufschrift „Für Juden verboten“. Im Rahmen der 700-Jahr-Feiern Berlins folgten dann 1937 weitere NS-Propagandaveranstaltungen.
In diese Zeit fallen auch die Planungen der Nationalsozialisten, Berlin zur „Welthauptstadt Germania“ auszubauen. Die Pläne des „Generalbauinspektors für die Reichshauptstadt“ Albert Speer sahen gigantische Zentralachsen in Berlin vor, an denen Monumentalbauten stehen sollten. Geplant wurde für eine Einwohnerzahl von acht bis zehn Millionen Menschen, die Stadtgrenze sollte bis zum neuen Autobahnring erweitert werden. Während die meisten Projekte nicht verwirklicht wurden, sind in Berlin noch heute Reste dieser Architektur zu finden.
Der amerikanische Schriftsteller Ernest Hemingway weilte in den 1930er Jahren mehrfach in Berlin und veröffentlichte im Februar 1939 in der Zeitschrift Das Wort folgende bemerkenswerte Einschätzung: „Wie gern lief ich durch den Norden von Berlin, sah die Arbeiter, die intelligenten, hörte ihre witzige Sprache! Wie das vorwärtsging und an der Spitze Europas marschierte! Und das soll zu Ende sein? […] Völker wollen sich nicht in Kriegen für Tyrannen zerfleischen. So denkt auch das deutsche Volk. Und eines Tages wird es den einzigen Krieg machen, der noch lohnt, den Krieg gegen die Nazityrannei …“

### Judenverfolgungen
Um 1933 lebten etwa 160.000 Juden in Berlin: ein Drittel aller deutschen Juden, vier Prozent der Bevölkerung der Stadt. Ein Drittel davon waren arme Immigranten aus Osteuropa, die hauptsächlich im Scheunenviertel nahe dem Alexanderplatz lebten. Die Juden wurden von Anfang an vom NS-Regime verfolgt. Im März mussten alle jüdischen Ärzte das Krankenhaus Charité verlassen. In der ersten Aprilwoche inszenierten die Nazimachthaber den sogenannten „Judenboykott“, bei dem die übrige Bevölkerung vom Einkaufen in jüdischen Läden abgehalten werden sollte.
Vom 9. bis 10. November 1938 brannten infolge des reichsweit organisierten Pogroms gegen die Juden die Synagogen. Jüdische Geschäfte und Wohnungen wurden demoliert, viele als Juden denunzierte Deutsche wurden „zu ihrem Schutz“ verhaftet. Die Zwangsauswanderung in Verbindung mit Arisierungen (Form von Enteignung) wurde erneut vorangetrieben. Um 1939 lebten noch rund 75.000 Juden in Berlin.
Am 18. Oktober 1941 verließ der erste Transport mit etwa tausend deportierten Berliner Juden den Bahnhof Grunewald und brachte sie ins damalige Litzmannstadt. In den folgenden Kriegsjahren wurden im Zuge des Holocaust mehr als 55.000 von den Nationalsozialisten als Juden eingestufte Menschen aus Berlin in insgesamt 184 Eisenbahntransporten nach Theresienstadt (121 Transporte) und in andere Ghettos und Vernichtungslager verschleppt, wo die meisten von ihnen umkamen.
Von historischer Bedeutung über Berlin hinaus ist in diesem Zusammenhang auch die 1942 im Ortsteil Wannsee abgehaltene Wannseekonferenz, auf der unter Leitung des Chefs des Reichssicherheitshauptamts Reinhard Heydrich die von den Nazis „Endlösung“ genannte Judenverfolgung zwischen den staatlichen Stellen koordiniert wurde. Nur rund 1200 Juden überlebten in Berlin die Kriegsphase, indem sie sich – auch mit Hilfe von Judenrettern – versteckten oder untertauchten.
Rund 30 Kilometer nordwestlich von Berlin befand sich bei Oranienburg das Konzentrationslager Sachsenhausen, wo hauptsächlich politische Gegner und sowjetische Kriegsgefangene inhaftiert waren. Zehntausende starben dort. Das KZ Sachsenhausen hatte Nebenlager in der Nähe von Industriebetrieben, in denen die Gefangenen arbeiten mussten. Viele dieser Lager befanden sich in Berlin. Experten des Holocaust Memorial Museum ermittelten für Berlin insgesamt rund 3000 NS-Lager und als „Judenhäuser“ bezeichnete Wohnhäuser zur Vorbereitung von Deportationen.

### Jahre des Zweiten Weltkriegs (1939–1945)
Am 1. September 1939 begann der Zweite Weltkrieg, von dem Berlin anfangs wenig betroffen war. Erste alliierte Luftangriffe auf das Stadtgebiet führte bereits Ende August 1940 das britische RAF Bomber Command durch. Da sich Berlin an der Grenze der Reichweite der damals noch in der Mehrzahl eingesetzten zweimotorigen Flugzeuge (u. a. Whitley und Hampden) befand, konnten diese nur wenig Bombenlast tragen und die Schäden waren daher noch gering. Auch mehrmals geflogene Angriffe der sowjetischen Luftstreitkräfte verursachten nur geringe Zerstörungen. Durch den verstärkten Einsatz von schweren viermotorigen Halifax- und Lancaster-Bomber bei der RAF wurden die Schäden erheblich größer.

Mit dem offiziellen Eintritt der Vereinigten Staaten in den Zweiten Weltkrieg nach der Kriegserklärung Deutschlands an die USA wurde im Laufe des Jahres 1942 in Großbritannien die 8th Air Force der USAAF stationiert. Während die Briten nachts die Städte ansteuerten, flogen die USAAF tagsüber, sodass quasi rund um die Uhr mit Fliegeralarm zu rechnen war. Im August 1943 wurde mit der Evakuierung Berlins begonnen, allein bis Jahresende verließen über 700.000 Einwohner die Reichshauptstadt. 1944 folgten zahlreiche kulturelle und wissenschaftliche Einrichtungen und Institute. In den letzten drei Monaten vor Kriegsende flogen die USAAF am 3. und 26. Februar sowie am 18. März 1945 die drei schwersten Angriffe auf Berlin, an denen teils über 1200 Maschinen beteiligt waren. Bei den insgesamt gezählten 363 Luftangriffen kamen schätzungsweise 20.000 Berliner ums Leben und mehr als 1,5 Millionen Menschen wurden obdachlos. Während Teile der Innenstadt komplett zerstört wurden, erlitten die Außenbezirke nur geringere Beschädigungen. Im Schnitt waren ein Fünftel (50 Prozent in der Innenstadt) der Berliner Gebäude zerstört.
Zerstörung von Berliner Gebäuden im Zweiten Weltkrieg:
| Grad der Zerstörung | Prozent | Verlust des Bauwertes |
| ------------------- | ------- | --------------------- |
| total               | 11,6    | 100 %                 |
| schwer              | 8,3     | 75 %                  |
| wiederherstellbar   | 9,7     | 30 %                  |
| leicht (bewohnbar)  | 69,4    | 10 %                  |

Auch die Verkehrsinfrastruktur war größtenteils zerstört; die Versorgungslage war bis nach dem Ende des Krieges katastrophal. Insgesamt fielen 450.000 Tonnen Bomben auf Berlin.
Nach dem Beginn der Schlacht um Berlin eroberten sowjetische und polnische Verbände ab dem 21. April 1945 die ersten Vororte der Reichshauptstadt. Am 30. April 1945 nahm sich Hitler im Führerbunker hinter der Neuen Reichskanzlei das Leben. Am Morgen des 2. Mai kapitulierte der letzte Berliner Kampfkommandant Weidling und das Regierungsviertel rund um die Wilhelmstraße wurde von der Roten Armee besetzt. Trotzdem unternahmen dort und an anderen Stellen eingekesselte Einheiten von Wehrmacht, Waffen-SS und Hitlerjugend noch verzweifelte Ausbruchsversuche, gaben diese aber in den Abendstunden auf. In den nächsten Wochen übte der sowjetische Generaloberst Bersarin als Stadtkommandant die Macht in Berlin aus.
Nach dem Kriegsende lag Berlin in Schutt und Asche: 28,5 Quadratkilometer des Stadtgebietes lagen in Trümmern, 600.000 Wohnungen waren total zerstört, 100.000 beschädigt, jedes zweite Kaufhaus war eine Ruine. Ab Kriegsbeginn 1939 hatte die Stadt über 1,5 Millionen Einwohner verloren; neben Kriegstoten, -gefangenen, ermordeten und vertriebenen NS-Opfern sind als größte Gruppe die nicht aus der luftkriegsbedingten Evakuierung zurückgekehrten Berliner zu nennen.
Der Dichter Günter Weisenborn schrieb folgende Eindrücke von 1945 auf: „Als ich in die Stadt kam, die ich seit Jahren nicht gesehen hatte, blieb ich stehen. Die riesige Stadt war wie ein grauer Gigant in die Knie gegangen, die Dächer lagen im Parterre. Ein Wald von Ruinen umgab den Wandernden. […] Die Stadt schwieg.“

## Teilung der Stadt (1948–1990)
Auf der Konferenz von Jalta vom 2. bis 11. Februar 1945 beschlossen die Alliierten, Deutschland in vier Besatzungszonen und Berlin in vier Sektoren aufzuteilen, von denen jeder von einem der Alliierten, Großbritannien, Frankreich, den USA und der Sowjetunion, kontrolliert wurde. Dazu zogen sich die sowjetischen Streitkräfte im Sommer 1945 aus den Westsektoren zurück, die sie nach der Schlacht um Berlin bis dahin besetzt hatten. Noch im Mai hatte die sowjetische Stadtkommandantur einen ersten Magistrat unter Arthur Werner und eine auf KPD-Mitglieder gestützte Stadtverwaltung eingesetzt. In der Zeit vom 1. bis 4. Juli 1945 trafen die amerikanischen und britischen Besatzungstruppen sowie eine Vorausabteilung des französischen Kontingents in den ihnen zugewiesenen Sektoren ein. Ab dann wurde Berlin weiter von der gemeinsamen Alliierten Kommandantur verwaltet. 1946 wurde von den Alliierten beschlossen, viele Berliner Straßen umzubenennen. Ein Stadtplan mit den neuen Namen wurde von der Landkartenhandlung Richard Schwarz im Maßstab 1:25.000 dazu gedruckt. Schon bald gab es sich verschärfende politische Konflikte zwischen den Westalliierten und der Sowjetunion.
Am 20. Oktober 1946 fand die erste Wahl zur Stadtverordnetenversammlung von Groß-Berlin in allen vier Besatzungssektoren gemeinsam statt. Sie endete mit einem deutlichen Sieg der SPD, die in der Viersektorenstadt die Zwangsvereinigung mit der KPD zur SED überlebt hatte, vor der CDU und der SED. Es folgten zunehmende Auseinandersetzungen in der Verwaltung und in der Stadtverordnetenversammlung zwischen dem sozialdemokratisch dominierten Magistrat und der SED. Nachdem Bürgermeister Ferdinand Friedensburg den kommunistischen Polizeipräsidenten Paul Markgraf suspendiert hatte, weil die Polizei nicht gegen SED-gesteuerte Randalierer einschritt, die ihre Arbeit lahmlegten, die sowjetische Besatzungsmacht ihn aber im Amt ließ, kam es zur Spaltung der Berliner Polizei und mehrmals zum Auszug der großen Mehrheit der Stadtverordnetenversammlung in den britischen Sektor. Daraufhin veranstaltete am 30. November 1948 die SED-Fraktion in der Komischen Oper im sowjetischen Sektor eine „außerordentliche Stadtverordnetenversammlung“ mit hunderten „Vertretern“ dort ansässiger Betriebe und Massenorganisationen, die den gewählten Magistrat für abgesetzt erklärte, Friedrich Ebert zum Oberbürgermeister „wählte“ und auseinanderging. Daraufhin erkannte die Sowjetunion den Ebert-Magistrat als einzig rechtmäßige Berliner Stadtregierung an. Die für den 5. Dezember 1948 angesetzte Gesamtberliner Wahl zur Stadtverordnetenversammlung konnte nur in West-Berlin durchgeführt werden, weil die sowjetische Besatzungsmacht sie in ihrem Sektor verboten hatte. Berlin war geteilt, wobei für den Ostsektor in den nächsten Jahren kein Stadtparlament existierte.

### Berlin-Blockade und Luftbrücke 1948/1949
Im Juni 1948 verhängte die sowjetische Besatzungsmacht nach der Einführung der D-Mark eine Blockade über sämtliche Straßen-, Wasserstraßen- und Schienenverbindungen der westlichen Besatzungszonen durch die Sowjetische Besatzungszone nach den Westsektoren Berlins, in der Hoffnung, die wirtschaftliche Kontrolle über die gesamte Stadt zu erlangen. Die Regierung der Vereinigten Staaten reagierte, indem sie die Luftbrücke einrichtete, bei der Nahrung, Brennstoffe und andere Versorgungsgüter in die Stadt eingeflogen wurden. Die Sowjetunion gab die Blockade am 12. Mai 1949 auf. Als Teil des Projektes hatten Pionier-Einheiten der US-Armee den Flughafen Tempelhof erweitert. Da die Piloten gelegentlich Süßigkeiten für Kinder bei der Landung aus dem Fenster warfen, wurden die Flugzeuge von den Berlinern Rosinenbomber genannt. Pakete mit Süßigkeiten wurden auch über Ost-Berlin abgeworfen.
Das Ziel der Sowjetunion, die Westsektoren wirtschaftlich mit ihrem Umland zu verzahnen und eine dauerhafte wirtschaftliche Loslösung zu verhindern, war gründlich misslungen. Mehr noch: Die West-Berliner Bevölkerung fühlte sich nach der Blockade, die mit der Teilung der Stadt einherging, politisch und wirtschaftlich noch stärker mit Westdeutschland verbunden als jemals zuvor. Nach der politischen Teilung im Jahr 1948 war die wirtschaftliche Teilung somit nicht mehr aufzuhalten.

### Berlin und die beiden deutschen Staaten
Anlässlich der Gründung der Bundesrepublik Deutschland in den drei westlichen Besatzungszonen am 23. Mai 1949 listete Artikel 23 des Grundgesetzes auch Groß-Berlin als Bundesland mit auf. Ähnlich verhielt es sich mit der Gründung der DDR am 7. Oktober 1949. Die damalige Fassung der Verfassung der DDR beschreibt Deutschland als „unteilbare Republik“, in der es nur eine deutsche Staatsangehörigkeit gebe und deren Hauptstadt Berlin sei. Gemeint war zweifellos das gesamte Groß-Berlin, das nach DDR-Sichtweise auf dem Gebiet der sowjetischen Besatzungszone lag und deren westliche Sektoren nur von den Westalliierten verwaltet wurden. Somit beanspruchten beide deutschen Staaten die ehemalige Reichshauptstadt, ohne jedoch vor dem 3. Oktober 1990 jemals Verfügungsgewalt über ganz Berlin gehabt zu haben.

### West-Berlin während der Teilung (1950–1990)
Im Jahr 1950 trat in West-Berlin die Verfassung von Berlin (VvB) in Kraft. Nach Art. 2 Abs. 1 VvB war Berlin ein Land der Bundesrepublik Deutschland; dieser Artikel konnte jedoch keine Wirkung entfalten, da er von den in Berlin maßgeblichen Alliierten gemäß Genehmigungsschreiben vom 29. August 1950 zurückgestellt war. Die Bindung West-Berlins an die Bundesrepublik wurde jedoch durch „Übergangsregelungen“, die in Art. 87 VvB für die Zeit der alliierten Einschränkungen getroffen wurden, weitgehend gewährleistet, insbesondere durch regelmäßige Übernahme der Bundesgesetze durch das Berliner Abgeordnetenhaus. Am 3. Dezember 1950 folgte die erste Wahl zum Abgeordnetenhaus von Berlin, das seinerseits den Senat von Berlin wählte. Erster Regierende Bürgermeister von Berlin wurde Ernst Reuter. Bis 1961 folgten ihm Walther Schreiber (CDU), Otto Suhr (SPD) und Willy Brandt (SPD).

#### Auswirkung des Mauerbaus 1961
Vgl. Beschreibung unter Geschichte Ost-Berlins bis 1990 sowie den Hauptartikel Berliner Mauer
Als am 13. August 1961 die ersten Steinblöcke in den frühen Morgenstunden am Potsdamer Platz gelegt wurden, standen amerikanische Truppen mit scharfer Munition bereit, schauten dem Bau der Mauer jedoch nur zu. Zwar wurden die Westalliierten durch Gewährsleute über die Planung „drastischer Maßnahmen“ zur Abriegelung von West-Berlin informiert, vom konkreten Zeitpunkt und Ausmaß der Absperrung gaben sie sich öffentlich überrascht. Da ihre Zugangsrechte nach West-Berlin nicht beschnitten wurden, griffen sie nicht militärisch ein.
US-Präsident John F. Kennedy besuchte am 26. Juni 1963 West-Berlin. Vor dem Rathaus Schöneberg hielt er eine solidarische Ansprache, in der er die historischen Worte sprach: „Ich bin ein Berliner“. Dies bedeutete den West-Berlinern auf ihrer demokratischen Insel inmitten der DDR viel, war jedoch in Anbetracht der amerikanischen Akzeptanz beim Bau der Mauer teilweise Symbolik. Für die Westalliierten und die DDR bedeutete der Mauerbau eine politische und militärische Stabilisierung, der Status quo von West-Berlin wurde im wahrsten Sinne des Wortes zementiert – die Sowjetunion gab ihre im Chruschtschow-Ultimatum noch 1958 formulierte Forderung nach einer entmilitarisierten, „freien“ Stadt West-Berlin auf.
Im Jahr 1971 sicherte das Viermächteabkommen über Berlin die Erreichbarkeit West-Berlins und beendete die wirtschaftliche und politische Bedrohung, die mit einer Schließung der Zufahrtsrouten möglich gewesen wäre. Ferner bekräftigten alle vier Mächte die gemeinsame Verantwortung für ganz Berlin und stellten klar, dass West-Berlin kein Bestandteil der Bundesrepublik sei und nicht von ihr regiert werden dürfe. Während die Sowjetunion den Vier-Mächte-Status nur auf West-Berlin bezog, unterstrichen die Westalliierten 1975 in einer Note an die Vereinten Nationen ihre Auffassung vom Viermächte-Status über Gesamt-Berlin.

#### Berlinpolitik
Der Westteil der Stadt wurde von der Bundesrepublik massiv subventioniert, auch um mit dem „Schaufenster des Westens“ propagandistische Wirkung in der DDR zu entfalten. Unternehmen erhielten Investitionszuschüsse. Nach dem Mauerbau sollte die Berlinzulage (genannt: „Zitterprämie“), ein achtprozentiger Lohnaufschlag, den fortgesetzten Arbeitskräftemangel lindern, auch wurde für Berliner Ehepaare als auch für die Zuzügler ein zinsloses Familiengründungsdarlehen in Höhe von 3000 DM eingeführt, das „abgekindert“ werden konnte. Die Bevölkerungsentwicklung West-Berlins war bis zum Mauerbau durch einen Anstieg infolge der Flucht aus der DDR und Ost-Berlin, danach von Abwanderung und weiterhin hohem Sterbeüberschuss geprägt, zunehmend gemildert durch eine starke Zunahme von Ausländern (1961–1989 von 20.000 auf knapp 300.000 mit doppelt hoher Geburtsrate); erst in den 1980er Jahren näherte sich die Einwohnerzahl dem Stand vor dem Mauerbau an (siehe auch West-Berlin: Einwohnerentwicklung).

#### Landespolitik
Nach Willy Brandt (bis 1966) amtierten als Regierende Bürgermeister Heinrich Albertz, Klaus Schütz, Dietrich Stobbe, Hans-Jochen Vogel (alle SPD). Ab der Wahl zum Abgeordnetenhaus von Berlin 1981 regierten mit Richard von Weizsäcker und Eberhard Diepgen Politiker der CDU. Ab der Abgeordnetenhauswahl 1989 war in dem von Walter Momper (SPD) geleiteten Senat Momper erstmals die Alternative Liste an der Landesregierung beteiligt.

#### Studentenbewegung, Terror und Hausbesetzerszene (1960–1980)
Ab 1967 wurde West-Berlin Zentrum der Studentenrevolten, die von der Freien Universität ausging, und die ihr Zentrum in Charlottenburg hatte. Ein weiterer Brennpunkt war die Zentrale der Springer-Verlage in der damaligen Kreuzberger Kochstraße (heute: Rudi-Dutschke-Straße). Es ging hier um einen gesellschaftlichen Konflikt, der die Bevölkerung spaltete. Studenten und Polizei standen sich oft gewalttätig gegenüber.
Die Erschießung des Studenten Benno Ohnesorg bei der Demonstration am 2. Juni 1967 in West-Berlin gegen den Besuch des Schahs von Persien durch den Polizeibeamten Karl-Heinz Kurras war ein entscheidender Anstoß für die Verbreitung der Studentenbewegung.
Ab Anfang der 1970er Jahre entwickelte sich in West-Berlin eine Terroristenszene. Neben Personen aus der Rote Armee Fraktion war in West-Berlin auch die Bewegung 2. Juni aktiv, die sich nach dem Todesdatum von Benno Ohnesorg benannt hatte. Am 10. November 1974 wurde der Kammergerichtspräsident Günter von Drenkmann ermordet und 1975, kurz vor der Wahl zum Abgeordnetenhaus von Berlin 1975, der Vorsitzende der Berliner CDU, Peter Lorenz, von Terroristen entführt.
Als Reaktion auf den Wohnungsmangel bei gleichzeitigem spekulationsbedingtem Leerstand entwickelte sich im östlichen Teil Kreuzbergs, dem alten Postbezirk SO36, Ende der 1970er Jahre eine vergleichsweise große und aktive Hausbesetzerbewegung. Im Juli 1981 erreichte die Anzahl der besetzten Häuser in Berlin mit 165 ihren Höhepunkt. Von diesen Besetzungen wurden 78 bis zum November 1984 durch den Abschluss von Miet-, Kauf- oder Pachtverträgen legalisiert, die Restlichen wurden geräumt. Bereits im Dezember 1980 war es infolge einer versuchten Besetzung zu schweren Zusammenstößen zwischen Hausbesetzern und der Polizei gekommen (siehe Schlacht am Fraenkelufer). Bei einer Demonstration gegen die Räumung von acht besetzten Häusern starb in der Potsdamer Straße der Demonstrant und Hausbesetzer Klaus-Jürgen Rattay, der infolge eines Polizeieinsatzes unter einen Bus der BVG geraten war.

#### Stadtentwicklung

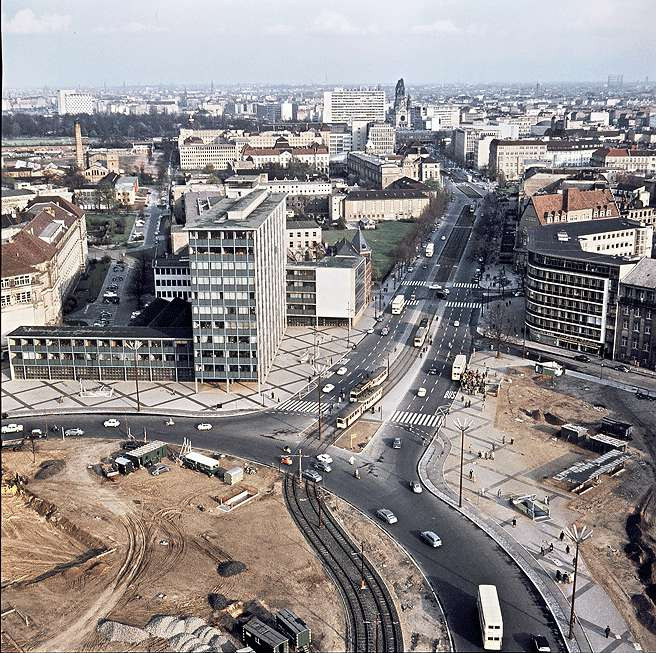
Blick auf den Ernst-Reuter-Platz und in die Hardenbergstraße 1960

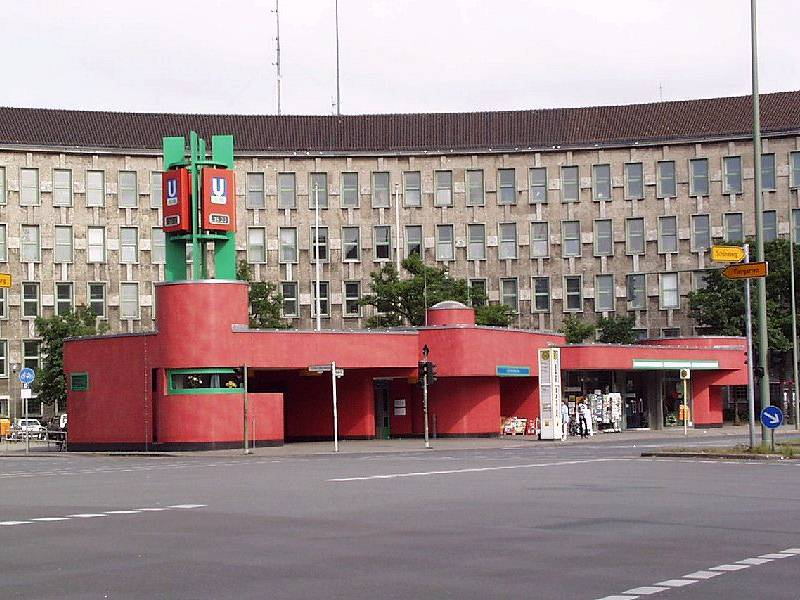
Eingangsgebäude U-Bahnhof Fehrbelliner Platz

Anfang der 1950er-Jahre fuhren die meisten West-Berliner noch mit Fahrrad, Bus, Straßenbahn und Bahn. Zunehmend wurden Motorräder populär und in den 1960er-Jahren stiegen die Verkaufszahlen der nun massenhaft produzierten Automobile stark an. Im Neu- und Wiederaufbau orientierte man sich in West-Berlin wie im Rest der Bundesrepublik überwiegend an der Charta von Athen (CIAM) von 1933. Im Ergebnis folgte der Wiederaufbau dem Leitbild der autogerechten Stadt. Wohnen und Gewerbe wurden damit häufig voneinander getrennt. Fortan wurden auch zahlreiche suburbane Satellitenstädte („Schlafstädte“) geplant. Diese ineffiziente Art der Stadtentwicklung wurde bereits früh als schwerer Missstand erkannt, aber dennoch über Jahrzehnte beibehalten.
Das Gebiet um den Kurfürstendamm im Westen wurde als neues repräsentatives Zentrum ausgebaut. Von Paul Schwebes entworfen wurde das Bauensemble Zentrum am Zoo. Das internationale Filmfestival Berlinale fand 1951 erstmals statt. Ab 1957 war der Zoo Palast zentrales Wettbewerbskino.
Weitere bedeutende Bauprojekte waren unter anderem das Europa-Center-Berlin und der Neubau der Kaiser-Wilhelm-Gedächtniskirche am Breitscheidplatz, das neue Gebäude der Deutschen Oper, die Kongresshalle, die anlässlich der Internationalen Bauausstellung Interbau 1957 entstandene Mustersiedlung Südliches Hansaviertel, das nach seinem Architekten benannte Corbusierhaus oder die Stadtautobahn. Für das geplante Kulturforum entstanden an der Potsdamer Straße die Berliner Philharmonie und die Staatsbibliothek Preußischer Kulturbesitz nach Plänen des Architekten Hans Scharoun sowie die von Ludwig Mies van der Rohe stammende Neue Nationalgalerie. Mit der Freien Universität Berlin wurde 1948 eine eigene Universität gegründet, das Studentendorf Schlachtensee errichtet und das Museumszentrum Berlin-Dahlem gebaut.
Bis 1967 wurden alle Straßenbahnlinien in West-Berlin stillgelegt.
In den 1970er Jahren entstanden unter anderem der Flughafen Tegel, das ICC und der Bierpinsel am U-Bahnhof Schloßstraße im Zusammenhang mit der Verlängerung der U-Bahn Linie 9 bis Rathaus Steglitz. Zahlreiche neue U-Bahn-Stationen wurden von Rainer G. Rümmler gestaltet, wie am Fehrbelliner Platz bei der Verlängerung der Linie U7.
Zu politischen Krisen und Regierungswechseln führten mehrere Bauskandale („Berliner Sumpf“, „Berliner Filz“), wie die Garski-Affäre, die Affäre um den Bau des Steglitzer Kreisels und der Antes-Skandal.
Der Standortnachteil West-Berlins (Insellage) führte zu Entwicklungsrückständen in der Wirtschaftsstruktur gegenüber den westdeutschen Großstädten. Um die Defizite im hochwertigen Dienstleistungssektor auszugleichen, siedelte der Staat zentrale Verwaltungen in Berlin an, wie die 1953 eröffnete Bundesversicherungsanstalt für Angestellte, das 1956 errichtete Bundesversicherungsamt, das 1958 gegründete Bundeskartellamt, das 1952 gegründete Bundesgesundheitsamt sowie das 1974 geschaffene Umweltbundesamt. Das Bundesverwaltungsgericht nahm 1952 seine Arbeit in Berlin auf, ansässig war hier auch der 5. Strafsenat des Bundesgerichtshofes. Großforschungseinrichtungen wie das Hahn-Meitner-Institut mit dem Berliner Experimentier-Reaktor und BESSY wurden geschaffen. Das Wissenschaftszentrum Berlin für Sozialforschung wurde 1969 gegründet.
Ein wichtiger Arbeitgeber in West-Berlin waren die Einrichtungen der Alliierten.
In den alten AEG-Fabriken im Wedding nahm 1983 mit dem Berliner Innovations- und Gründerzentrum (BIG) das erste Gründerzentrum Deutschlands seine Arbeit auf.

##### Neubauviertel
Beispiele für frühe Wohnungsbauprojekte der Nachkriegszeit in West-Berlin sind die 1953/1954 errichtete Ernst-Reuter-Siedlung im Wedding, die Otto-Suhr-Siedlung in der Luisenstadt (ab 1956) und die Ruhwaldparksiedlung. Als Gegenstück zur Stalinallee in Ost-Berlin (s. u.) begann ab 1956 im Rahmen der Interbau (IBA 57) die Errichtung des neuen Hansaviertels (ca. 1.300 Wohnungen).
Die erste neue Großsiedlung am Stadtrand entstand ab 1960 auf dem Falkenhagener Feld in Spandau (ca. 8.000 Wohnungen). In Berlin-Buckow-Rudow wurde von 1960 bis 1975 die Gropiusstadt errichtet (rund 17.000 Wohnungen). Der Bau des Märkischen Viertels in Reinickendorf begann 1963 und endete 1974 (ca. 16.000 Wohnungen). Weitere Beispiele waren die Thermometersiedlung in Lichterfelde-Süd oder die Wohnsiedlung Charlottenburg-Nord (1968–1974).

##### „Kahlschlagsanierung“ und „behutsame Stadterneuerung“
Mit dem Beschluss des ersten Stadterneuerungsprogramms 1963 setzte im Westteil Berlins ein großflächiger Abriss zehntausender Wohnungen der innerstädtischen Quartiere aus dem späten 19. Jahrhundert ein („Mietskasernen“). Diese Gebiete wurden nach Vorstellungen modernen Städtebaus völlig umgestaltet und neu bebaut. Das Viertel um die Brunnenstraße im Wedding wurde zum größten zusammenhängenden Sanierungsgebiet Deutschlands mit rund 17.000 Wohnungen. Das erste Stadterneuerungsprogramm war für einen Zeitraum von 10 bis 15 Jahren angelegt. Diese Praxis des Umgangs mit der Stadt wurde zunehmend kritisiert. Eine Wende brachte das Europäische Jahr des Denkmalschutzes 1975, erstmals gelang es dem Architekten Hardt-Waltherr Hämer am Klausenerplatz in Charlottenburg einen Mietskasernenblock mit innerer Bebauung überwiegend zu erhalten. Das vormals schlechte Ansehen der Arbeiterquartiere der Gründerzeit änderte sich langsam. Josef Paul Kleihues entwarf für den Vinetaplatz im Sanierungsgebiet Wedding-Brunnenstraße den ersten Baublock West-Berlins, der wieder an die Traditionen der Stadt des 19. Jahrhunderts anknüpfte (von 1975 bis 1977 errichtet).

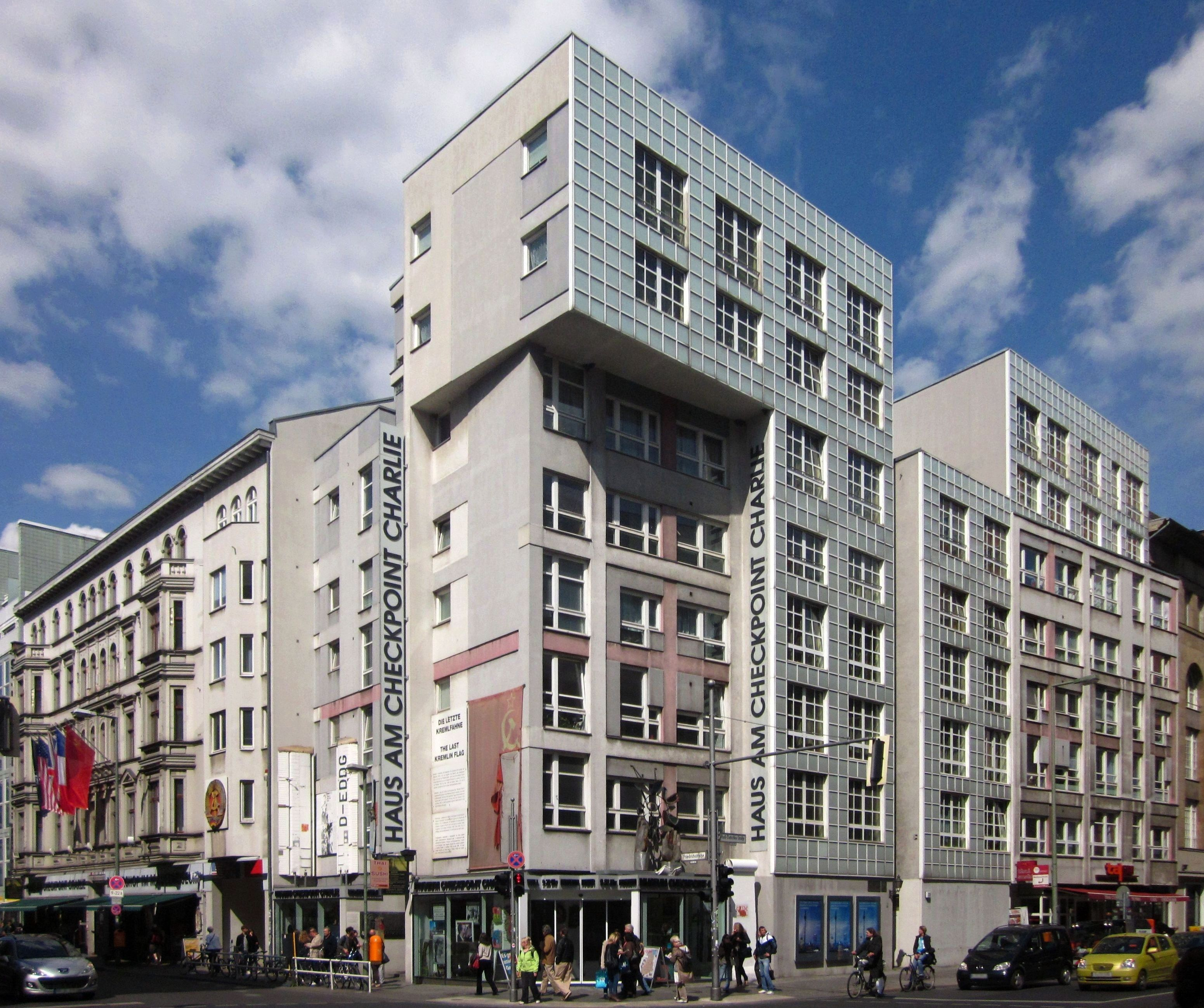
Haus am Checkpoint Charlie in der Friedrichstraße 43/44, errichtet 1985–1986

Mitte der 1970er Jahre hatten sich die politischen und ökonomischen Rahmenbedingungen geändert. Das Vier-Mächte-Abkommen von 1971 bestätigte die Teilung Berlins. Planungen, die sich noch auf die ganze Stadt bezogen, wurden aufgegeben. Die Ölkrise von 1973 leitete u. a. die langsame Abkehr von der autogerechten Stadt ein, sodass 1976 der Aufbau eines umfassenden Stadtautobahnsystems aufgegeben wurde. 1974 endete der Bau von Großsiedlungen am Stadtrand. Im selben Jahr wurde noch ein zweites Stadterneuerungsprogramm gestartet, das einen höheren Anteil modernisierter Altbauwohnungen vorsah. Beispielsweise sollten bei der Sanierung des Bereiches um den Chamissoplatz in Kreuzberg Platz, Straßen und Teile der alten Höfe erhalten bleiben. Allerdings wurden weiterhin tausende Wohnungen aus der Gründerzeit abgerissen und durch städtebauliche Großformen ersetzt, wie beispielsweise das Neue Kreuzberger Zentrum am Kottbusser Tor (1969–1974), die Autobahnüberbauung Schlangenbader Straße in Wilmersdorf (1976–1980) oder das Pallasseum in Schöneberg (1977). Der gesellschaftliche Protest gegen die „Kahlschlagsanierungen“ durch Hausbesetzungen erreichte zwischen 1979 und 1982 seinen Höhepunkt. Hauptkritikpunkte waren vor allem die Zerstörung sozialer Gefüge und die Vernichtung von billigem Wohnraum. Die städtebauliche Wende hin zur Wiedergewinnung der Innenstadt als Wohnort leitete 1978 der Beschluss zur Durchführung einer Internationalen Bauausstellung, der IBA 1984–1987 ein. Der „Kahlschlagpolitik“ des Neubaus und dem modernen Städtebau wurden die Leitbilder der „Behutsamen Stadterneuerung“ und der „kritischen Rekonstruktion“ gegenübergestellt. 1982 entstanden die 12 Grundsätze der Stadterneuerung, die nach 1990 auch im Prenzlauer Berg Anwendung fanden und bis heute die Stadterneuerungsprozesse in Berlin prägen. Der Schwerpunkt der IBA lag in Kreuzberg, die „kritische Rekonstruktion“ der historischen Stadträume in der südlichen Friedrichstadt wurde nach 1990 in der nördlichen Friedrichstadt im Bezirk Mitte fortgesetzt. Die Themen der IBA waren u. a. ökologisches Bauen, Bürgerbeteiligung, neue Wohnformen, Umnutzung von Gebäuden, Mischung von Wohnen und Arbeiten oder die fußgängerfreundliche Umgestaltung von Straßen.

##### 750-Jahr-Feier
Zwischen 1982 und 1986 wurden in Vorbereitung auf die umfangreichen 750-Jahr-Feiern von 1987 in beiden Teilen der Stadt zahlreiche Verschönerungen vorgenommen. Beispielsweise wurden in West-Berlin der Breitscheidplatz und der Rathenauplatz neu gestaltet. Historische Gebäude sind aufwendig restauriert worden, so beispielsweise der Martin-Gropius-Bau oder der Hamburger Bahnhof. Als Ersatz für die teilungsbedingt nicht mehr erreichbaren Naherholungsgebiete im Südosten eröffnete zur Bundesgartenschau 1985 mit dem Britzer Garten die erste größere Parkanlage seit den 1920er Jahren.
Zu Pfingsten fand im Westteil vom 6. bis 8. Juni 1987 an drei aufeinanderfolgenden Tagen das Concert for Berlin statt. Das Konzertgelände lag beim Reichstag nahe der Mauer und es kam auf deren Ostseite zu Zusammenstößen zwischen jugendlichen Zuhörern der DDR und der Volkspolizei. Zu Ausschreitungen im Westteil kam es am Ersten Mai in Kreuzberg.
Die Tour de France startete zu Ehren des Jubiläums mit einer Einzelzeitfahretappe auf dem Kurfürstendamm.
Die Jubiläumsfeier wurde durch Briefmarkenausgaben (Deutsche Bundespost Berlin), aber auch im Osten gewürdigt. Im Westen erschien ein Block mit vier Marken sowie eine Einzelmarke.

### Ost-Berlin während der Teilung (1945–1990)

#### Juni 1945 bis um 1955
Umfangreiche Aufräumarbeiten der zerstörten Innenstadtbereiche waren erforderlich. Dazu setzten Baubetriebe Trümmerbahnen ein, Frauen und Männer mussten tatkräftig mit anpacken. Der Lehrbetrieb der Humboldt-Universität wurde wieder aufgenommen, Straßenbahn-, S-Bahn- und U-Bahn-Netze und Wagen in Stand gesetzt. Ebenfalls kam die Wasser- und Energieversorgung vor allem durch Reparaturen des Leitungsnetzes und der vorhandenen Technik wieder in Gang. Durch die Lagerung des Trümmerschutts entstanden im Stadtbild künstliche Erhebungen wie der Mont Klamott im Volkspark Friedrichshain oder die Biesdorfer Höhe.
Im Ortsteil Karlshorst des Bezirks Lichtenberg quartierte sich gleich ab Mai 1945 die sowjetische Stadtverwaltung ein, wofür Bewohner des auserkorenen Bereichs östlich der Treskowallee kurzfristig ausquartiert wurden. Sowjetische Ehrenmale wurden in Tiergarten, im Treptower Park und in der Schönholzer Heide angelegt.
Die Lebensmittelversorgung erfolgte mit Lebensmittelkarten, ebenfalls gab es Kohlenkarten. Für dringende Neuanschaffungen von Kleidung wurden von den Bezirksämtern Bezugsscheine ausgegeben. Dort, wo bereits große Flächen freigeräumt waren, wurden mit den wiedergewonnenen Materialien neue Wohnhäuser errichtet, die bedeutendste Baustelle war die in Stalinallee umbenannte vormalige Große Frankfurter Straße.

#### Aufstand vom 17. Juni 1953
Am 17. Juni 1953 begann eine Demonstration von anfänglich 60 Bauarbeitern, welche später als „Volksaufstand“ bekannt wurde. Am Beginn war es nur Protest gegen eine kürzlich von der DDR-Regierung beschlossene Arbeitsnormerhöhung. Ihren Ausgang nahm die Demonstration an der im Bau befindlichen Stalinallee (heute: Karl-Marx-Allee). Als insbesondere der RIAS von der Demonstration berichtete, solidarisierten sich viele Ost-Berliner mit dem Protestzug und reihten sich ein. Unterstützung erhielten die Ost-Berliner, während sie zum Potsdamer Platz zogen, auch von Berlinern aus den Westbezirken. Auch in zahlreichen Städten der DDR kam es infolge der Vorgänge in Ost-Berlin zu Arbeitsniederlegungen und Demonstrationen.
Als der Aufstand außer Kontrolle zu geraten drohte, rief die Regierung der DDR sowjetische Truppen zu Hilfe. In der Folge kam es zu Straßenkämpfen, bei denen auf kaum bewaffnete Arbeiter scharf geschossen wurde. Während der Niederschlagung des Aufstandes wurden mindestens 153 Personen getötet. Die Beteiligung von West-Berliner Arbeitern, die Berichterstattung des RIAS, Angriffe auf Volkspolizisten und das Niederbrennen des Columbushauses nutzte die DDR-Regierung, um diesen Aufstand als konterrevolutionär und von West-Berlin gesteuert zu bezeichnen. Die unbeliebten Normerhöhungen wurden aber dennoch zurückgenommen und Kampfgruppen aus politisch besonders linientreuen Bürgern gegründet, um zukünftige Aufstände ohne sowjetische Soldaten niederschlagen zu können.

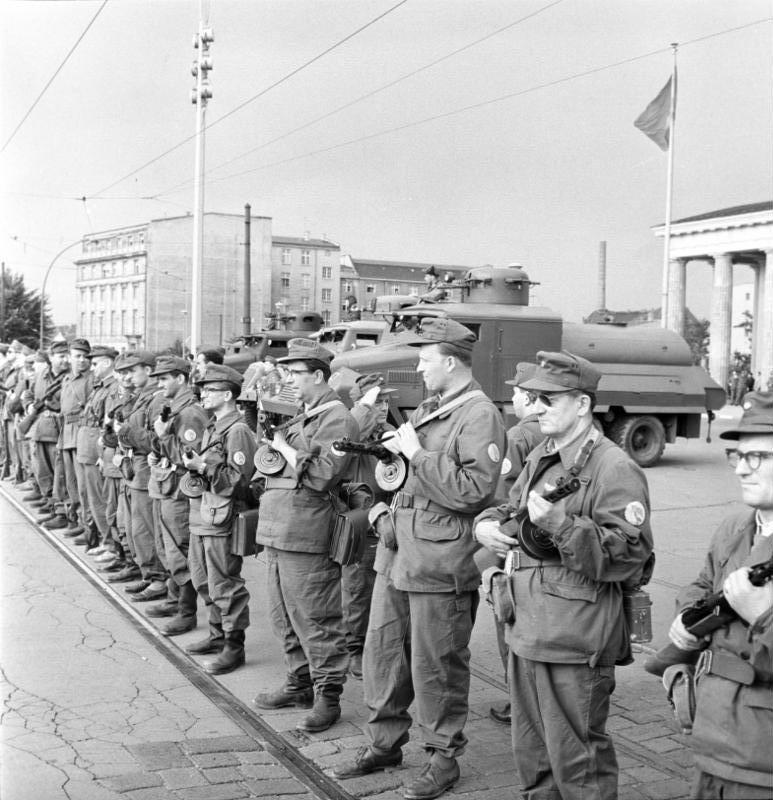
Kampfgruppen am Brandenburger Tor, 13. August 1961

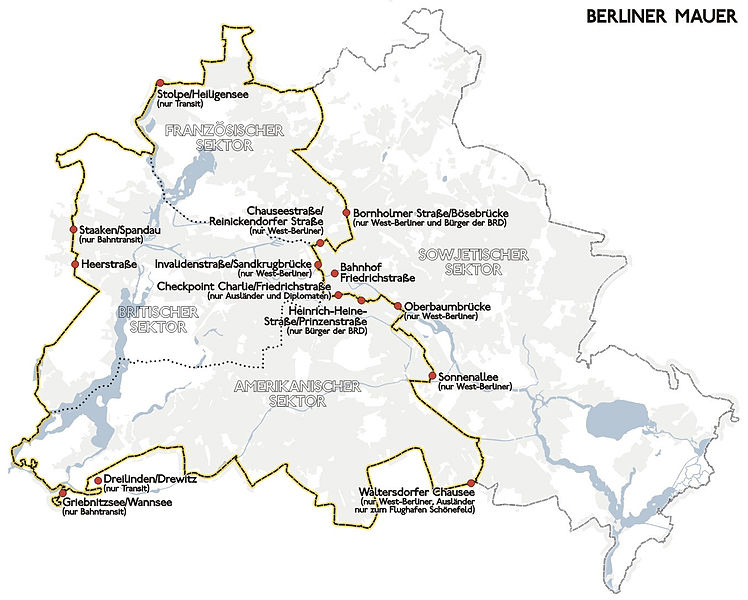
Die geteilte Stadt

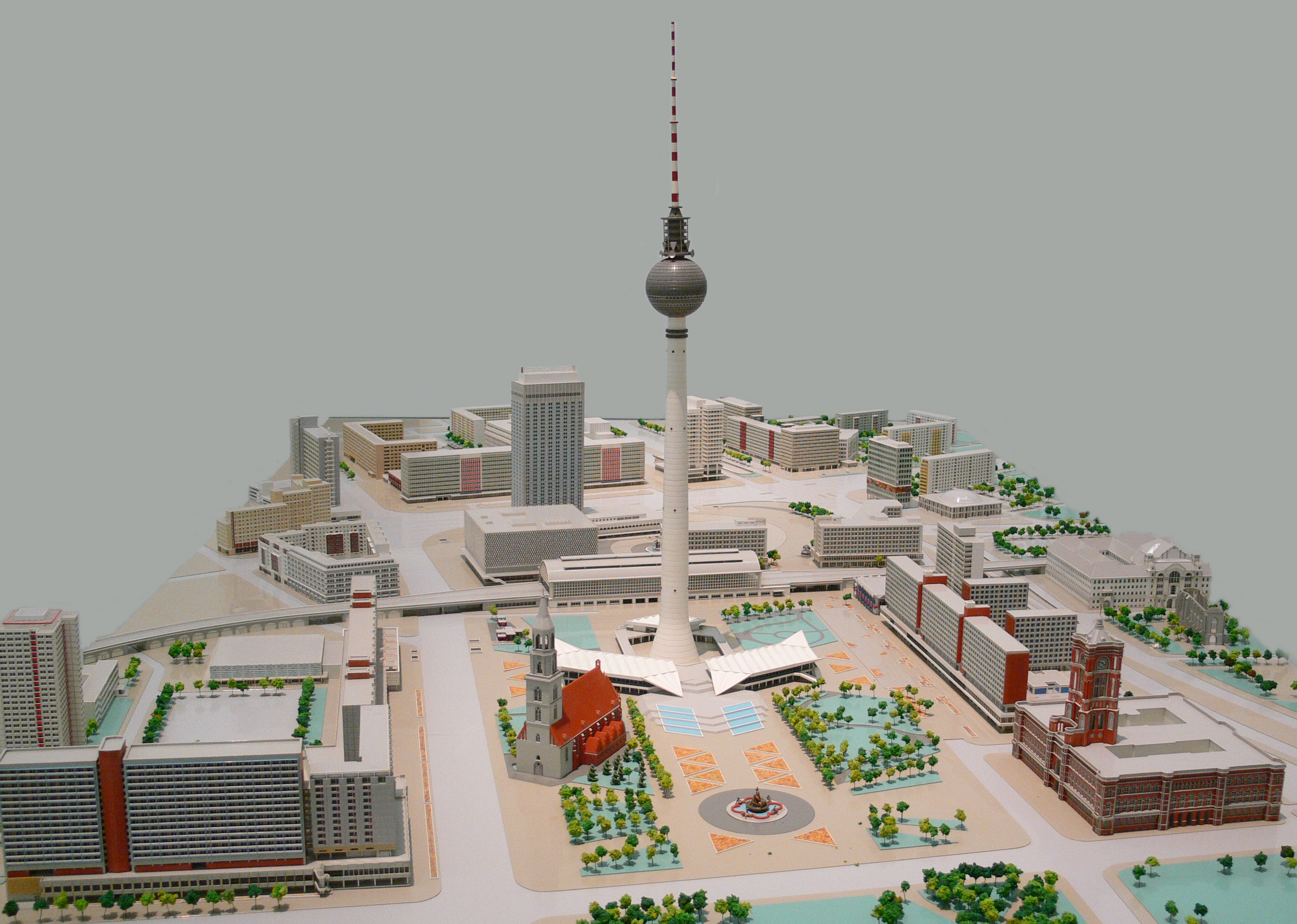
Modell des Stadtzentrums von Ost-Berlin

#### Mauerbau
Die am 13. August 1961 errichtete Berliner Mauer machte die Trennung Berlins endgültig. Die Mauer sollte vor allem die massenhafte Flucht der DDR-Bürger in den Westen unterbinden, die „Abstimmung mit den Füßen“.

#### Stadtentwicklung
Ost-Berlin war politisches, kulturelles und wirtschaftliches Zentrum der DDR und Sitz mehrerer Kombinate. In Ost-Berlin wurden rund 50 Prozent des städtischen Haushalts aus der Staatskasse der DDR finanziert.
Grundlage für die städtebauliche Entwicklung Ost-Berlins waren in der ersten Wiederaufbauphase zunächst „die 16 Grundsätze des Städtebaus“.

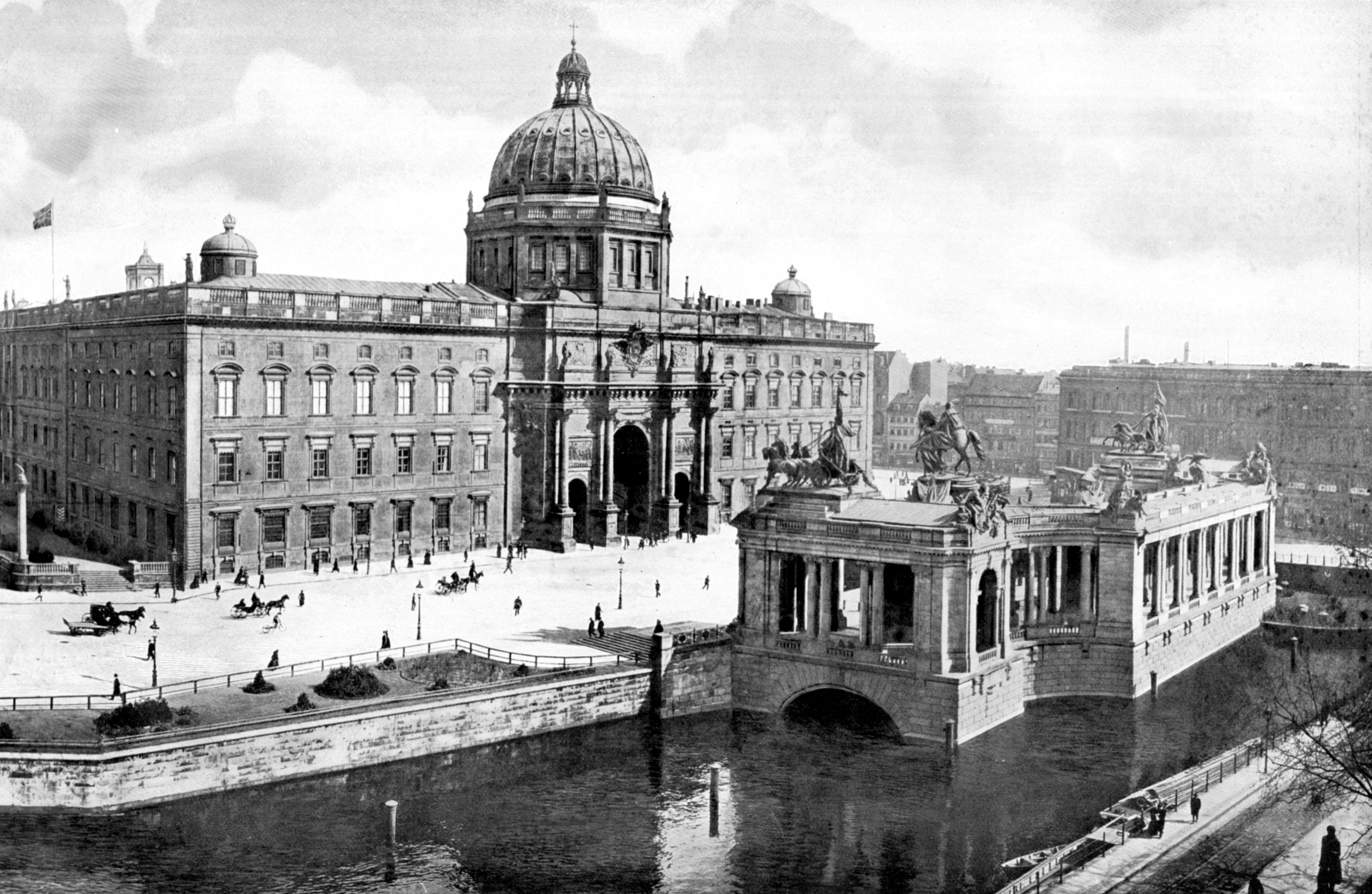
Berliner Schloss, um 1900

In der Nachkriegszeit wurden die Gebäude im östlichen Teil der Straße Unter den Linden äußerlich überwiegend originalgetreu wiederaufgebaut, während das Berliner Schloss am 7. September 1950 unter internationalen und lokalen Protesten auf Initiative von SED-Staatschef Walter Ulbricht gesprengt wurde. Der Tierpark in Friedrichsfelde wurde 1955 eingeweiht, der Palast der Republik 1976 eröffnet. Im Osten begann in den 1970er Jahren ein groß angelegtes Wohnungsbauprogramm, in dem ganze Stadtteile neu angelegt wurden, nachdem schon in den 1960er Jahren insbesondere am Alexanderplatz repräsentative Neubauten errichtet worden waren (Kongresshalle, Haus des Lehrers, Berliner Fernsehturm).
Ein wichtiges Infrastrukturprojekt bildete der Ausbau des Flughafens Schönefeld sowie der Bau des Berliner Außenrings.

##### Wohnungsbau
Nach Kriegsende waren (Gesamtberliner Zahlen) von den rund 1,5 Millionen Wohnungen der Vorkriegszeit über ein Drittel zerstört und nicht mehr verfügbar. Hatte die Beseitigung der enormen Trümmermengen und die Herrichtung nur schwach beschädigter Gebäude anfangs Vorrang, konnten 1949–1950 die ersten neuen Wohnhäuser gebaut werden. Nach einem Konzept von Hans Scharoun entstanden an der Karl-Marx-Allee zwei Laubenganghäuser ergänzt um fünf benachbarte Wohnzeilen. Weitere Beispiele für ersten Wohnungsneubau der Nachkriegszeit sind das Hochhaus an der Weberwiese (1952), die Wohnblocks am Ostseeplatz sowie die Bebauung an der Kniprodestraße. Der Straßenzug des Prestigeprojektes Stalinallee wurde zwischen 1952 und 1956 fertiggestellt (ca. 2.500 Wohnungen).
Um 1955 wurde das DDR-Bauwesen nach überwiegend ökonomischen Kriterien neu ausgerichtet, der industrielle, typisierte Wohnungsbau begann. Größere Baustellen waren der Wohnkomplex Friedrichshain ab 1956, der zweite Bauabschnitt der Karl-Marx-Allee ab 1958 (ca. 4.500 Wohnungen) oder das Wohngebiet Fennpfuhl ab 1961. In der Luisenstadt begann 1958 der Bau des Neanderviertels (ab 1966 Heinrich-Heine-Viertel) mit Q3A-Typenbauten.

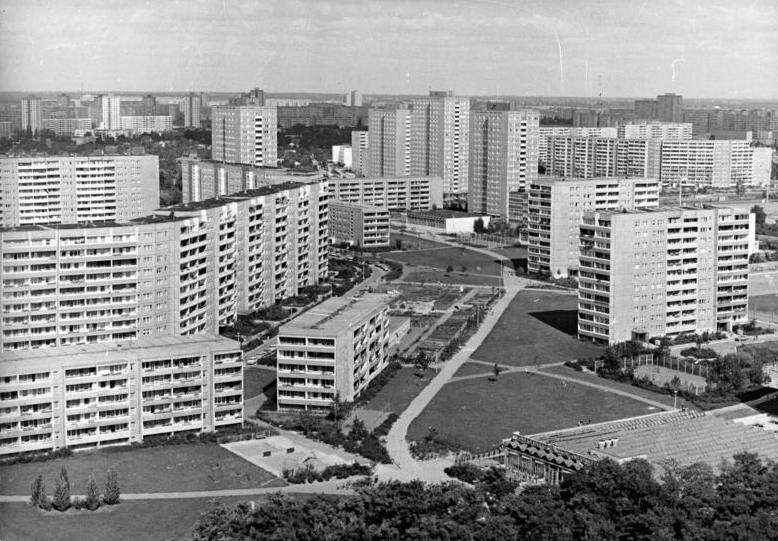
Marzahn, Murtzaner Ring, 1987

Mit dem Regierungswechsel 1971 in der DDR wurde auf dem VIII. Parteitag der SED die Ausrichtung der künftigen Wirtschaftspolitik festgelegt (Einheit von Wirtschafts- und Sozialpolitik) und ein langfristiges Wohnungsbauprogramm eingeleitet. Das Politbüro des ZK der SED beschloss 1976 den Neubau von rund 200.000 Wohnungen bis 1990 in Ost-Berlin. Das Ziel sollte durch die Errichtung von Großsiedlungen am Stadtrand, Baulückenschluss in der Innenstadt und Stadterneuerungsmaßnahmen erreicht werden. Bereits 1973 war mit der Sanierung der historischen Bausubstanz am Arnimplatz begonnen worden, die auch für die West-Berliner Entwicklungen bedeutsam war. Ebenfalls im Prenzlauer Berg wurden die Häuser um den Arkonaplatz von Mitte der 1970er bis Mitte der 1980er Jahre restauriert. Diese beispielhaften Projekte führten auch in Ost-Berlin zur Anerkennung des Wertes der historischen Bausubstanz, das 1979 erlassene Abrissverbot wurde in der Praxis allerdings häufig umgangen. Diese aufwendigen Stadterneuerungsmaßnahmen blieben Einzelfälle, der Altbaubestand verfiel meistenteils weiter. Die Investitionen flossen überwiegend in die großen Neubaugebiete. Von 1975 bis 1987 wurden in Marzahn rund 62.000 Wohnungen errichtet und ein neuer Stadtbezirk gegründet. Marzahn war das größte Wohnungsbauprojekt der DDR. Ab 1979 folgte der Aufbau von Hohenschönhausen, wo bis 1989 über 40.000 Wohnungen entstanden. In Hellersdorf wurden zwischen 1981 und Ende 1989 rund 34.000 Wohnungen gebaut. In der ersten Hälfte der 1980er Jahre entstand am Stadtrand in Köpenick das Salvador-Allende-Viertel II, eine weitere Großsiedlung in Altglienicke (Treptow) war Mitte der 1980er Jahre in Planung.

##### 750-Jahr-Feier

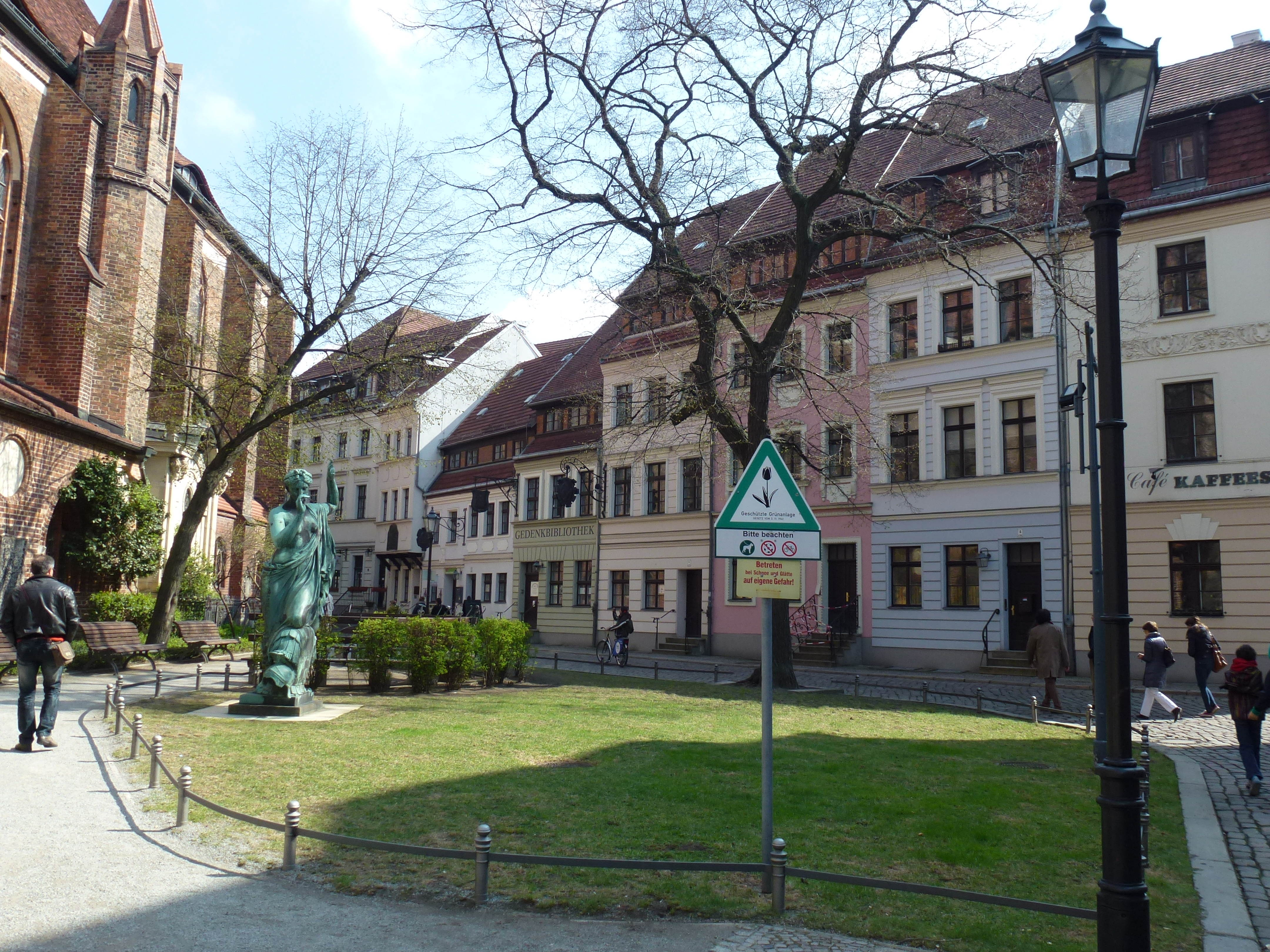
Nikolaiviertel

Vor der 750-Jahr-Feier sollten zusätzlich 20.000 Neubauwohnungen entstehen und 10.000 Wohnungen modernisiert werden. Bekanntere Beispiele sind die Restaurierungen der Husemannstraße oder der Sophienstraße sowie von Teilen der Spandauer Vorstadt (dort wurden historisierende Plattenbauten errichtet). Der Bau des Nikolaiviertels als „neue“ Altstadt kann als Variante der „kritischen Rekonstruktion“ der historischen Stadt gesehen werden. Von 1983 bis 1986 entstand im Prenzlauer Berg das Prestigeprojekt Ernst-Thälmann-Park mit ca. 1.300 Wohnungen. Im Innenstadtbereich wurden S- und U-Bahnhöfe saniert und teils aufwendig künstlerisch ausgestaltet wie der U-Bahnhof Klosterstraße als „erfahrbares Museum“. In Vorbereitung auf die 750-Jahr-Feier begann die Rekonstruktion des Platzes der Akademie, wie der Gendarmenmarkt damals hieß. 1984 wurde Schinkels Schauspielhaus als Sitz des Konzerthauses Berlin völlig renoviert wieder eröffnet. Ost-Berlin reagierte auf die West-Berliner BUGA von 1985 mit der Berliner Gartenschau als Gegenstück.

## Mauerfall und Wiedervereinigung (1988–1990)

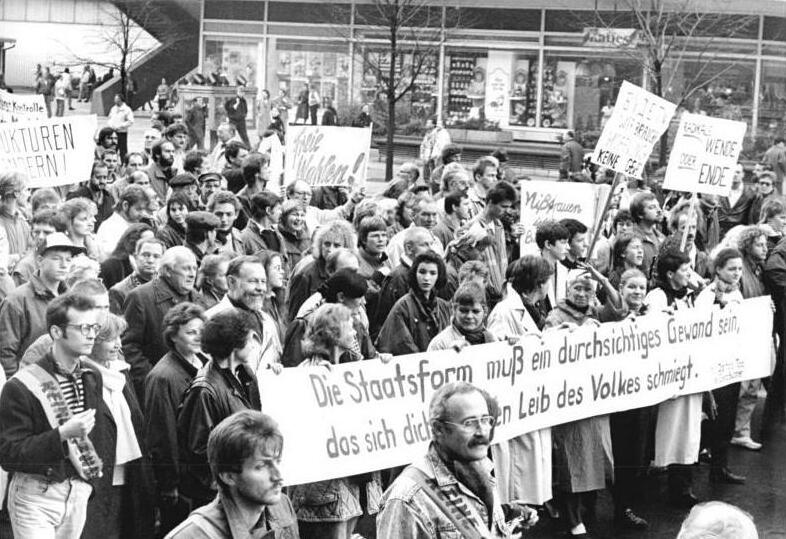
Alexanderplatz-Demonstration am 4. November 1989

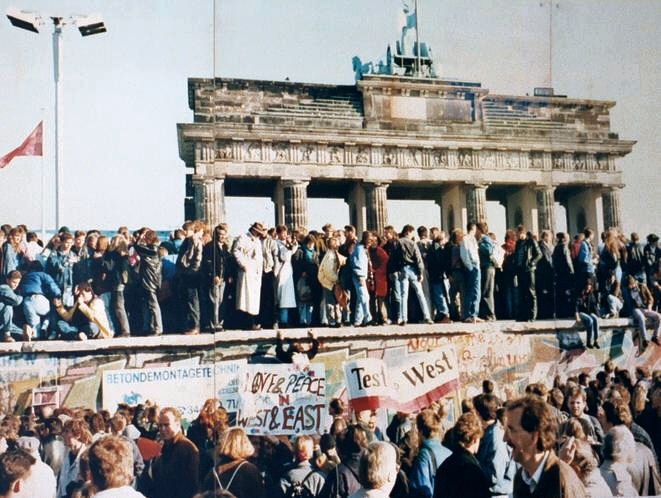
Fall der Berliner Mauer, 1989

Zentren der Oppositionsbewegung im Ostteil Berlins während der 1980er Jahre waren beispielsweise Gethsemanekirche, Samariterkirche und Zionskirche. Am 17. Januar 1988 protestierten Bürgerrechtler auf der offiziellen Liebknecht-Luxemburg-Demonstration. Im Herbst 1989 kam es zur Wende und friedlichen Revolution in der DDR. Am 4. November 1989 fand mit der Alexanderplatz-Demonstration die größte nicht staatlich gelenkte Demonstration in der Geschichte der DDR statt.
Bei den Feierlichkeiten zum 40. Jahrestag der DDR in Ost-Berlin im Oktober 1989 hielt Ehrengast Michail Gorbatschow eine Rede, in der er andeutete, dass er eine restriktive Politik der DDR-Regierung in Bezug auf die Flüchtlinge, die zu diesem Zeitpunkt über die Grenzen von Ungarn und der Tschechoslowakei flüchteten, nicht zulassen würde.
Am 9. November ließen die Grenztruppen zunächst am Übergang Bornholmer Straße, später auch an anderen Grenzübergängen nach einer missverstandenen Äußerung des Politbüromitgliedes Günter Schabowski auf einer Pressekonferenz die dort wartende Menge passieren. Viele Ost-Berliner fuhren noch in der Nacht nach West-Berlin. Am Brandenburger Tor erklommen Menschen die Mauer, es herrschte Volksfeststimmung. Die Reisefreiheit wurde nicht mehr zurückgenommen und die Mauer wurde in der Folgezeit abgerissen, wobei viele Berliner als sogenannte „Mauerspechte“ mit Hammer und Meißel Teile der Mauer als Souvenirs abschlugen.

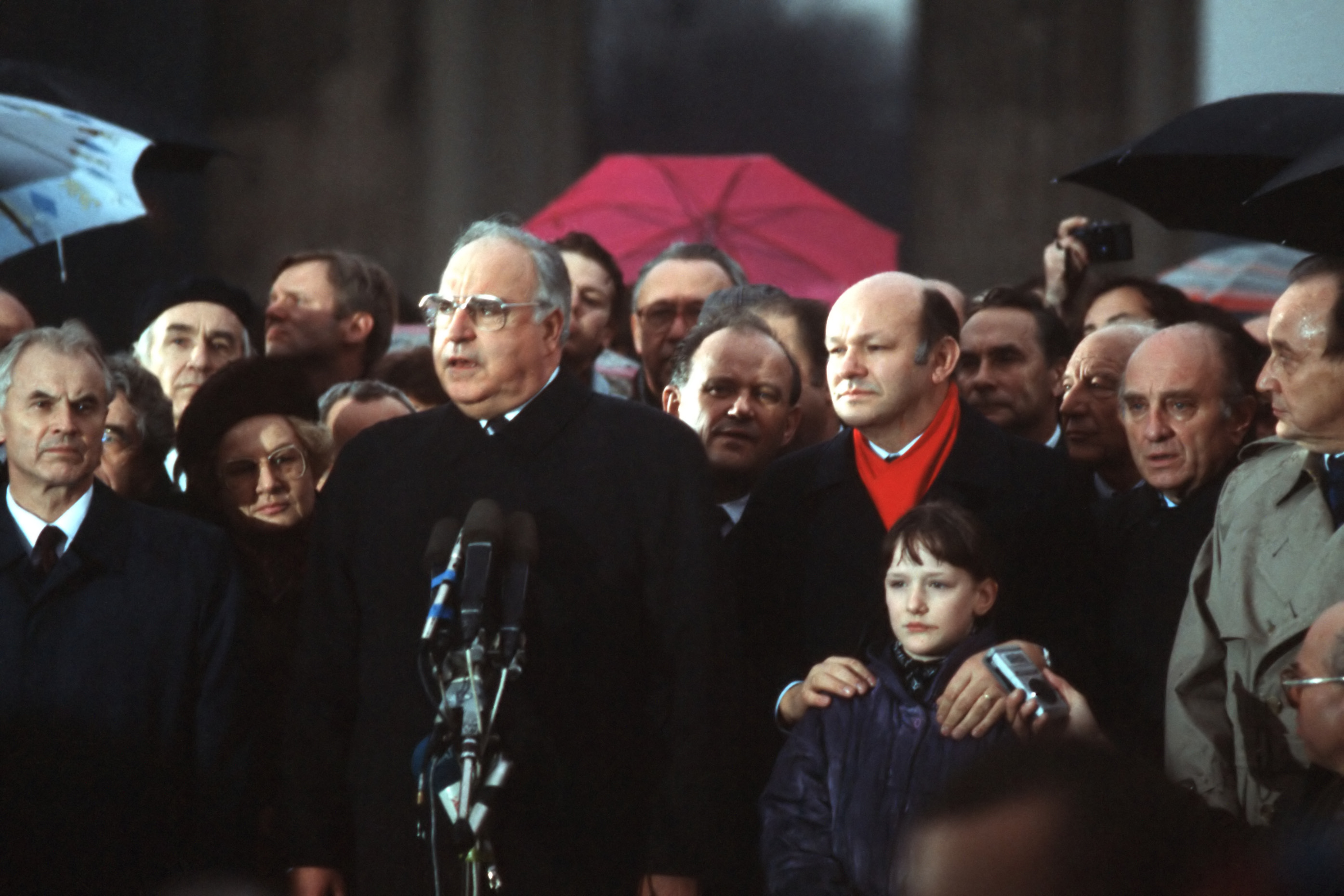
Der Vorsitzende des DDR-Ministerrates Hans Modrow, Bundeskanzler Helmut Kohl, der Regierende Bürgermeister West-Berlins Walter Momper und der Oberbürgermeister Ost-Berlins Erhard Krack während der Öffnung des Brandenburger Tors am 22. Dezember 1989

Der Ost-Berliner Oberbürgermeister Tino Schwierzina und der West-Berliner Regierende Bürgermeister Walter Momper arbeiteten fortan in enger Absprache, um die große Menge an Aufgaben, die die bevorstehende Wiedervereinigung der Stadthälften aufwarf, in Angriff zu nehmen. Das Bürgermeistergespann wurde scherzhaft in den Medien als „Schwierzomper“ oder „Mompzina“ verballhornt, die beiden Stadtregierungen Senat (West) und Magistrat (Ost) wurden von Walter Momper bald als „Magi-Senat“ tituliert. Die Ost-Berliner Bevölkerung stand nun vor der Herausforderung, den Systemübergang und die damit verbundenen grundlegenden Veränderungen der gesellschaftlichen und wirtschaftlichen Ordnung zu bewältigen.
Der Einigungsvertrag erklärte Berlin mit der Wiedervereinigung am 3. Oktober 1990 zur Hauptstadt Deutschlands. Mit der Zustimmung zum Einigungsvertrag verzichteten die Alliierten auf ihre Kontrolle über Berlin, wodurch der umstrittene rechtliche Status Berlins geklärt und damit die Berlin-Frage gelöst war. Am 2. Dezember 1990 fanden die ersten Wahlen zum Abgeordnetenhaus des wiedervereinigten Berlins statt. Der Sitz von Bundestag und Bundesregierung blieb allerdings zunächst noch in Bonn. Erst nach einer kontroversen – auch von der Öffentlichkeit geführten – Debatte beschloss der Bundestag am 20. Juni 1991, dass die Hauptstadt Berlin auch Parlaments- und Regierungssitz sein solle (siehe Hauptstadtbeschluss).
Eine mit dem West-Berliner Vorbild vergleichbare Hausbesetzerbewegung entwickelte sich erst im Rahmen der politischen Wende 1989 in den Ost-Berliner Stadtteilen Friedrichshain und Prenzlauer Berg. Diese war insbesondere durch das passive Verhalten der Ost-Berliner Volkspolizei begünstigt. Dies änderte sich allerdings nachdem im Juli 1990 der Ost-Berliner Magistrat unter den Einfluss des Senats von West-Berlin geraten war. In der Folge kam es zu den schweren Straßenschlachten bei der Räumung der Mainzer Straße. Viele der Besetzungen wurden ähnlich wie bei der ersten Besetzungswelle legalisiert. Die letzten besetzen Häuser, die im Rahmen der „Berliner Linie“ toleriert worden waren, ließ der Berliner Innensenator Jörg Schönbohm zwischen 1996 und 1998 räumen.

## Hauptstadt der Bundesrepublik Deutschland (seit 1990)

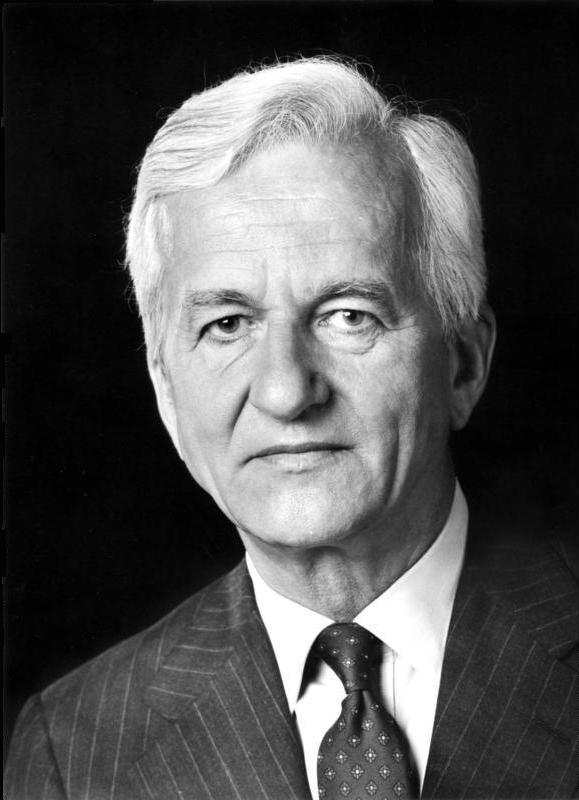
Richard von Weizsäcker war 1981–1984 Regierender Bürgermeister der Stadt. 1994 verlegte er den ersten Amtssitz des Bundespräsidenten nach Berlin.

Nach der Wiedervereinigung am 3. Oktober 1990 stand Berlin vor der Herausforderung, die beiden eigenständigen Teilstädte wieder zu einer Gesamtstadt zusammenzuführen und den wirtschaftlichen Strukturwandel zu bewältigen. Ein Drittel aller Erwerbstätigen in Ost-Berlin waren im Staatssektor beschäftigt, in West-Berlin arbeiteten ein Viertel aller Erwerbstätigen im öffentlichen Dienst, während dagegen der privatwirtschaftliche Sektors nur schwach entwickelt waren. Berlin war 1990 gemessen an der Zahl der Beschäftigten die größte Industriestadt Deutschlands. Im Ostteil der Stadt hatte die Industriebeschäftigung einen Anteil von 25 %. Die rasante Deindustrialisierung der Region in den folgenden Jahren und der Abbau der Staatsbeschäftigung führte zu einem drastischen Anstieg der Arbeitslosigkeit.
Der Dienstleistungssektor entwickelte sich langsam, der Aufbau neuer High-Tech-Industrien, wie in Adlershof, konnte nur mit langfristiger Perspektive begonnen werden. Anfänglich optimistische Annahmen über das Wachstum Berlins sowie steuerliche Anreize für Immobilieninvestitionen befeuerten einen Bauboom bei Bürogebäuden und im Wohnungsbau. Mitte der 1990er Jahre wurden jährlich 20.000 Wohnungen fertiggestellt. Der Senat plante in einem neuen Wohnungsbauprogramm mehrere Großprojekte am Stadtrand, wie Karow-Nord, Französisch-Buchholz, Altglienicke, Rudower Felder, Staaken. Für den Bezirk Hellersdorf wurde mit der „Hellen Mitte“ ein neues Stadtteilzentrum errichtet. Weitere wichtige Bauvorhaben waren die Entwicklungsgebiete Altes Schlachthofgelände, die Wasserstädte Rummelsburger Bucht und Oberhavel sowie Biesdorf-Süd.
Die Infrastruktur Ost-Berlins musste zu großen Teilen erneuert und mit West-Berlin zusammengefügt werden. Die Züge der S-Bahn können seit 2002 wieder auf der vollständigen Ringbahn fahren. Der Schienenverkehr wurde nach dem Pilzkonzept neu geordnet, und im Jahr 2006 wurde der neue Hauptbahnhof eröffnet. Als Bewerberstadt für die Olympischen Spiele im Jahr 2000 hat Berlin als Vorleistung die Sportstätten Velodrom und Max-Schmeling-Halle neu errichtet.

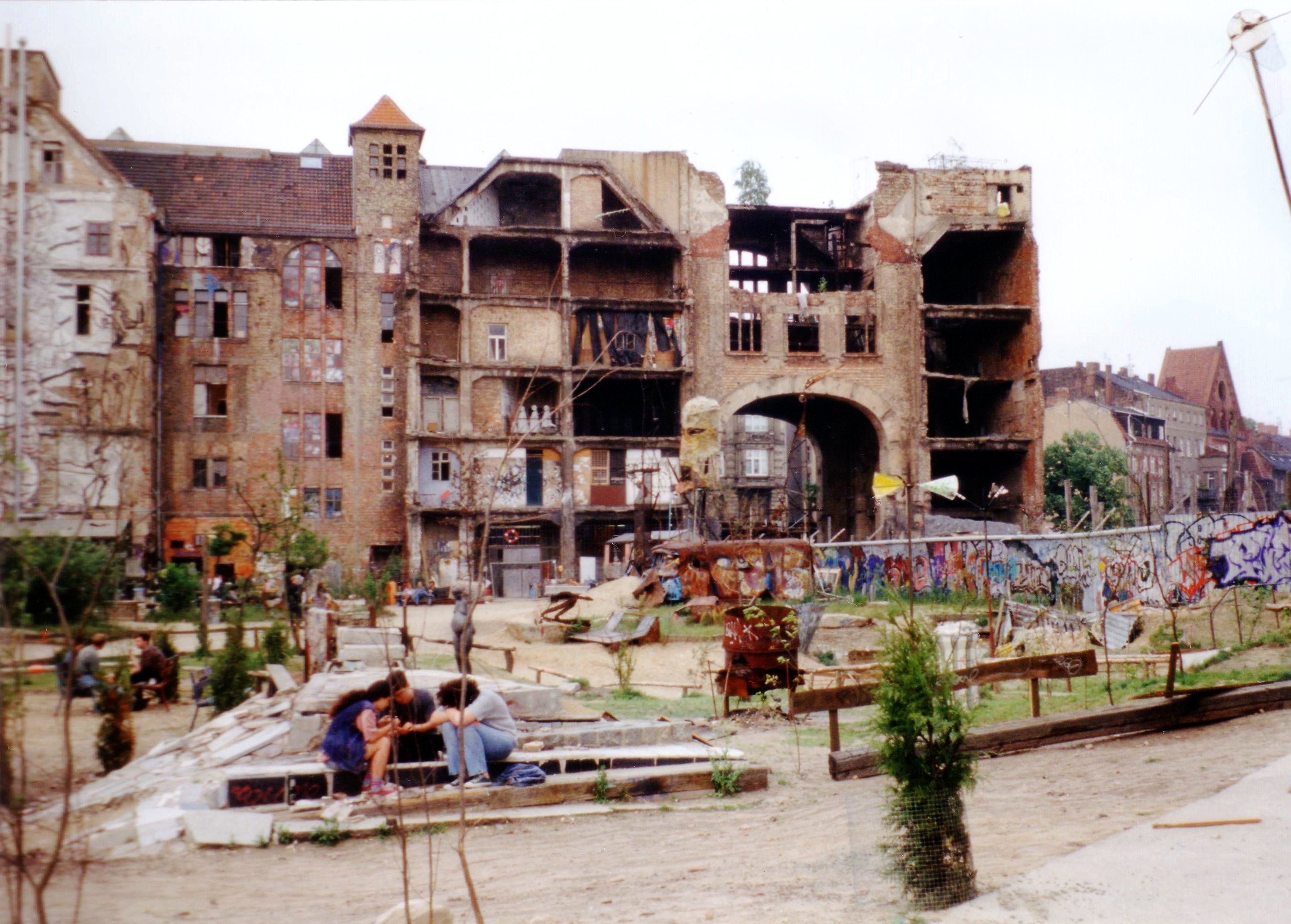
Nachwende-Berlin: Das Kunsthaus Tacheles

Aufgegebene Flächen von ehemaligen Bahnanlagen, Flugplätzen, Schlachthöfen, Rieselfeldern, Industrieanlagen sowie der Bereich der Berliner Mauer ermöglichten die Anlage neuer Freiräume, wie dem Mauerpark, dem Natur-Park Südgelände, dem Landschaftspark Johannisthal/Adlershof, dem Landschaftspark Wartenberger Feldmark, dem Park auf dem Nordbahnhof oder dem Park am Gleisdreieck.
Im Zuge der Wiedervereinigung wurde im Einigungsvertrag der Grundsatz „Rückgabe vor Entschädigung“ festgelegt, was zu einer Neuaufteilung des Grund und Bodens in der Berliner Mitte führte. Haupteigentümer waren die Treuhandanstalt und die Oberfinanzdirektion Berlin aber nur zu geringen Teilen die Stadt Berlin selbst. Die wichtigen Entscheidungen zur weiteren Entwicklung der Innenstadt wurden in Sitzungen zwischen Februar 1991 und September 1993 vom Koordinierungsausschuß für innerstädtische Investitionen (KOAI) getroffen.
Ein zentrales Bau-Projekt wurde der Potsdamer Platz, die damals größte Baustelle Deutschlands. Auf Initiative von Stadtentwicklungssenator Volker Hassemer wurde ab 1991 das Stadtforum durchgeführt. Bausenator Wolfgang Nagel berief 1991 Hans Stimmann zum Senatsbaudirektor. Zahlreiche städtebauliche Maßnahmen, wie der Wiederaufbau des Pariser Platzes oder die Schaffung des neuen Parlaments- und Regierungsviertels, wurden begonnen. Der Verlauf der ehemaligen Mauer ist in Teilen des Stadtzentrums heute anhand einer Linie von doppelten Kopfsteinpflastersteinen nachzuvollziehen. 1995 wurde das Reichstagsgebäude verhüllt.

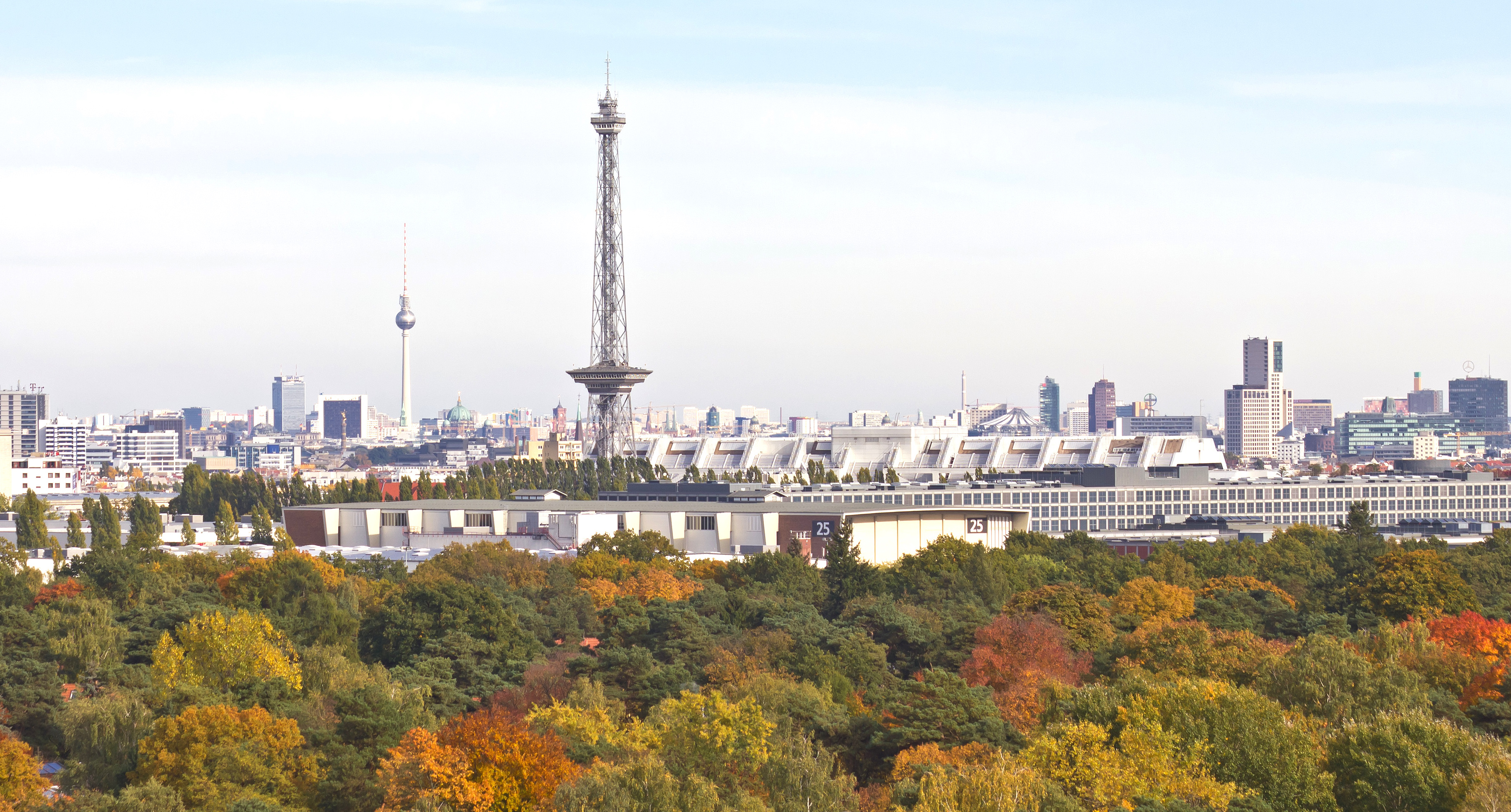
Berlin im Jahr 2013

Als erstes Verfassungsorgan verlegte zum 1. Januar 1994 der damalige Bundespräsident Richard von Weizsäcker seinen Dienstsitz nach Berlin. Am 7. September 1999 nahmen der Bundestag und am 29. September 2000 der Bundesrat ihre Arbeiten in Berlin auf.
Die Fusion der Bundesländer Berlin und Brandenburg scheiterte 1996 in einer Volksabstimmung am Veto der brandenburgischen Wähler.
Mitte der 1990er Jahre begann ein Jahrzehnt der Stagnation geprägt durch Bevölkerungsverluste mit Abwanderung ins Umland und Rückgang der Wirtschaftsleistung.
Die Loveparade entwickelte sich während der 1990er Jahre zu einer Massenveranstaltung der Technokultur.
Der Entfall der meisten staatlichen Subventionen infolge der Deutschen Teilung und ab 1997 zusätzlich der Berliner Bankenskandal brachten das Land Berlin in finanzielle und fiskalische Schwierigkeiten, die dessen Handlungsfähigkeit einschränkten. Der Bankenskandal führte 2001 zu einem Misstrauensvotum gegen den Regierenden Bürgermeister Eberhard Diepgen. Nachfolger Klaus Wowereit regierte Berlin anschließend über 13 Jahre lang in unterschiedlichen Koalitionen.
Eine Phase drastischer Kürzungen bei den öffentlichen Ausgaben wurde unter der Parole „Sparen, bis es quietscht“ eingeleitet. Kommunales Eigentum wurde privatisiert, so die städtischen Wohnungsunternehmen GEHAG ab 1998 und GSW 2004 mit ihrem Bestand an mehreren zehntausend Wohnungen. Die Mehrheitsanteile am Energieversorger Bewag wurden 1997 verkauft, wie auch 1999 die Hälfte der Anteile an den Berliner Wasserbetrieben, wogegen 2011 ein erfolgreicher Volksentscheid durchgeführt wurde.
Berlin klagte 2003 beim Bundesverfassungsgericht wegen einer „extremen Haushaltsnotlage“, um eine Bundesergänzungszuweisung von 35 Milliarden Euro zum Schuldenabbau zu erhalten. Diese Klage wurde 2006 zurückgewiesen. Die defizitäre Lage Berlins (Zitat Klaus Wowereit: „Berlin ist arm, aber sexy“) konnte durch Wachstum der Wirtschaft, besonders des Tourismus, und der Bevölkerung in der Folgezeit abgemildert werden. Zwischen 2013 und 2019 machte Land Berlin keine neuen Schulden mehr.
Von der Abgeordnetenhauswahl 2016 bis 2021 regierte eine rot-rot-grüne Koalition aus SPD, Linken und Grünen, die von Michael Müller geführt wurde. Während der gesamten Amtszeit war Müller laut Berlin-Monitor der am wenigsten respektierte Regierungschef eines deutschen Bundeslandes bei der eigenen Bevölkerung.
Am 19. Dezember 2016 ereignete sich der Anschlag auf den Berliner Weihnachtsmarkt an der Gedächtniskirche.
Im Jahr 2020 verbreitete sich die Infektionskrankheit COVID-19 in Berlin. In der Folge verstarben während einer Infektion rund 3000 Menschen im Durchschnittsalter von etwa 80 Jahren.